# Задруга (8. сезона)
Задруга 8: Елита је осма сезона српске ријалити-телевизијске емисије Задруга. Емитована је између 7. септембра 2024. и 19. јула 2025. Емисију су емитовали Пинк у Србији, Пинк БХ у Босни и Херцеговини, Пинк М у Црној Гори, Пинк СИ у Словенији и Пинк плус у осталим државама.
Прати групу такмичара (познати као задругари) који живе заједно у кући док их без престанка снимају видео-камере, без комуникације са спољним светом, док последњи преостали такмичар осваја главну награду од 100.000 евра, односно 50.000 евра за другопласираног учесника.
Водитељи осме сезоне су: Душица Јаковљевић, Дарко Танасијевић, Ивана Шопић, Маша Михаиловић, Огњен Амиџић, Ана Радуловић и Милан Милошевић.

## Формат
У Шимановцима, на преко два хектара земље, изграђен је читав комплекс са више зграда. У склопу комплекса налази се и вештачко језеро. Такође се налази и Бела кућа, где константно бораве учесници, познатији као задругари, који се девет или десет месеци боре за главну награду од 100.000 евра, док другопласирани добија награду од 50.000 евра. Задругари могу да се исповедају Дрвету Мудрости у Рајском врту, које им често нуди пакт, у коме обично учесници покажу своје најгоре особине, спремност да издају пријатеља, покажу љубомору, похлепу и гордост.
Задругари у склопу ријалитија имају сопствену продавницу, казино, ноћни клуб, козметички салон, паб, базен, суд, собу за рехабилитацију, собу за изолацију, радионицу и фарму. Од друге сезоне, комплекс се проширио, те је у град додат и шиша бар, кафић Дубиоза, ресторан брзе хране, паркинг, залагаоница, наутичка продавница, тајна мрачна соба, Миленијина палата у оквиру које се налази Древна Пророчицa, позориште и сала, док је напољу изграђен велики морски залив који има и сопствено острво. Суд се користи само једном седмично, за време журке, уколико такмичари направе преступ. Све остале зграде су стално отворене, али такмичари морају да плате од свог недељног буџета, који дели вођа по личном нахођењу, како би их користили. У залагаоницу такмичари доносе предмете за које добијају новац.

## Задругари
| Име                            | Занимање                    | Резултат            |
| ------------------------------ | --------------------------- | ------------------- |
| Ненад Маринковић „Gasttozz”            | Певач                       | Победник            |
| Анђела Ђуричић                 | Фризерка                    | Другопласирана      |
| Софи Тикаченко                 | Инфлуенсерка                | Треће место         |
| Јелена „Ена” Чолић             | Модна креаторка             | Четврто место       |
| Анели Ахмић                    | Тиктокерка                  | Пето место          |
| Иван Маринковић                | Телевизијска личност        | Шесто место         |
| Стефан Карић                   | Предузетник                 | Седмо место         |
| Јован Пејић                    | Дипломирани економиста      | Осмо место          |
| Матеја Матијевић               | Фудбалер и менаџер          | Девето место        |
| Лука Вујовић                   | Предузетник                 | Десето место        |
| Софија Јанићијевић             | Предузетница и козметичарка | Једанаесто место    |
| Јована Томић „Матора”          | Телевизијска личност        | Дванаесто место     |
| Александра Николић             | Модна креаторка             | Тринаесто место     |
| Стефани Грујић                 | Кулинарски техничар         | Четрнаесто место    |
| Мирослав Пржуљ „Лепи Мића”     | Певач                       | Петнаесто место     |
| Ненад Мацановић                | Предузетник                 | Шеснаесто место     |
| Милена Качавенда               | Телевизијска лилност        | Седамнаесто место   |
| Борислав Терзић                | Фудбалер                    | Осамнаесто место    |
| Урош Станић                    | Медицински техничар         | Деветнаесто место   |
| Данијел Дујковић               | Бивши фудбалер и менаџер    | Двадесето место     |
| Теодора Делић                  | Манекенка                   | Двадесет прво место |
| Марко Стефановић               | Фитнес инстуктор            | Избачен             |
| Сандра Обрадовић               | Угоститељка                 | Избачена            |
| Данило „Дачо” Виријевић        | Певач                       | Избачен             |
| Драгана Стојанчевић            | Манекенка                   | Избачена            |
| Ана Николић                    | Телевизијска личност        | Избачена            |
| Јорданка Денчић                | Фудбалска суткиња           | Избачена            |
| Сања Грујић                    | Предузетница                | Избачена            |
| Стефан Корда                   | Телевизијска личност        | Избачен             |
| Милован Минић                  | Угоститељ                   | Избачен             |
| Милaна „Мимас” Шарац           | Предузетница                | Избачена            |
| Слађана Лазић                  | Фитнес инструкторка         | Избачена            |
| Кристина Буђевац               | Модна креаторка             | Избачена            |
| Јелена Илић                    | Новинарка                   | Избачена            |
| Матеа Станковић                | Певачица                    | Избачена            |
| Никола Грујић                  | Певач                       | Избачен             |
| Марко Ђедовић                  | Новинар                     | Изашao              |
| Јелена Недељковић „Мрвица”     | Тиктокерка                  | Избачена            |
| Иваниа Бајић                   | Телевизијска личност        | Избачена            |
| Ђорђе Николић „Ђоле ВИП Краљ”  | Фризер                      | Избачен             |
| Лазар Чолић „Зола”             | Ди-џеј                      | Избачен             |
| Рада Васић                     | Телевизијска личност        | Изашла              |
| Ана Спасојевић                 | Бивша тенисерка             | Избачена            |
| Андрија Ђогани „Баки Б3”       | Певач                       | Избачен             |
| Бранка Кнежевић                | Манекенка                   | Избачена            |
| Катарина Самарџић              | Водитељка                   | Избачена            |
| Божо Франић                    | Кувар                       | Избачен             |
| Анастасија Марковић            | Taту Мајстор                | Избачена            |
| Милосава Правиловић            | Телевизијска личност        | Изашла              |
| Елвин Кадрић                   | Певач                       | Избачен             |
| Милица Милисављевић Дугалић    | Певачица                    | Избачена            |
| Лука Малешић „Луле Баханалија” | Телевизијска личност        | Избачен             |
| Урош Рајачић                   | Бивши боксер                | Дисквалификован     |
| Ненад Ћубић                    | Фудбалер                    | Избачен             |
| Рашко Младеновић               | Криминалац                  | Избачен             |
| Александар Анђелић             | Фудбалски тренер            | Избачен             |
| Миљана Кулић                   | Телевизијска личност        | Изашла              |
| Милош Радуловић „Сони”         | Фитнес инструктор           | Избачен             |
| Андреј Савковић                | Боксер и тиктокер           | Дисквалификован     |
| Ива Илић                       | Медицинска сестра           | Избачена            |
| Снежана Влајков                | Телевизијска личност        | Избачена            |
| Милица Величковић              | Телевизијска личност        | Изашла              |
| Александра Вученовић           | Инфлуенсерка                | Дисквалификована    |
| Ђорђе Аџић                     | Фитнес инструктор           | Избачен             |
| Марко Зец                      | Манекен                     | Избачен             |
| Кристина Матески               | Бивша каратисткиња          | Избачена            |
| Никола Шкатарић                | Камионџија                  | Дисквалификован     |
| Бојана Станчић „Барби”         | Певачица                    | Избачена            |
| Ненад Алексић „Sha”               | Репер                       | Дисквалификован     |
| Миона Јовановић                | Певачица                    | Дисквалификована    |
| Филип Најдановић               | Репер                       | Избачен             |
| Мића Јовановић                 | Телевизијска личност        | Избачен             |
| Саша Михајловић                | Бивши кошаркаш              | Избачен             |
| Силвија Патрик                 | Мотивациона говорница       | Дисквалификована    |
| Милош Симоновић                | Тату-мајстор                | Избачен             |
| Ивана Кенешки                  | Манекенка                   | Дисквалификована    |
| Петар Илић „Ћирило”            | Редитељ                     | Избачен             |
| Виктор Амос                    | Фудбалер                    | Избачен             |
| Драгомир Мијатов               | Предузетник                 | Дисквалификован     |
| Сара Стијовић                  | Телевизијска предузетница   | Дисквалификована    |
| Моника Станојкова              | Тиктокерка                  | Избачена            |

## Историја гласања
| Вођа (имунитет)                    | Лепи Мића         | Терза                      | Gasttozz                   | Јелена                     | Иван                       | Лука В.                    | Јелена                     | Милош Р.                     | Милош Р.                     | Милица Д.                  | Миљана                      | Терза                       | Марко Ђ.                       | Марко Ђ.                       | Терза                      | Терза                      | Бебица                     | Бебица                     | Софија                     | Пејa                       | Ђоле Краљ                  | Ена                        | Ена                        | Gasttozz                       | Муњез                      | Муњез                      | Муњез                      | Матора                     | Матора                     | Стефан Ко.                 | Анели                      | Стефан Ка.                 | Стефан Ка.                 | Лука В.                    | Пејa                       | Терза                      | Терза                      | Матеа                      | Анђела                     | Лепи Мића                  | Стефани                    | Мимас                      | Милена                     | Теодора                    | /                              | /                              | /                              | /                              | /                              |                                |                                |                                |                                |                                |                                |                                |                                |                                |                                |                                |                                |                                |                                |                                |                                |                                |                                |                                |                                |                                |                                |                                |                                |                                |                                |                                |                                |                                |                                |                                |                                |                                |                                |                                |                                |                                |                                |                                |                                |                                |                                |                                |                                |                                |                                |                                |                                |                                |                                |                                |                                |                                |                                |                                |                                |                                |                                |                                |                                |                                |                                |                                |                                |                                |                                |                                |                                |                                |                                |                                |                                |                                |                                |                                |                                |                                |                                |                                |                                |                                |                                |                                |                                |                                |                                |                                |                                |                                |                                |                                |                                |                                |                                |                                |
| Омиљена особа (имунитет)           | Ивана К.          | Муњез                      | Урош С.                    | Милош Р.                   | Анели                      | Сандра                     | Анели                      | Мрвица                       | Мрвица                       | Снежана                    | Анђела                      | Софија                      | Милена                         | Милена                         | Муњез                      | Муњез                      | Теодора                    | Теодора                    | Софи                       | Ћуба                       | Слађа                      | Пејa                       | Пејa                       | Матора                         | Слађа                      | Слађа                      | Слађа                      | Драгана                    | Драгана                    | Ана Н.                     | Лука В.                    | Анђела                     | Анђела                     | Анели                      | Никола Г.                  | Слађа                      | Слађа                      | Милена                     | Gasttozz                   | Стефан Ка.                 | Муњез                      | Софи                       | Софија                     | Бебица                     | /                              | /                              | /                              | /                              | /                              |                                |                                |                                |                                |                                |                                |                                |                                |                                |                                |                                |                                |                                |                                |                                |                                |                                |                                |                                |                                |                                |                                |                                |                                |                                |                                |                                |                                |                                |                                |                                |                                |                                |                                |                                |                                |                                |                                |                                |                                |                                |                                |                                |                                |                                |                                |                                |                                |                                |                                |                                |                                |                                |                                |                                |                                |                                |                                |                                |                                |                                |                                |                                |                                |                                |                                |                                |                                |                                |                                |                                |                                |                                |                                |                                |                                |                                |                                |                                |                                |                                |                                |                                |                                |                                |                                |                                |                                |                                |                                |                                |                                |                                |                                |                                |
| Потрчци (имунитет)                 | Матеја Анђела     | Слађа Никола Ш.            | Ћуба Марко З.              | Терза Софија               | Мимас Никола Г.            | Урош С. Стефан Ко.         | Ена Стефан Ка.             | Урош Р. Јелена               | Урош Р. Јелена               | Матеа Миљана               | Иван Александра Н.          | Ена Пеја                    | Терза Софија                   | Терза Софија                   | Лука В. Теодора            | Пеја Анели                 | Милован Александра Н.      | Милован Александра Н.      | Анели Матеја               | Урош Р. Јелена             | Гастоз Анђела              | Терза Драгана              | Терза Софија               | Стефан Ка. Александра Н.       | Матора Марко Ђ.            | Гастоз Софија              | Гастоз Софија              | Муњез Стефани              | Муњез Стефани              | Анели Марко Ђ.             | Бебица Александра Н.       | Лука В. Сандра             | Лука В. Сандра             | Матора Драгана             | Ена Терза                  | Ена Пеја                   | Ена Пеја                   | Софија Марко С.            | Терза Теодора              | Ена Анели                  | Софи Гастоз                | Анђела Гастоз              | Лука В. Сандра             | Гастоз Стефан Ка.          | / /                            | / /                            | / /                            | / /                            | / /                            |                                |                                |                                |                                |                                |                                |                                |                                |                                |                                |                                |                                |                                |                                |                                |                                |                                |                                |                                |                                |                                |                                |                                |                                |                                |                                |                                |                                |                                |                                |                                |                                |                                |                                |                                |                                |                                |                                |                                |                                |                                |                                |                                |                                |                                |                                |                                |                                |                                |                                |                                |                                |                                |                                |                                |                                |                                |                                |                                |                                |                                |                                |                                |                                |                                |                                |                                |                                |                                |                                |                                |                                |                                |                                |                                |                                |                                |                                |                                |                                |                                |                                |                                |                                |                                |                                |                                |                                |                                |                                |                                |                                |                                |                                |                                |
|                                    |                   |                            |                            |                            |                            |                            |                            |                              |                              |                            |                             |                             |                                |                                |                            |                            |                            |                            |                            |                            |                            |                            |                            |                                |                            |                            |                            |                            |                            |                            |                            |                            |                            |                            |                            |                            |                            |                            |                            |                            |                            |                            |                            |                            |                                |                                |                                |                                |                                |                                |                                |                                |                                |                                |                                |                                |                                |                                |                                |                                |                                |                                |                                |                                |                                |                                |                                |                                |                                |                                |                                |                                |                                |                                |                                |                                |                                |                                |                                |                                |                                |                                |                                |                                |                                |                                |                                |                                |                                |                                |                                |                                |                                |                                |                                |                                |                                |                                |                                |                                |                                |                                |                                |                                |                                |                                |                                |                                |                                |                                |                                |                                |                                |                                |                                |                                |                                |                                |                                |                                |                                |                                |                                |                                |                                |                                |                                |                                |                                |                                |                                |                                |                                |                                |                                |                                |                                |                                |                                |                                |                                |                                |                                |                                |
|                                    | Јелена Матеја     | Виктор Никола Ш.           | Слађа Ћуба                 | Софија                     | Милош Р. Мимас             | Терза Урош С.              | Ена                        | Кристина Б.                  | Кристина Б. Урош Р.          | Јелена Миљана              | Иван                        | Пеја                        | нема номинације                | Терза                          | Теодора                    | Анели                      | нема номинације            | Александра Н.              | Анели                      | Јелена                     | потрчко                    | Терза                      | Стефан Ка. Терза           | Стефан Ка.                     | Марко Ђ.                   | потрчко                    | потрчко                    | Урош С.                    | Стефан Ко. Муњез           | Бранка Анели               | Бебица                     | Лука В.                    | Марко С. Лука В.           | Драгана                    | Ена                        | нема номинације            | Ена                        | Марко С.                   | Терза                      | Ена                        | потрчко                    | потрчко                    | Лука В.                    | потрчко                    | Победник (315. дан)            | Победник (315. дан)            | Победник (315. дан)            | Победник (315. дан)            | Победник (315. дан)            | Победник (315. дан)            | Победник (315. дан)            | Победник (315. дан)            | Победник (315. дан)            | Победник (315. дан)            | Победник (315. дан)            | Победник (315. дан)            | Победник (315. дан)            | Победник (315. дан)            | Победник (315. дан)            | Победник (315. дан)            | Победник (315. дан)            | Победник (315. дан)            | Победник (315. дан)            | Победник (315. дан)            | Победник (315. дан)            | Победник (315. дан)            | Победник (315. дан)            | Победник (315. дан)            | Победник (315. дан)            | Победник (315. дан)            | Победник (315. дан)            | Победник (315. дан)            | Победник (315. дан)            | Победник (315. дан)            | Победник (315. дан)            | Победник (315. дан)            | Победник (315. дан)            | Победник (315. дан)            | Победник (315. дан)            | Победник (315. дан)            | Победник (315. дан)            | Победник (315. дан)            | Победник (315. дан)            | Победник (315. дан)            | Победник (315. дан)            | Победник (315. дан)            | Победник (315. дан)            | Победник (315. дан)            | Победник (315. дан)            | Победник (315. дан)            | Победник (315. дан)            | Победник (315. дан)            | Победник (315. дан)            | Победник (315. дан)            | Победник (315. дан)            | Победник (315. дан)            | Победник (315. дан)            | Победник (315. дан)            | Победник (315. дан)            | Победник (315. дан)            | Победник (315. дан)            | Победник (315. дан)            | Победник (315. дан)            | Победник (315. дан)            | Победник (315. дан)            | Победник (315. дан)            | Победник (315. дан)            | Победник (315. дан)            | Победник (315. дан)            | Победник (315. дан)            | Победник (315. дан)            | Победник (315. дан)            | Победник (315. дан)            | Победник (315. дан)            | Победник (315. дан)            | Победник (315. дан)            | Победник (315. дан)            | Победник (315. дан)            | Победник (315. дан)            | Победник (315. дан)            | Победник (315. дан)            | Победник (315. дан)            | Победник (315. дан)            | Победник (315. дан)            | Победник (315. дан)            | Победник (315. дан)            | Победник (315. дан)            | Победник (315. дан)            | Победник (315. дан)            | Победник (315. дан)            | Победник (315. дан)            | Победник (315. дан)            | Победник (315. дан)            | Победник (315. дан)            | Победник (315. дан)            | Победник (315. дан)            | Победник (315. дан)            | Победник (315. дан)            | Победник (315. дан)            | Победник (315. дан)            | Победник (315. дан)            | Победник (315. дан)            | Победник (315. дан)            | Победник (315. дан)            |
| Анђела                             | потрчко           | Слађа                      | Sha Марко З.               | Силвија Софија             | Мимас                      | Стефан Ко.                 | Ена                        | Стефан Ко.                   | Иван Урош Р.                 | Иван Матеа                 | Иван                        | Пеја                        | нема номинације                | Терза                          | Лука В.                    | Пеја                       | нема номинације            | Александра Н.              | Анели                      | Урош Р.                    | потрчко                    | Терза                      | Сања Софија                | Александра Н.                  | Матора                     | нема номинације            | Софија                     | Драгана                    | Стефан Ко. Муњез           | Матора Анели               | Александра Н.              | Лука В.                    | Марко С. Лука В.           | Матора                     | Ена                        | нема номинације            | Ена                        | Марко С.                   | Терза                      | Анели                      | Софи                       | потрчко                    | Лука В.                    | Стефан Ка.                 | Другопласирана (315. дан)      | Другопласирана (315. дан)      | Другопласирана (315. дан)      | Другопласирана (315. дан)      | Другопласирана (315. дан)      | Другопласирана (315. дан)      | Другопласирана (315. дан)      | Другопласирана (315. дан)      | Другопласирана (315. дан)      | Другопласирана (315. дан)      | Другопласирана (315. дан)      | Другопласирана (315. дан)      | Другопласирана (315. дан)      | Другопласирана (315. дан)      | Другопласирана (315. дан)      | Другопласирана (315. дан)      | Другопласирана (315. дан)      | Другопласирана (315. дан)      | Другопласирана (315. дан)      | Другопласирана (315. дан)      | Другопласирана (315. дан)      | Другопласирана (315. дан)      | Другопласирана (315. дан)      | Другопласирана (315. дан)      | Другопласирана (315. дан)      | Другопласирана (315. дан)      | Другопласирана (315. дан)      | Другопласирана (315. дан)      | Другопласирана (315. дан)      | Другопласирана (315. дан)      | Другопласирана (315. дан)      | Другопласирана (315. дан)      | Другопласирана (315. дан)      | Другопласирана (315. дан)      | Другопласирана (315. дан)      | Другопласирана (315. дан)      | Другопласирана (315. дан)      | Другопласирана (315. дан)      | Другопласирана (315. дан)      | Другопласирана (315. дан)      | Другопласирана (315. дан)      | Другопласирана (315. дан)      | Другопласирана (315. дан)      | Другопласирана (315. дан)      | Другопласирана (315. дан)      | Другопласирана (315. дан)      | Другопласирана (315. дан)      | Другопласирана (315. дан)      | Другопласирана (315. дан)      | Другопласирана (315. дан)      | Другопласирана (315. дан)      | Другопласирана (315. дан)      | Другопласирана (315. дан)      | Другопласирана (315. дан)      | Другопласирана (315. дан)      | Другопласирана (315. дан)      | Другопласирана (315. дан)      | Другопласирана (315. дан)      | Другопласирана (315. дан)      | Другопласирана (315. дан)      | Другопласирана (315. дан)      | Другопласирана (315. дан)      | Другопласирана (315. дан)      | Другопласирана (315. дан)      | Другопласирана (315. дан)      | Другопласирана (315. дан)      | Другопласирана (315. дан)      | Другопласирана (315. дан)      | Другопласирана (315. дан)      | Другопласирана (315. дан)      | Другопласирана (315. дан)      | Другопласирана (315. дан)      | Другопласирана (315. дан)      | Другопласирана (315. дан)      | Другопласирана (315. дан)      | Другопласирана (315. дан)      | Другопласирана (315. дан)      | Другопласирана (315. дан)      | Другопласирана (315. дан)      | Другопласирана (315. дан)      | Другопласирана (315. дан)      | Другопласирана (315. дан)      | Другопласирана (315. дан)      | Другопласирана (315. дан)      | Другопласирана (315. дан)      | Другопласирана (315. дан)      | Другопласирана (315. дан)      | Другопласирана (315. дан)      | Другопласирана (315. дан)      | Другопласирана (315. дан)      | Другопласирана (315. дан)      | Другопласирана (315. дан)      | Другопласирана (315. дан)      | Другопласирана (315. дан)      | Другопласирана (315. дан)      | Другопласирана (315. дан)      | Другопласирана (315. дан)      | Другопласирана (315. дан)      | Другопласирана (315. дан)      | Другопласирана (315. дан)      |
| Софи                               | није била у кући  | није била у кући           | Марко З.                   | Терза                      | Мимас                      | Стефан Ко.                 | Ена                        | нема номинације              | Урош Р.                      | Матеа                      | Александра Н.               | Пеја                        | нема номинације                | Терза                          | Лука В.                    | Пеја                       | нема номинације            | Милован                    | Анели                      | Урош Р.                    | Анђела                     | Терза                      | Терза                      | Александра Н.                  | Марко Ђ.                   | нема номинације            | Гастоз                     | нема номинације            | Муњез                      | Анели                      | Бебица                     | Слађа Сандра               | Лука В.                    | Матора                     | Терза                      | нема номинације            | Пеја                       | Марко С.                   | Теодора                    | Анели                      | потрчко                    | Анђела                     | Лука В.                    | Гастоз                     | Треће место (315. дан)         | Треће место (315. дан)         | Треће место (315. дан)         | Треће место (315. дан)         | Треће место (315. дан)         | Треће место (315. дан)         | Треће место (315. дан)         | Треће место (315. дан)         | Треће место (315. дан)         | Треће место (315. дан)         | Треће место (315. дан)         | Треће место (315. дан)         | Треће место (315. дан)         | Треће место (315. дан)         | Треће место (315. дан)         | Треће место (315. дан)         | Треће место (315. дан)         | Треће место (315. дан)         | Треће место (315. дан)         | Треће место (315. дан)         | Треће место (315. дан)         | Треће место (315. дан)         | Треће место (315. дан)         | Треће место (315. дан)         | Треће место (315. дан)         | Треће место (315. дан)         | Треће место (315. дан)         | Треће место (315. дан)         | Треће место (315. дан)         | Треће место (315. дан)         | Треће место (315. дан)         | Треће место (315. дан)         | Треће место (315. дан)         | Треће место (315. дан)         | Треће место (315. дан)         | Треће место (315. дан)         | Треће место (315. дан)         | Треће место (315. дан)         | Треће место (315. дан)         | Треће место (315. дан)         | Треће место (315. дан)         | Треће место (315. дан)         | Треће место (315. дан)         | Треће место (315. дан)         | Треће место (315. дан)         | Треће место (315. дан)         | Треће место (315. дан)         | Треће место (315. дан)         | Треће место (315. дан)         | Треће место (315. дан)         | Треће место (315. дан)         | Треће место (315. дан)         | Треће место (315. дан)         | Треће место (315. дан)         | Треће место (315. дан)         | Треће место (315. дан)         | Треће место (315. дан)         | Треће место (315. дан)         | Треће место (315. дан)         | Треће место (315. дан)         | Треће место (315. дан)         | Треће место (315. дан)         | Треће место (315. дан)         | Треће место (315. дан)         | Треће место (315. дан)         | Треће место (315. дан)         | Треће место (315. дан)         | Треће место (315. дан)         | Треће место (315. дан)         | Треће место (315. дан)         | Треће место (315. дан)         | Треће место (315. дан)         | Треће место (315. дан)         | Треће место (315. дан)         | Треће место (315. дан)         | Треће место (315. дан)         | Треће место (315. дан)         | Треће место (315. дан)         | Треће место (315. дан)         | Треће место (315. дан)         | Треће место (315. дан)         | Треће место (315. дан)         | Треће место (315. дан)         | Треће место (315. дан)         | Треће место (315. дан)         | Треће место (315. дан)         | Треће место (315. дан)         | Треће место (315. дан)         | Треће место (315. дан)         | Треће место (315. дан)         | Треће место (315. дан)         | Треће место (315. дан)         | Треће место (315. дан)         | Треће место (315. дан)         | Треће место (315. дан)         | Треће место (315. дан)         | Треће место (315. дан)         | Треће место (315. дан)         | Треће место (315. дан)         | Треће место (315. дан)         |
| Ена                                | није била у кући  | није била у кући           | Ћуба                       | Терза                      | Бебица Никола Г.           | Мрвица Стефан Ко.          | потрчко                    | Иван                         | Јорданка Јелена              | Иваниа Миљана              | Иваниа Иван                 | потрчко                     | нема номинације                | Софија                         | Теодора                    | Анели                      | нема номинације            | Милован                    | Анели                      | Терза Јелена               | Ана С. Гастоз              | Јорданка Терза             | Бранка Софија              | Александра Н.                  | Матора                     | нема номинације            | Софија                     | нема номинације            | Муњез                      | Анели                      | Сања Александра Н.         | Лука В.                    | Лука В.                    | Драгана                    | потрчко                    | потрчко                    | потрчко                    | Марко С.                   | Слађа Терза                | потрчко                    | Гастоз                     | Анђела                     | Сандра                     | Мимас Гастоз               | Четврто место (315. дан)       | Четврто место (315. дан)       | Четврто место (315. дан)       | Четврто место (315. дан)       | Четврто место (315. дан)       | Четврто место (315. дан)       | Четврто место (315. дан)       | Четврто место (315. дан)       | Четврто место (315. дан)       | Четврто место (315. дан)       | Четврто место (315. дан)       | Четврто место (315. дан)       | Четврто место (315. дан)       | Четврто место (315. дан)       | Четврто место (315. дан)       | Четврто место (315. дан)       | Четврто место (315. дан)       | Четврто место (315. дан)       | Четврто место (315. дан)       | Четврто место (315. дан)       | Четврто место (315. дан)       | Четврто место (315. дан)       | Четврто место (315. дан)       | Четврто место (315. дан)       | Четврто место (315. дан)       | Четврто место (315. дан)       | Четврто место (315. дан)       | Четврто место (315. дан)       | Четврто место (315. дан)       | Четврто место (315. дан)       | Четврто место (315. дан)       | Четврто место (315. дан)       | Четврто место (315. дан)       | Четврто место (315. дан)       | Четврто место (315. дан)       | Четврто место (315. дан)       | Четврто место (315. дан)       | Четврто место (315. дан)       | Четврто место (315. дан)       | Четврто место (315. дан)       | Четврто место (315. дан)       | Четврто место (315. дан)       | Четврто место (315. дан)       | Четврто место (315. дан)       | Четврто место (315. дан)       | Четврто место (315. дан)       | Четврто место (315. дан)       | Четврто место (315. дан)       | Четврто место (315. дан)       | Четврто место (315. дан)       | Четврто место (315. дан)       | Четврто место (315. дан)       | Четврто место (315. дан)       | Четврто место (315. дан)       | Четврто место (315. дан)       | Четврто место (315. дан)       | Четврто место (315. дан)       | Четврто место (315. дан)       | Четврто место (315. дан)       | Четврто место (315. дан)       | Четврто место (315. дан)       | Четврто место (315. дан)       | Четврто место (315. дан)       | Четврто место (315. дан)       | Четврто место (315. дан)       | Четврто место (315. дан)       | Четврто место (315. дан)       | Четврто место (315. дан)       | Четврто место (315. дан)       | Четврто место (315. дан)       | Четврто место (315. дан)       | Четврто место (315. дан)       | Четврто место (315. дан)       | Четврто место (315. дан)       | Четврто место (315. дан)       | Четврто место (315. дан)       | Четврто место (315. дан)       | Четврто место (315. дан)       | Четврто место (315. дан)       | Четврто место (315. дан)       | Четврто место (315. дан)       | Четврто место (315. дан)       | Четврто место (315. дан)       | Четврто место (315. дан)       | Четврто место (315. дан)       | Четврто место (315. дан)       | Четврто место (315. дан)       | Четврто место (315. дан)       | Четврто место (315. дан)       | Четврто место (315. дан)       | Четврто место (315. дан)       | Четврто место (315. дан)       | Четврто место (315. дан)       | Четврто место (315. дан)       | Четврто место (315. дан)       | Четврто место (315. дан)       | Четврто место (315. дан)       | Четврто место (315. дан)       | Четврто место (315. дан)       | Четврто место (315. дан)       |
| Анели                              | Анђела            | Никола Ш.                  | Марко З.                   | Ена Софија                 | Мимас                      | Стефан Ко.                 | Ена                        | нема номинације              | Урош Р.                      | Матеа                      | Александра Н.               | Ена                         | нема номинације                | Терза                          | Лука В.                    | потрчко                    | нема номинације            | Александра Н.              | потрчко                    | Урош Р.                    | Слађа Анђела               | Милена Драгана             | Милена Софија              | Ена Александра Н.              | Матора                     | нема номинације            | Софија                     | нема номинације            | Стефани                    | потрчко                    | Бебица                     | Сандра                     | Сандра                     | Матора                     | Софија Ена                 | Урош С.                    | Гастоз Ена                 | Софија                     | Теодора                    | потрчко                    | Сандра Гастоз              | Анђела                     | Сандра                     | Гастоз                     | Пето место (315. дан)          | Пето место (315. дан)          | Пето место (315. дан)          | Пето место (315. дан)          | Пето место (315. дан)          | Пето место (315. дан)          | Пето место (315. дан)          | Пето место (315. дан)          | Пето место (315. дан)          | Пето место (315. дан)          | Пето место (315. дан)          | Пето место (315. дан)          | Пето место (315. дан)          | Пето место (315. дан)          | Пето место (315. дан)          | Пето место (315. дан)          | Пето место (315. дан)          | Пето место (315. дан)          | Пето место (315. дан)          | Пето место (315. дан)          | Пето место (315. дан)          | Пето место (315. дан)          | Пето место (315. дан)          | Пето место (315. дан)          | Пето место (315. дан)          | Пето место (315. дан)          | Пето место (315. дан)          | Пето место (315. дан)          | Пето место (315. дан)          | Пето место (315. дан)          | Пето место (315. дан)          | Пето место (315. дан)          | Пето место (315. дан)          | Пето место (315. дан)          | Пето место (315. дан)          | Пето место (315. дан)          | Пето место (315. дан)          | Пето место (315. дан)          | Пето место (315. дан)          | Пето место (315. дан)          | Пето место (315. дан)          | Пето место (315. дан)          | Пето место (315. дан)          | Пето место (315. дан)          | Пето место (315. дан)          | Пето место (315. дан)          | Пето место (315. дан)          | Пето место (315. дан)          | Пето место (315. дан)          | Пето место (315. дан)          | Пето место (315. дан)          | Пето место (315. дан)          | Пето место (315. дан)          | Пето место (315. дан)          | Пето место (315. дан)          | Пето место (315. дан)          | Пето место (315. дан)          | Пето место (315. дан)          | Пето место (315. дан)          | Пето место (315. дан)          | Пето место (315. дан)          | Пето место (315. дан)          | Пето место (315. дан)          | Пето место (315. дан)          | Пето место (315. дан)          | Пето место (315. дан)          | Пето место (315. дан)          | Пето место (315. дан)          | Пето место (315. дан)          | Пето место (315. дан)          | Пето место (315. дан)          | Пето место (315. дан)          | Пето место (315. дан)          | Пето место (315. дан)          | Пето место (315. дан)          | Пето место (315. дан)          | Пето место (315. дан)          | Пето место (315. дан)          | Пето место (315. дан)          | Пето место (315. дан)          | Пето место (315. дан)          | Пето место (315. дан)          | Пето место (315. дан)          | Пето место (315. дан)          | Пето место (315. дан)          | Пето место (315. дан)          | Пето место (315. дан)          | Пето место (315. дан)          | Пето место (315. дан)          | Пето место (315. дан)          | Пето место (315. дан)          | Пето место (315. дан)          | Пето место (315. дан)          | Пето место (315. дан)          | Пето место (315. дан)          | Пето место (315. дан)          | Пето место (315. дан)          | Пето место (315. дан)          | Пето место (315. дан)          | Пето место (315. дан)          |
| Иван                               | Матеја            | Никола Ш.                  | Милена Марко З.            | Софија                     | Никола Г.                  | Урош С.                    | Ена                        | нема номинације              | Урош Р.                      | Матеа                      | потрчко                     | Ена                         | нема номинације                | Терза                          | Лука В.                    | Пеја                       | нема номинације            | Милован                    | Матеја                     | Јелена                     | Милена Анђела              | Матеја Драгана             | Јорданка Софија            | Ена Стефан Ка.                 | Марко Ђ.                   | нема номинације            | Софија                     | Александра Н.              | Милена Муњез               | Ена Марко Ђ.               | Сандра Александра Н.       | Сандра                     | Сандра                     | Мимас Драгана              | Гастоз Ена                 | нема номинације            | Ена                        | Софија                     | Терза                      | Ена                        | Ена Гастоз                 | Лепи Мића Анђела           | Милован Сандра             | Гастоз                     | Шесто место (315. дан)         | Шесто место (315. дан)         | Шесто место (315. дан)         | Шесто место (315. дан)         | Шесто место (315. дан)         | Шесто место (315. дан)         | Шесто место (315. дан)         | Шесто место (315. дан)         | Шесто место (315. дан)         | Шесто место (315. дан)         | Шесто место (315. дан)         | Шесто место (315. дан)         | Шесто место (315. дан)         | Шесто место (315. дан)         | Шесто место (315. дан)         | Шесто место (315. дан)         | Шесто место (315. дан)         | Шесто место (315. дан)         | Шесто место (315. дан)         | Шесто место (315. дан)         | Шесто место (315. дан)         | Шесто место (315. дан)         | Шесто место (315. дан)         | Шесто место (315. дан)         | Шесто место (315. дан)         | Шесто место (315. дан)         | Шесто место (315. дан)         | Шесто место (315. дан)         | Шесто место (315. дан)         | Шесто место (315. дан)         | Шесто место (315. дан)         | Шесто место (315. дан)         | Шесто место (315. дан)         | Шесто место (315. дан)         | Шесто место (315. дан)         | Шесто место (315. дан)         | Шесто место (315. дан)         | Шесто место (315. дан)         | Шесто место (315. дан)         | Шесто место (315. дан)         | Шесто место (315. дан)         | Шесто место (315. дан)         | Шесто место (315. дан)         | Шесто место (315. дан)         | Шесто место (315. дан)         | Шесто место (315. дан)         | Шесто место (315. дан)         | Шесто место (315. дан)         | Шесто место (315. дан)         | Шесто место (315. дан)         | Шесто место (315. дан)         | Шесто место (315. дан)         | Шесто место (315. дан)         | Шесто место (315. дан)         | Шесто место (315. дан)         | Шесто место (315. дан)         | Шесто место (315. дан)         | Шесто место (315. дан)         | Шесто место (315. дан)         | Шесто место (315. дан)         | Шесто место (315. дан)         | Шесто место (315. дан)         | Шесто место (315. дан)         | Шесто место (315. дан)         | Шесто место (315. дан)         | Шесто место (315. дан)         | Шесто место (315. дан)         | Шесто место (315. дан)         | Шесто место (315. дан)         | Шесто место (315. дан)         | Шесто место (315. дан)         | Шесто место (315. дан)         | Шесто место (315. дан)         | Шесто место (315. дан)         | Шесто место (315. дан)         | Шесто место (315. дан)         | Шесто место (315. дан)         | Шесто место (315. дан)         | Шесто место (315. дан)         | Шесто место (315. дан)         | Шесто место (315. дан)         | Шесто место (315. дан)         | Шесто место (315. дан)         | Шесто место (315. дан)         | Шесто место (315. дан)         | Шесто место (315. дан)         | Шесто место (315. дан)         | Шесто место (315. дан)         | Шесто место (315. дан)         | Шесто место (315. дан)         | Шесто место (315. дан)         | Шесто место (315. дан)         | Шесто место (315. дан)         | Шесто место (315. дан)         | Шесто место (315. дан)         | Шесто место (315. дан)         | Шесто место (315. дан)         | Шесто место (315. дан)         | Шесто место (315. дан)         | Шесто место (315. дан)         |
| Стефан Ка.                         | Матеја            | Кристина Б. Никола Ш.      | Марко З.                   | Терза                      | Никола Г.                  | Софија Стефан Ко.          | потрчко                    | нема номинације              | Јелена                       | Матеа                      | Иван                        | Пеја                        | нема номинације                | Терза                          | Теодора                    | Пеја                       | нема номинације            | Милован                    | Анели                      | Милован Јелена             | Гастоз                     | Терза                      | Софија                     | потрчко                        | Марко Ђ.                   | нема номинације            | Софија                     | нема номинације            | Стефани                    | Анели                      | Бебица                     | Сандра                     | Сандра                     | Никола Г. Драгана          | Ена                        | нема номинације            | Ена                        | Софија                     | Теодора                    | Ена                        | Гастоз                     | Анђела                     | Сандра                     | потрчко                    | Седмо место (315. дан)         | Седмо место (315. дан)         | Седмо место (315. дан)         | Седмо место (315. дан)         | Седмо место (315. дан)         | Седмо место (315. дан)         | Седмо место (315. дан)         | Седмо место (315. дан)         | Седмо место (315. дан)         | Седмо место (315. дан)         | Седмо место (315. дан)         | Седмо место (315. дан)         | Седмо место (315. дан)         | Седмо место (315. дан)         | Седмо место (315. дан)         | Седмо место (315. дан)         | Седмо место (315. дан)         | Седмо место (315. дан)         | Седмо место (315. дан)         | Седмо место (315. дан)         | Седмо место (315. дан)         | Седмо место (315. дан)         | Седмо место (315. дан)         | Седмо место (315. дан)         | Седмо место (315. дан)         | Седмо место (315. дан)         | Седмо место (315. дан)         | Седмо место (315. дан)         | Седмо место (315. дан)         | Седмо место (315. дан)         | Седмо место (315. дан)         | Седмо место (315. дан)         | Седмо место (315. дан)         | Седмо место (315. дан)         | Седмо место (315. дан)         | Седмо место (315. дан)         | Седмо место (315. дан)         | Седмо место (315. дан)         | Седмо место (315. дан)         | Седмо место (315. дан)         | Седмо место (315. дан)         | Седмо место (315. дан)         | Седмо место (315. дан)         | Седмо место (315. дан)         | Седмо место (315. дан)         | Седмо место (315. дан)         | Седмо место (315. дан)         | Седмо место (315. дан)         | Седмо место (315. дан)         | Седмо место (315. дан)         | Седмо место (315. дан)         | Седмо место (315. дан)         | Седмо место (315. дан)         | Седмо место (315. дан)         | Седмо место (315. дан)         | Седмо место (315. дан)         | Седмо место (315. дан)         | Седмо место (315. дан)         | Седмо место (315. дан)         | Седмо место (315. дан)         | Седмо место (315. дан)         | Седмо место (315. дан)         | Седмо место (315. дан)         | Седмо место (315. дан)         | Седмо место (315. дан)         | Седмо место (315. дан)         | Седмо место (315. дан)         | Седмо место (315. дан)         | Седмо место (315. дан)         | Седмо место (315. дан)         | Седмо место (315. дан)         | Седмо место (315. дан)         | Седмо место (315. дан)         | Седмо место (315. дан)         | Седмо место (315. дан)         | Седмо место (315. дан)         | Седмо место (315. дан)         | Седмо место (315. дан)         | Седмо место (315. дан)         | Седмо место (315. дан)         | Седмо место (315. дан)         | Седмо место (315. дан)         | Седмо место (315. дан)         | Седмо место (315. дан)         | Седмо место (315. дан)         | Седмо место (315. дан)         | Седмо место (315. дан)         | Седмо место (315. дан)         | Седмо место (315. дан)         | Седмо место (315. дан)         | Седмо место (315. дан)         | Седмо место (315. дан)         | Седмо место (315. дан)         | Седмо место (315. дан)         | Седмо место (315. дан)         | Седмо место (315. дан)         | Седмо место (315. дан)         | Седмо место (315. дан)         | Седмо место (315. дан)         | Седмо место (315. дан)         |
| Пеја                               | Анђела            | Никола Ш.                  | Ћуба                       | Терза                      | Мимас                      | Урош С.                    | Стефан Ка.                 | Никола Ш.                    | Муњез Урош Р.                | Милош Р. Матеа             | Александра Н.               | потрчко                     | нема номинације                | Софија                         | Теодора                    | потрчко                    | нема номинације            | Милован                    | Анели                      | Урош Р.                    | Слађа Анђела               | Кристина Б. Драгана        | Урош С. Софија             | Стефан Ка. Александра Н.       | Матора                     | нема номинације            | Софија                     | нема номинације            | Муњез                      | Анели                      | Александра Н.              | Сандра                     | Сандра                     | Драгана                    | Терза                      | потрчко                    | потрчко                    | Софија                     | Милован Теодора            | Анели                      | Гастоз                     | Кристина Б. Анђела         | Сандра                     | Кристина Б. Гастоз         | Осмо место (315. дан)          | Осмо место (315. дан)          | Осмо место (315. дан)          | Осмо место (315. дан)          | Осмо место (315. дан)          | Осмо место (315. дан)          | Осмо место (315. дан)          | Осмо место (315. дан)          | Осмо место (315. дан)          | Осмо место (315. дан)          | Осмо место (315. дан)          | Осмо место (315. дан)          | Осмо место (315. дан)          | Осмо место (315. дан)          | Осмо место (315. дан)          | Осмо место (315. дан)          | Осмо место (315. дан)          | Осмо место (315. дан)          | Осмо место (315. дан)          | Осмо место (315. дан)          | Осмо место (315. дан)          | Осмо место (315. дан)          | Осмо место (315. дан)          | Осмо место (315. дан)          | Осмо место (315. дан)          | Осмо место (315. дан)          | Осмо место (315. дан)          | Осмо место (315. дан)          | Осмо место (315. дан)          | Осмо место (315. дан)          | Осмо место (315. дан)          | Осмо место (315. дан)          | Осмо место (315. дан)          | Осмо место (315. дан)          | Осмо место (315. дан)          | Осмо место (315. дан)          | Осмо место (315. дан)          | Осмо место (315. дан)          | Осмо место (315. дан)          | Осмо место (315. дан)          | Осмо место (315. дан)          | Осмо место (315. дан)          | Осмо место (315. дан)          | Осмо место (315. дан)          | Осмо место (315. дан)          | Осмо место (315. дан)          | Осмо место (315. дан)          | Осмо место (315. дан)          | Осмо место (315. дан)          | Осмо место (315. дан)          | Осмо место (315. дан)          | Осмо место (315. дан)          | Осмо место (315. дан)          | Осмо место (315. дан)          | Осмо место (315. дан)          | Осмо место (315. дан)          | Осмо место (315. дан)          | Осмо место (315. дан)          | Осмо место (315. дан)          | Осмо место (315. дан)          | Осмо место (315. дан)          | Осмо место (315. дан)          | Осмо место (315. дан)          | Осмо место (315. дан)          | Осмо место (315. дан)          | Осмо место (315. дан)          | Осмо место (315. дан)          | Осмо место (315. дан)          | Осмо место (315. дан)          | Осмо место (315. дан)          | Осмо место (315. дан)          | Осмо место (315. дан)          | Осмо место (315. дан)          | Осмо место (315. дан)          | Осмо место (315. дан)          | Осмо место (315. дан)          | Осмо место (315. дан)          | Осмо место (315. дан)          | Осмо место (315. дан)          | Осмо место (315. дан)          | Осмо место (315. дан)          | Осмо место (315. дан)          | Осмо место (315. дан)          | Осмо место (315. дан)          | Осмо место (315. дан)          | Осмо место (315. дан)          | Осмо место (315. дан)          | Осмо место (315. дан)          | Осмо место (315. дан)          | Осмо место (315. дан)          | Осмо место (315. дан)          | Осмо место (315. дан)          | Осмо место (315. дан)          | Осмо место (315. дан)          | Осмо место (315. дан)          | Осмо место (315. дан)          | Осмо место (315. дан)          | Осмо место (315. дан)          | Осмо место (315. дан)          | Осмо место (315. дан)          |
| Матеја                             | потрчко           | Слађа                      | Марко З.                   | Урош С. Терза              | Мића Никола Г.             | изашао (37–54. дан)        | изашао (37–54. дан)        | нема номинације              | Јелена                       | Матеа                      | Иван                        | Пеја                        | нема номинације                | Софија                         | Теодора                    | Анели                      | нема номинације            | Милован                    | потрчко                    | Јелена                     | Гастоз                     | Драгана                    | Јорданка Софија            | Урош С. Александра Н.          | Матора                     | нема номинације            | Софија                     | нема номинације            | Стефани                    | Анели                      | Бебица                     | Сандра                     | Сандра                     | Ана Н. Драгана             | Терза                      | нема номинације            | Пеја                       | Софија                     | Никола Г. Теодора          | Анели                      | Гастоз                     | Гастоз                     | Сандра                     | Гастоз                     | Девето место (315. дан)        | Девето место (315. дан)        | Девето место (315. дан)        | Девето место (315. дан)        | Девето место (315. дан)        | Девето место (315. дан)        | Девето место (315. дан)        | Девето место (315. дан)        | Девето место (315. дан)        | Девето место (315. дан)        | Девето место (315. дан)        | Девето место (315. дан)        | Девето место (315. дан)        | Девето место (315. дан)        | Девето место (315. дан)        | Девето место (315. дан)        | Девето место (315. дан)        | Девето место (315. дан)        | Девето место (315. дан)        | Девето место (315. дан)        | Девето место (315. дан)        | Девето место (315. дан)        | Девето место (315. дан)        | Девето место (315. дан)        | Девето место (315. дан)        | Девето место (315. дан)        | Девето место (315. дан)        | Девето место (315. дан)        | Девето место (315. дан)        | Девето место (315. дан)        | Девето место (315. дан)        | Девето место (315. дан)        | Девето место (315. дан)        | Девето место (315. дан)        | Девето место (315. дан)        | Девето место (315. дан)        | Девето место (315. дан)        | Девето место (315. дан)        | Девето место (315. дан)        | Девето место (315. дан)        | Девето место (315. дан)        | Девето место (315. дан)        | Девето место (315. дан)        | Девето место (315. дан)        | Девето место (315. дан)        | Девето место (315. дан)        | Девето место (315. дан)        | Девето место (315. дан)        | Девето место (315. дан)        | Девето место (315. дан)        | Девето место (315. дан)        | Девето место (315. дан)        | Девето место (315. дан)        | Девето место (315. дан)        | Девето место (315. дан)        | Девето место (315. дан)        | Девето место (315. дан)        | Девето место (315. дан)        | Девето место (315. дан)        | Девето место (315. дан)        | Девето место (315. дан)        | Девето место (315. дан)        | Девето место (315. дан)        | Девето место (315. дан)        | Девето место (315. дан)        | Девето место (315. дан)        | Девето место (315. дан)        | Девето место (315. дан)        | Девето место (315. дан)        | Девето место (315. дан)        | Девето место (315. дан)        | Девето место (315. дан)        | Девето место (315. дан)        | Девето место (315. дан)        | Девето место (315. дан)        | Девето место (315. дан)        | Девето место (315. дан)        | Девето место (315. дан)        | Девето место (315. дан)        | Девето место (315. дан)        | Девето место (315. дан)        | Девето место (315. дан)        | Девето место (315. дан)        | Девето место (315. дан)        | Девето место (315. дан)        | Девето место (315. дан)        | Девето место (315. дан)        | Девето место (315. дан)        | Девето место (315. дан)        | Девето место (315. дан)        | Девето место (315. дан)        | Девето место (315. дан)        | Девето место (315. дан)        | Девето место (315. дан)        | Девето место (315. дан)        | Девето место (315. дан)        | Девето место (315. дан)        | Девето место (315. дан)        | Девето место (315. дан)        | Девето место (315. дан)        |
| Лука В.                            | није био у кући   | Никола Ш.                  | Ћуба                       | Терза                      | Милош Р. Никола Г.         | Урош С.                    | Ена                        | дисквалификован (50–69. дан) | дисквалификован (50–69. дан) | Миљана                     | Иван                        | Снежана Пеја                | нема номинације                | Софија                         | потрчко                    | Анели                      | нема номинације            | Александра Н.              | Матеја                     | Урош Р.                    | Гастоз                     | Драгана                    | Милена Софија              | Милена Александра Н.           | Матора                     | нема номинације            | Софија                     | нема номинације            | Муњез                      | Марко Ђ.                   | Бебица                     | потрчко                    | потрчко                    | Драгана                    | Стефан Ка. Ена             | Урош С.                    | Урош С. Ена                | Кристина Б. Софија         | Теодора                    | Урош С. Ена                | Ена Гастоз                 | Муњез Анђела               | потрчко                    | Гастоз                     | Десето место (315. дан)        | Десето место (315. дан)        | Десето место (315. дан)        | Десето место (315. дан)        | Десето место (315. дан)        | Десето место (315. дан)        | Десето место (315. дан)        | Десето место (315. дан)        | Десето место (315. дан)        | Десето место (315. дан)        | Десето место (315. дан)        | Десето место (315. дан)        | Десето место (315. дан)        | Десето место (315. дан)        | Десето место (315. дан)        | Десето место (315. дан)        | Десето место (315. дан)        | Десето место (315. дан)        | Десето место (315. дан)        | Десето место (315. дан)        | Десето место (315. дан)        | Десето место (315. дан)        | Десето место (315. дан)        | Десето место (315. дан)        | Десето место (315. дан)        | Десето место (315. дан)        | Десето место (315. дан)        | Десето место (315. дан)        | Десето место (315. дан)        | Десето место (315. дан)        | Десето место (315. дан)        | Десето место (315. дан)        | Десето место (315. дан)        | Десето место (315. дан)        | Десето место (315. дан)        | Десето место (315. дан)        | Десето место (315. дан)        | Десето место (315. дан)        | Десето место (315. дан)        | Десето место (315. дан)        | Десето место (315. дан)        | Десето место (315. дан)        | Десето место (315. дан)        | Десето место (315. дан)        | Десето место (315. дан)        | Десето место (315. дан)        | Десето место (315. дан)        | Десето место (315. дан)        | Десето место (315. дан)        | Десето место (315. дан)        | Десето место (315. дан)        | Десето место (315. дан)        | Десето место (315. дан)        | Десето место (315. дан)        | Десето место (315. дан)        | Десето место (315. дан)        | Десето место (315. дан)        | Десето место (315. дан)        | Десето место (315. дан)        | Десето место (315. дан)        | Десето место (315. дан)        | Десето место (315. дан)        | Десето место (315. дан)        | Десето место (315. дан)        | Десето место (315. дан)        | Десето место (315. дан)        | Десето место (315. дан)        | Десето место (315. дан)        | Десето место (315. дан)        | Десето место (315. дан)        | Десето место (315. дан)        | Десето место (315. дан)        | Десето место (315. дан)        | Десето место (315. дан)        | Десето место (315. дан)        | Десето место (315. дан)        | Десето место (315. дан)        | Десето место (315. дан)        | Десето место (315. дан)        | Десето место (315. дан)        | Десето место (315. дан)        | Десето место (315. дан)        | Десето место (315. дан)        | Десето место (315. дан)        | Десето место (315. дан)        | Десето место (315. дан)        | Десето место (315. дан)        | Десето место (315. дан)        | Десето место (315. дан)        | Десето место (315. дан)        | Десето место (315. дан)        | Десето место (315. дан)        | Десето место (315. дан)        | Десето место (315. дан)        | Десето место (315. дан)        | Десето место (315. дан)        | Десето место (315. дан)        | Десето место (315. дан)        | Десето место (315. дан)        | Десето место (315. дан)        |
| Софија                             | Матеја            | Никола Ш.                  | Марко З.                   | потрчко                    | Бебица Никола Г.           | Урош С.                    | Стефан Ка.                 | Елвин                        | Александра Н. Јелена         | Ђорђе Миљана               | Анели Александра Н.         | Пеја                        | потрчко                        | потрчко                        | Лука В.                    | Анели                      | нема номинације            | Александра Н.              | Анели                      | Урош Р.                    | Александра Н. Анђела       | Матеа Драгана              | потрчко Урош С.            | Александра Н.                  | Матора                     | потрчко                    | потрчко                    | нема номинације            | Муњез                      | Анели                      | Сања Александра Н.         | Лука В.                    | Лука В.                    | Матора                     | Ена                        | Урош С.                    | Иван Пеја                  | потрчко                    | Сања Теодора               | Урош С. Анели              | Анђела Гастоз              | Анђела                     | Лука В.                    | Анђела Гастоз              | Једанаесто место (315. дан)    | Једанаесто место (315. дан)    | Једанаесто место (315. дан)    | Једанаесто место (315. дан)    | Једанаесто место (315. дан)    | Једанаесто место (315. дан)    | Једанаесто место (315. дан)    | Једанаесто место (315. дан)    | Једанаесто место (315. дан)    | Једанаесто место (315. дан)    | Једанаесто место (315. дан)    | Једанаесто место (315. дан)    | Једанаесто место (315. дан)    | Једанаесто место (315. дан)    | Једанаесто место (315. дан)    | Једанаесто место (315. дан)    | Једанаесто место (315. дан)    | Једанаесто место (315. дан)    | Једанаесто место (315. дан)    | Једанаесто место (315. дан)    | Једанаесто место (315. дан)    | Једанаесто место (315. дан)    | Једанаесто место (315. дан)    | Једанаесто место (315. дан)    | Једанаесто место (315. дан)    | Једанаесто место (315. дан)    | Једанаесто место (315. дан)    | Једанаесто место (315. дан)    | Једанаесто место (315. дан)    | Једанаесто место (315. дан)    | Једанаесто место (315. дан)    | Једанаесто место (315. дан)    | Једанаесто место (315. дан)    | Једанаесто место (315. дан)    | Једанаесто место (315. дан)    | Једанаесто место (315. дан)    | Једанаесто место (315. дан)    | Једанаесто место (315. дан)    | Једанаесто место (315. дан)    | Једанаесто место (315. дан)    | Једанаесто место (315. дан)    | Једанаесто место (315. дан)    | Једанаесто место (315. дан)    | Једанаесто место (315. дан)    | Једанаесто место (315. дан)    | Једанаесто место (315. дан)    | Једанаесто место (315. дан)    | Једанаесто место (315. дан)    | Једанаесто место (315. дан)    | Једанаесто место (315. дан)    | Једанаесто место (315. дан)    | Једанаесто место (315. дан)    | Једанаесто место (315. дан)    | Једанаесто место (315. дан)    | Једанаесто место (315. дан)    | Једанаесто место (315. дан)    | Једанаесто место (315. дан)    | Једанаесто место (315. дан)    | Једанаесто место (315. дан)    | Једанаесто место (315. дан)    | Једанаесто место (315. дан)    | Једанаесто место (315. дан)    | Једанаесто место (315. дан)    | Једанаесто место (315. дан)    | Једанаесто место (315. дан)    | Једанаесто место (315. дан)    | Једанаесто место (315. дан)    | Једанаесто место (315. дан)    | Једанаесто место (315. дан)    | Једанаесто место (315. дан)    | Једанаесто место (315. дан)    | Једанаесто место (315. дан)    | Једанаесто место (315. дан)    | Једанаесто место (315. дан)    | Једанаесто место (315. дан)    | Једанаесто место (315. дан)    | Једанаесто место (315. дан)    | Једанаесто место (315. дан)    | Једанаесто место (315. дан)    | Једанаесто место (315. дан)    | Једанаесто место (315. дан)    | Једанаесто место (315. дан)    | Једанаесто место (315. дан)    | Једанаесто место (315. дан)    | Једанаесто место (315. дан)    | Једанаесто место (315. дан)    | Једанаесто место (315. дан)    | Једанаесто место (315. дан)    | Једанаесто место (315. дан)    | Једанаесто место (315. дан)    | Једанаесто место (315. дан)    | Једанаесто место (315. дан)    | Једанаесто место (315. дан)    | Једанаесто место (315. дан)    | Једанаесто место (315. дан)    | Једанаесто место (315. дан)    | Једанаесто место (315. дан)    | Једанаесто место (315. дан)    | Једанаесто место (315. дан)    | Једанаесто место (315. дан)    |
| Матора                             | није била у кући  | није била у кући           | није била у кући           | није била у кући           | није била у кући           | није била у кући           | није била у кући           | није била у кући             | није била у кући             | није била у кући           | није била у кући            | није била у кући            | није била у кући               | није била у кући               | није била у кући           | није била у кући           | није била у кући           | није била у кући           | није била у кући           | није била у кући           | није била у кући           | није била у кући           | није била у кући           | Александра Н.                  | потрчко                    | нема номинације            | Софија                     | нема номинације            | Муњез                      | Марко Ђ.                   | Бебица                     | Лука В.                    | Лука В.                    | потрчко                    | Ена                        | нема номинације            | Ена                        | Софија                     | Терза                      | Ена                        | Гастоз                     | Гастоз                     | Муњез Сандра               | Стефани Стефан Ка.         | Дванаесто место (315. дан)     | Дванаесто место (315. дан)     | Дванаесто место (315. дан)     | Дванаесто место (315. дан)     | Дванаесто место (315. дан)     | Дванаесто место (315. дан)     | Дванаесто место (315. дан)     | Дванаесто место (315. дан)     | Дванаесто место (315. дан)     | Дванаесто место (315. дан)     | Дванаесто место (315. дан)     | Дванаесто место (315. дан)     | Дванаесто место (315. дан)     | Дванаесто место (315. дан)     | Дванаесто место (315. дан)     | Дванаесто место (315. дан)     | Дванаесто место (315. дан)     | Дванаесто место (315. дан)     | Дванаесто место (315. дан)     | Дванаесто место (315. дан)     | Дванаесто место (315. дан)     | Дванаесто место (315. дан)     | Дванаесто место (315. дан)     | Дванаесто место (315. дан)     | Дванаесто место (315. дан)     | Дванаесто место (315. дан)     | Дванаесто место (315. дан)     | Дванаесто место (315. дан)     | Дванаесто место (315. дан)     | Дванаесто место (315. дан)     | Дванаесто место (315. дан)     | Дванаесто место (315. дан)     | Дванаесто место (315. дан)     | Дванаесто место (315. дан)     | Дванаесто место (315. дан)     | Дванаесто место (315. дан)     | Дванаесто место (315. дан)     | Дванаесто место (315. дан)     | Дванаесто место (315. дан)     | Дванаесто место (315. дан)     | Дванаесто место (315. дан)     | Дванаесто место (315. дан)     | Дванаесто место (315. дан)     | Дванаесто место (315. дан)     | Дванаесто место (315. дан)     | Дванаесто место (315. дан)     | Дванаесто место (315. дан)     | Дванаесто место (315. дан)     | Дванаесто место (315. дан)     | Дванаесто место (315. дан)     | Дванаесто место (315. дан)     | Дванаесто место (315. дан)     | Дванаесто место (315. дан)     | Дванаесто место (315. дан)     | Дванаесто место (315. дан)     | Дванаесто место (315. дан)     | Дванаесто место (315. дан)     | Дванаесто место (315. дан)     | Дванаесто место (315. дан)     | Дванаесто место (315. дан)     | Дванаесто место (315. дан)     | Дванаесто место (315. дан)     | Дванаесто место (315. дан)     | Дванаесто место (315. дан)     | Дванаесто место (315. дан)     | Дванаесто место (315. дан)     | Дванаесто место (315. дан)     | Дванаесто место (315. дан)     | Дванаесто место (315. дан)     | Дванаесто место (315. дан)     | Дванаесто место (315. дан)     | Дванаесто место (315. дан)     | Дванаесто место (315. дан)     | Дванаесто место (315. дан)     | Дванаесто место (315. дан)     | Дванаесто место (315. дан)     | Дванаесто место (315. дан)     | Дванаесто место (315. дан)     | Дванаесто место (315. дан)     | Дванаесто место (315. дан)     | Дванаесто место (315. дан)     | Дванаесто место (315. дан)     | Дванаесто место (315. дан)     | Дванаесто место (315. дан)     | Дванаесто место (315. дан)     | Дванаесто место (315. дан)     | Дванаесто место (315. дан)     | Дванаесто место (315. дан)     | Дванаесто место (315. дан)     | Дванаесто место (315. дан)     | Дванаесто место (315. дан)     | Дванаесто место (315. дан)     | Дванаесто место (315. дан)     | Дванаесто место (315. дан)     | Дванаесто место (315. дан)     | Дванаесто место (315. дан)     | Дванаесто место (315. дан)     | Дванаесто место (315. дан)     | Дванаесто место (315. дан)     | Дванаесто место (315. дан)     |
| Александра Н.                      | Анђела            | Слађа                      | Марко З.                   | Терза                      | Бранка Мимас               | Јелена Стефан Ко.          | Ена                        | нема номинације              | Јелена                       | Матеа                      | потрчко                     | Ена                         | нема номинације                | Јелена Софија                  | Теодора                    | Анели                      | потрчко                    | потрчко                    | Анели                      | Јелена                     | Гастоз                     | Драгана                    | Јорданка Софија            | потрчко                        | Матора                     | нема номинације            | Милован Софија             | нема номинације            | Муњез                      | Анели                      | потрчко                    | Лука В.                    | Сандра                     | Матора                     | Терза                      | Јорданка                   | Јорданка Пеја              | Софија                     | Теодора                    | Анели                      | Софи                       | Гастоз                     | Лука В.                    | Гастоз                     | Тринаесто место (315. дан)     | Тринаесто место (315. дан)     | Тринаесто место (315. дан)     | Тринаесто место (315. дан)     | Тринаесто место (315. дан)     | Тринаесто место (315. дан)     | Тринаесто место (315. дан)     | Тринаесто место (315. дан)     | Тринаесто место (315. дан)     | Тринаесто место (315. дан)     | Тринаесто место (315. дан)     | Тринаесто место (315. дан)     | Тринаесто место (315. дан)     | Тринаесто место (315. дан)     | Тринаесто место (315. дан)     | Тринаесто место (315. дан)     | Тринаесто место (315. дан)     | Тринаесто место (315. дан)     | Тринаесто место (315. дан)     | Тринаесто место (315. дан)     | Тринаесто место (315. дан)     | Тринаесто место (315. дан)     | Тринаесто место (315. дан)     | Тринаесто место (315. дан)     | Тринаесто место (315. дан)     | Тринаесто место (315. дан)     | Тринаесто место (315. дан)     | Тринаесто место (315. дан)     | Тринаесто место (315. дан)     | Тринаесто место (315. дан)     | Тринаесто место (315. дан)     | Тринаесто место (315. дан)     | Тринаесто место (315. дан)     | Тринаесто место (315. дан)     | Тринаесто место (315. дан)     | Тринаесто место (315. дан)     | Тринаесто место (315. дан)     | Тринаесто место (315. дан)     | Тринаесто место (315. дан)     | Тринаесто место (315. дан)     | Тринаесто место (315. дан)     | Тринаесто место (315. дан)     | Тринаесто место (315. дан)     | Тринаесто место (315. дан)     | Тринаесто место (315. дан)     | Тринаесто место (315. дан)     | Тринаесто место (315. дан)     | Тринаесто место (315. дан)     | Тринаесто место (315. дан)     | Тринаесто место (315. дан)     | Тринаесто место (315. дан)     | Тринаесто место (315. дан)     | Тринаесто место (315. дан)     | Тринаесто место (315. дан)     | Тринаесто место (315. дан)     | Тринаесто место (315. дан)     | Тринаесто место (315. дан)     | Тринаесто место (315. дан)     | Тринаесто место (315. дан)     | Тринаесто место (315. дан)     | Тринаесто место (315. дан)     | Тринаесто место (315. дан)     | Тринаесто место (315. дан)     | Тринаесто место (315. дан)     | Тринаесто место (315. дан)     | Тринаесто место (315. дан)     | Тринаесто место (315. дан)     | Тринаесто место (315. дан)     | Тринаесто место (315. дан)     | Тринаесто место (315. дан)     | Тринаесто место (315. дан)     | Тринаесто место (315. дан)     | Тринаесто место (315. дан)     | Тринаесто место (315. дан)     | Тринаесто место (315. дан)     | Тринаесто место (315. дан)     | Тринаесто место (315. дан)     | Тринаесто место (315. дан)     | Тринаесто место (315. дан)     | Тринаесто место (315. дан)     | Тринаесто место (315. дан)     | Тринаесто место (315. дан)     | Тринаесто место (315. дан)     | Тринаесто место (315. дан)     | Тринаесто место (315. дан)     | Тринаесто место (315. дан)     | Тринаесто место (315. дан)     | Тринаесто место (315. дан)     | Тринаесто место (315. дан)     | Тринаесто место (315. дан)     | Тринаесто место (315. дан)     | Тринаесто место (315. дан)     | Тринаесто место (315. дан)     | Тринаесто место (315. дан)     | Тринаесто место (315. дан)     | Тринаесто место (315. дан)     | Тринаесто место (315. дан)     | Тринаесто место (315. дан)     | Тринаесто место (315. дан)     | Тринаесто место (315. дан)     |
| Стефани                            | није била у кући  | није била у кући           | није била у кући           | није била у кући           | није била у кући           | није била у кући           | није била у кући           | није била у кући             | није била у кући             | није била у кући           | није била у кући            | није била у кући            | није била у кући               | није била у кући               | није била у кући           | није била у кући           | није била у кући           | није била у кући           | није била у кући           | није била у кући           | није била у кући           | није била у кући           | није била у кући           | није била у кући               | није била у кући           | нема номинације            | Матора Гастоз              | потрчко                    | потрчко                    | Анели                      | Бебица                     | Лука В.                    | Лука В.                    | Јорданка Матора            | Ена                        | нема номинације            | Пеја                       | Марко С.                   | Терза                      | Ена                        | Гастоз                     | Гастоз                     | Стефан Ко. Лука В.         | Гастоз                     | Четрнаесто место (315. дан)    | Четрнаесто место (315. дан)    | Четрнаесто место (315. дан)    | Четрнаесто место (315. дан)    | Четрнаесто место (315. дан)    | Четрнаесто место (315. дан)    | Четрнаесто место (315. дан)    | Четрнаесто место (315. дан)    | Четрнаесто место (315. дан)    | Четрнаесто место (315. дан)    | Четрнаесто место (315. дан)    | Четрнаесто место (315. дан)    | Четрнаесто место (315. дан)    | Четрнаесто место (315. дан)    | Четрнаесто место (315. дан)    | Четрнаесто место (315. дан)    | Четрнаесто место (315. дан)    | Четрнаесто место (315. дан)    | Четрнаесто место (315. дан)    | Четрнаесто место (315. дан)    | Четрнаесто место (315. дан)    | Четрнаесто место (315. дан)    | Четрнаесто место (315. дан)    | Четрнаесто место (315. дан)    | Четрнаесто место (315. дан)    | Четрнаесто место (315. дан)    | Четрнаесто место (315. дан)    | Четрнаесто место (315. дан)    | Четрнаесто место (315. дан)    | Четрнаесто место (315. дан)    | Четрнаесто место (315. дан)    | Четрнаесто место (315. дан)    | Четрнаесто место (315. дан)    | Четрнаесто место (315. дан)    | Четрнаесто место (315. дан)    | Четрнаесто место (315. дан)    | Четрнаесто место (315. дан)    | Четрнаесто место (315. дан)    | Четрнаесто место (315. дан)    | Четрнаесто место (315. дан)    | Четрнаесто место (315. дан)    | Четрнаесто место (315. дан)    | Четрнаесто место (315. дан)    | Четрнаесто место (315. дан)    | Четрнаесто место (315. дан)    | Четрнаесто место (315. дан)    | Четрнаесто место (315. дан)    | Четрнаесто место (315. дан)    | Четрнаесто место (315. дан)    | Четрнаесто место (315. дан)    | Четрнаесто место (315. дан)    | Четрнаесто место (315. дан)    | Четрнаесто место (315. дан)    | Четрнаесто место (315. дан)    | Четрнаесто место (315. дан)    | Четрнаесто место (315. дан)    | Четрнаесто место (315. дан)    | Четрнаесто место (315. дан)    | Четрнаесто место (315. дан)    | Четрнаесто место (315. дан)    | Четрнаесто место (315. дан)    | Четрнаесто место (315. дан)    | Четрнаесто место (315. дан)    | Четрнаесто место (315. дан)    | Четрнаесто место (315. дан)    | Четрнаесто место (315. дан)    | Четрнаесто место (315. дан)    | Четрнаесто место (315. дан)    | Четрнаесто место (315. дан)    | Четрнаесто место (315. дан)    | Четрнаесто место (315. дан)    | Четрнаесто место (315. дан)    | Четрнаесто место (315. дан)    | Четрнаесто место (315. дан)    | Четрнаесто место (315. дан)    | Четрнаесто место (315. дан)    | Четрнаесто место (315. дан)    | Четрнаесто место (315. дан)    | Четрнаесто место (315. дан)    | Четрнаесто место (315. дан)    | Четрнаесто место (315. дан)    | Четрнаесто место (315. дан)    | Четрнаесто место (315. дан)    | Четрнаесто место (315. дан)    | Четрнаесто место (315. дан)    | Четрнаесто место (315. дан)    | Четрнаесто место (315. дан)    | Четрнаесто место (315. дан)    | Четрнаесто место (315. дан)    | Четрнаесто место (315. дан)    | Четрнаесто место (315. дан)    | Четрнаесто место (315. дан)    | Четрнаесто место (315. дан)    | Четрнаесто место (315. дан)    | Четрнаесто место (315. дан)    | Четрнаесто место (315. дан)    | Четрнаесто место (315. дан)    | Четрнаесто место (315. дан)    | Четрнаесто место (315. дан)    | Четрнаесто место (315. дан)    |
| Лепи Мића                          | Матеја            | Слађа                      | Ћуба                       | Терза                      | Никола Г.                  | Урош С.                    | Софија Ена                 | нема номинације              | Урош Р.                      | Миљана                     | Иван                        | Ена                         | нема номинације                | Софија                         | Теодора                    | Пеја                       | нема номинације            | Милован                    | Анели                      | Урош Р.                    | Гастоз                     | Терза                      | Терза                      | Александра Н.                  | Драгана Матора             | Ђоле                       | Гастоз                     | нема номинације            | Муњез                      | Марко Ђ.                   | Бебица                     | Лука В.                    | Сандра                     | Матора                     | Ена                        | нема номинације            | Ена                        | Драгана Софија             | Теодора                    | Ена                        | Гастоз                     | Анђела                     | Јелена Сандра              | Гастоз                     | Петнаесто место (315. дан)     | Петнаесто место (315. дан)     | Петнаесто место (315. дан)     | Петнаесто место (315. дан)     | Петнаесто место (315. дан)     | Петнаесто место (315. дан)     | Петнаесто место (315. дан)     | Петнаесто место (315. дан)     | Петнаесто место (315. дан)     | Петнаесто место (315. дан)     | Петнаесто место (315. дан)     | Петнаесто место (315. дан)     | Петнаесто место (315. дан)     | Петнаесто место (315. дан)     | Петнаесто место (315. дан)     | Петнаесто место (315. дан)     | Петнаесто место (315. дан)     | Петнаесто место (315. дан)     | Петнаесто место (315. дан)     | Петнаесто место (315. дан)     | Петнаесто место (315. дан)     | Петнаесто место (315. дан)     | Петнаесто место (315. дан)     | Петнаесто место (315. дан)     | Петнаесто место (315. дан)     | Петнаесто место (315. дан)     | Петнаесто место (315. дан)     | Петнаесто место (315. дан)     | Петнаесто место (315. дан)     | Петнаесто место (315. дан)     | Петнаесто место (315. дан)     | Петнаесто место (315. дан)     | Петнаесто место (315. дан)     | Петнаесто место (315. дан)     | Петнаесто место (315. дан)     | Петнаесто место (315. дан)     | Петнаесто место (315. дан)     | Петнаесто место (315. дан)     | Петнаесто место (315. дан)     | Петнаесто место (315. дан)     | Петнаесто место (315. дан)     | Петнаесто место (315. дан)     | Петнаесто место (315. дан)     | Петнаесто место (315. дан)     | Петнаесто место (315. дан)     | Петнаесто место (315. дан)     | Петнаесто место (315. дан)     | Петнаесто место (315. дан)     | Петнаесто место (315. дан)     | Петнаесто место (315. дан)     | Петнаесто место (315. дан)     | Петнаесто место (315. дан)     | Петнаесто место (315. дан)     | Петнаесто место (315. дан)     | Петнаесто место (315. дан)     | Петнаесто место (315. дан)     | Петнаесто место (315. дан)     | Петнаесто место (315. дан)     | Петнаесто место (315. дан)     | Петнаесто место (315. дан)     | Петнаесто место (315. дан)     | Петнаесто место (315. дан)     | Петнаесто место (315. дан)     | Петнаесто место (315. дан)     | Петнаесто место (315. дан)     | Петнаесто место (315. дан)     | Петнаесто место (315. дан)     | Петнаесто место (315. дан)     | Петнаесто место (315. дан)     | Петнаесто место (315. дан)     | Петнаесто место (315. дан)     | Петнаесто место (315. дан)     | Петнаесто место (315. дан)     | Петнаесто место (315. дан)     | Петнаесто место (315. дан)     | Петнаесто место (315. дан)     | Петнаесто место (315. дан)     | Петнаесто место (315. дан)     | Петнаесто место (315. дан)     | Петнаесто место (315. дан)     | Петнаесто место (315. дан)     | Петнаесто место (315. дан)     | Петнаесто место (315. дан)     | Петнаесто место (315. дан)     | Петнаесто место (315. дан)     | Петнаесто место (315. дан)     | Петнаесто место (315. дан)     | Петнаесто место (315. дан)     | Петнаесто место (315. дан)     | Петнаесто место (315. дан)     | Петнаесто место (315. дан)     | Петнаесто место (315. дан)     | Петнаесто место (315. дан)     | Петнаесто место (315. дан)     | Петнаесто место (315. дан)     | Петнаесто место (315. дан)     | Петнаесто место (315. дан)     | Петнаесто место (315. дан)     | Петнаесто место (315. дан)     | Петнаесто место (315. дан)     |
| Бебица                             | Анђела            | Никола Ш.                  | Марко З.                   | Ена Терза                  | Мимас                      | Стефан Ко.                 | Ена                        | Елвин                        | Муњез Урош Р.                | Милош Р. Матеа             | Ђоле Александра Н.          | Ена                         | нема номинације                | Терза                          | Лука В.                    | Пеја                       | нема номинације            | Александра Н.              | Матеја                     | Урош Р.                    | Александра Н. Гастоз       | Муњез Терза                | Ђоле Терза                 | Матора Александра Н.           | Мрвица Матора              | Ђоле                       | Гастоз                     | нема номинације            | Муњез                      | Анели                      | потрчко                    | Марко С. Лука В.           | Сања Лука В.               | Матора                     | Терза                      | нема номинације            | Пеја                       | Марко С.                   | Терза                      | Анели                      | Гастоз                     | Гастоз                     | Лука В.                    | Гастоз                     | Шеснаесто место (315. дан)     | Шеснаесто место (315. дан)     | Шеснаесто место (315. дан)     | Шеснаесто место (315. дан)     | Шеснаесто место (315. дан)     | Шеснаесто место (315. дан)     | Шеснаесто место (315. дан)     | Шеснаесто место (315. дан)     | Шеснаесто место (315. дан)     | Шеснаесто место (315. дан)     | Шеснаесто место (315. дан)     | Шеснаесто место (315. дан)     | Шеснаесто место (315. дан)     | Шеснаесто место (315. дан)     | Шеснаесто место (315. дан)     | Шеснаесто место (315. дан)     | Шеснаесто место (315. дан)     | Шеснаесто место (315. дан)     | Шеснаесто место (315. дан)     | Шеснаесто место (315. дан)     | Шеснаесто место (315. дан)     | Шеснаесто место (315. дан)     | Шеснаесто место (315. дан)     | Шеснаесто место (315. дан)     | Шеснаесто место (315. дан)     | Шеснаесто место (315. дан)     | Шеснаесто место (315. дан)     | Шеснаесто место (315. дан)     | Шеснаесто место (315. дан)     | Шеснаесто место (315. дан)     | Шеснаесто место (315. дан)     | Шеснаесто место (315. дан)     | Шеснаесто место (315. дан)     | Шеснаесто место (315. дан)     | Шеснаесто место (315. дан)     | Шеснаесто место (315. дан)     | Шеснаесто место (315. дан)     | Шеснаесто место (315. дан)     | Шеснаесто место (315. дан)     | Шеснаесто место (315. дан)     | Шеснаесто место (315. дан)     | Шеснаесто место (315. дан)     | Шеснаесто место (315. дан)     | Шеснаесто место (315. дан)     | Шеснаесто место (315. дан)     | Шеснаесто место (315. дан)     | Шеснаесто место (315. дан)     | Шеснаесто место (315. дан)     | Шеснаесто место (315. дан)     | Шеснаесто место (315. дан)     | Шеснаесто место (315. дан)     | Шеснаесто место (315. дан)     | Шеснаесто место (315. дан)     | Шеснаесто место (315. дан)     | Шеснаесто место (315. дан)     | Шеснаесто место (315. дан)     | Шеснаесто место (315. дан)     | Шеснаесто место (315. дан)     | Шеснаесто место (315. дан)     | Шеснаесто место (315. дан)     | Шеснаесто место (315. дан)     | Шеснаесто место (315. дан)     | Шеснаесто место (315. дан)     | Шеснаесто место (315. дан)     | Шеснаесто место (315. дан)     | Шеснаесто место (315. дан)     | Шеснаесто место (315. дан)     | Шеснаесто место (315. дан)     | Шеснаесто место (315. дан)     | Шеснаесто место (315. дан)     | Шеснаесто место (315. дан)     | Шеснаесто место (315. дан)     | Шеснаесто место (315. дан)     | Шеснаесто место (315. дан)     | Шеснаесто место (315. дан)     | Шеснаесто место (315. дан)     | Шеснаесто место (315. дан)     | Шеснаесто место (315. дан)     | Шеснаесто место (315. дан)     | Шеснаесто место (315. дан)     | Шеснаесто место (315. дан)     | Шеснаесто место (315. дан)     | Шеснаесто место (315. дан)     | Шеснаесто место (315. дан)     | Шеснаесто место (315. дан)     | Шеснаесто место (315. дан)     | Шеснаесто место (315. дан)     | Шеснаесто место (315. дан)     | Шеснаесто место (315. дан)     | Шеснаесто место (315. дан)     | Шеснаесто место (315. дан)     | Шеснаесто место (315. дан)     | Шеснаесто место (315. дан)     | Шеснаесто место (315. дан)     | Шеснаесто место (315. дан)     | Шеснаесто место (315. дан)     | Шеснаесто место (315. дан)     | Шеснаесто место (315. дан)     | Шеснаесто место (315. дан)     | Шеснаесто место (315. дан)     |
| Милена                             | Анђела            | Никола Ш.                  | Марко З.                   | Софија                     | Мимас                      | Јелена Урош С.             | Ена                        | нема номинације              | Јелена                       | Матеа                      | Александра Н.               | Ена                         | нема номинације                | Терза                          | Лука В.                    | Анели                      | нема номинације            | Александра Н.              | Анели                      | Александра Н. Јелена       | Гастоз                     | Терза                      | Терза                      | Александра Н.                  | Матора                     | нема номинације            | Матора Гастоз              | нема номинације            | Муњез                      | Анели                      | Сања Александра Н.         | Лука В.                    | Александра Н. Лука В.      | Матора                     | Терза                      | нема номинације            | Пеја                       | Марко С.                   | Терза                      | Анели                      | Софи                       | Гастоз                     | Лука В.                    | Гастоз                     | Седамнаесто место (315. дан)   | Седамнаесто место (315. дан)   | Седамнаесто место (315. дан)   | Седамнаесто место (315. дан)   | Седамнаесто место (315. дан)   | Седамнаесто место (315. дан)   | Седамнаесто место (315. дан)   | Седамнаесто место (315. дан)   | Седамнаесто место (315. дан)   | Седамнаесто место (315. дан)   | Седамнаесто место (315. дан)   | Седамнаесто место (315. дан)   | Седамнаесто место (315. дан)   | Седамнаесто место (315. дан)   | Седамнаесто место (315. дан)   | Седамнаесто место (315. дан)   | Седамнаесто место (315. дан)   | Седамнаесто место (315. дан)   | Седамнаесто место (315. дан)   | Седамнаесто место (315. дан)   | Седамнаесто место (315. дан)   | Седамнаесто место (315. дан)   | Седамнаесто место (315. дан)   | Седамнаесто место (315. дан)   | Седамнаесто место (315. дан)   | Седамнаесто место (315. дан)   | Седамнаесто место (315. дан)   | Седамнаесто место (315. дан)   | Седамнаесто место (315. дан)   | Седамнаесто место (315. дан)   | Седамнаесто место (315. дан)   | Седамнаесто место (315. дан)   | Седамнаесто место (315. дан)   | Седамнаесто место (315. дан)   | Седамнаесто место (315. дан)   | Седамнаесто место (315. дан)   | Седамнаесто место (315. дан)   | Седамнаесто место (315. дан)   | Седамнаесто место (315. дан)   | Седамнаесто место (315. дан)   | Седамнаесто место (315. дан)   | Седамнаесто место (315. дан)   | Седамнаесто место (315. дан)   | Седамнаесто место (315. дан)   | Седамнаесто место (315. дан)   | Седамнаесто место (315. дан)   | Седамнаесто место (315. дан)   | Седамнаесто место (315. дан)   | Седамнаесто место (315. дан)   | Седамнаесто место (315. дан)   | Седамнаесто место (315. дан)   | Седамнаесто место (315. дан)   | Седамнаесто место (315. дан)   | Седамнаесто место (315. дан)   | Седамнаесто место (315. дан)   | Седамнаесто место (315. дан)   | Седамнаесто место (315. дан)   | Седамнаесто место (315. дан)   | Седамнаесто место (315. дан)   | Седамнаесто место (315. дан)   | Седамнаесто место (315. дан)   | Седамнаесто место (315. дан)   | Седамнаесто место (315. дан)   | Седамнаесто место (315. дан)   | Седамнаесто место (315. дан)   | Седамнаесто место (315. дан)   | Седамнаесто место (315. дан)   | Седамнаесто место (315. дан)   | Седамнаесто место (315. дан)   | Седамнаесто место (315. дан)   | Седамнаесто место (315. дан)   | Седамнаесто место (315. дан)   | Седамнаесто место (315. дан)   | Седамнаесто место (315. дан)   | Седамнаесто место (315. дан)   | Седамнаесто место (315. дан)   | Седамнаесто место (315. дан)   | Седамнаесто место (315. дан)   | Седамнаесто место (315. дан)   | Седамнаесто место (315. дан)   | Седамнаесто место (315. дан)   | Седамнаесто место (315. дан)   | Седамнаесто место (315. дан)   | Седамнаесто место (315. дан)   | Седамнаесто место (315. дан)   | Седамнаесто место (315. дан)   | Седамнаесто место (315. дан)   | Седамнаесто место (315. дан)   | Седамнаесто место (315. дан)   | Седамнаесто место (315. дан)   | Седамнаесто место (315. дан)   | Седамнаесто место (315. дан)   | Седамнаесто место (315. дан)   | Седамнаесто место (315. дан)   | Седамнаесто место (315. дан)   | Седамнаесто место (315. дан)   | Седамнаесто место (315. дан)   | Седамнаесто место (315. дан)   | Седамнаесто место (315. дан)   | Седамнаесто место (315. дан)   |
| Терза                              | Матеја            | Слађа                      | Ћуба                       | потрчко                    | Мимас                      | Урош С.                    | Ена                        | Елвин                        | Александра Н. Јелена         | Ђорђе Миљана               | Урош С. Александра Н.       | Пеја                        | потрчко                        | потрчко                        | Лука В.                    | Анели                      | нема номинације            | Милован                    | Матеја                     | Јелена                     | Слађа Гастоз               | потрчко Јорданка           | потрчко Милена             | Александра Н.                  | Матора                     | нема номинације            | Софија                     | нема номинације            | Муњез                      | Марко Ђ.                   | Бебица                     | Сандра                     | Сандра                     | Драгана                    | потрчко                    | нема номинације            | Пеја                       | Софија                     | потрчко                    | Урош С. Ена                | Анђела Гастоз              | Анђела                     | Анђела Сандра              | Гастоз                     | Осамнаесто место (315. дан)    | Осамнаесто место (315. дан)    | Осамнаесто место (315. дан)    | Осамнаесто место (315. дан)    | Осамнаесто место (315. дан)    | Осамнаесто место (315. дан)    | Осамнаесто место (315. дан)    | Осамнаесто место (315. дан)    | Осамнаесто место (315. дан)    | Осамнаесто место (315. дан)    | Осамнаесто место (315. дан)    | Осамнаесто место (315. дан)    | Осамнаесто место (315. дан)    | Осамнаесто место (315. дан)    | Осамнаесто место (315. дан)    | Осамнаесто место (315. дан)    | Осамнаесто место (315. дан)    | Осамнаесто место (315. дан)    | Осамнаесто место (315. дан)    | Осамнаесто место (315. дан)    | Осамнаесто место (315. дан)    | Осамнаесто место (315. дан)    | Осамнаесто место (315. дан)    | Осамнаесто место (315. дан)    | Осамнаесто место (315. дан)    | Осамнаесто место (315. дан)    | Осамнаесто место (315. дан)    | Осамнаесто место (315. дан)    | Осамнаесто место (315. дан)    | Осамнаесто место (315. дан)    | Осамнаесто место (315. дан)    | Осамнаесто место (315. дан)    | Осамнаесто место (315. дан)    | Осамнаесто место (315. дан)    | Осамнаесто место (315. дан)    | Осамнаесто место (315. дан)    | Осамнаесто место (315. дан)    | Осамнаесто место (315. дан)    | Осамнаесто место (315. дан)    | Осамнаесто место (315. дан)    | Осамнаесто место (315. дан)    | Осамнаесто место (315. дан)    | Осамнаесто место (315. дан)    | Осамнаесто место (315. дан)    | Осамнаесто место (315. дан)    | Осамнаесто место (315. дан)    | Осамнаесто место (315. дан)    | Осамнаесто место (315. дан)    | Осамнаесто место (315. дан)    | Осамнаесто место (315. дан)    | Осамнаесто место (315. дан)    | Осамнаесто место (315. дан)    | Осамнаесто место (315. дан)    | Осамнаесто место (315. дан)    | Осамнаесто место (315. дан)    | Осамнаесто место (315. дан)    | Осамнаесто место (315. дан)    | Осамнаесто место (315. дан)    | Осамнаесто место (315. дан)    | Осамнаесто место (315. дан)    | Осамнаесто место (315. дан)    | Осамнаесто место (315. дан)    | Осамнаесто место (315. дан)    | Осамнаесто место (315. дан)    | Осамнаесто место (315. дан)    | Осамнаесто место (315. дан)    | Осамнаесто место (315. дан)    | Осамнаесто место (315. дан)    | Осамнаесто место (315. дан)    | Осамнаесто место (315. дан)    | Осамнаесто место (315. дан)    | Осамнаесто место (315. дан)    | Осамнаесто место (315. дан)    | Осамнаесто место (315. дан)    | Осамнаесто место (315. дан)    | Осамнаесто место (315. дан)    | Осамнаесто место (315. дан)    | Осамнаесто место (315. дан)    | Осамнаесто место (315. дан)    | Осамнаесто место (315. дан)    | Осамнаесто место (315. дан)    | Осамнаесто место (315. дан)    | Осамнаесто место (315. дан)    | Осамнаесто место (315. дан)    | Осамнаесто место (315. дан)    | Осамнаесто место (315. дан)    | Осамнаесто место (315. дан)    | Осамнаесто место (315. дан)    | Осамнаесто место (315. дан)    | Осамнаесто место (315. дан)    | Осамнаесто место (315. дан)    | Осамнаесто место (315. дан)    | Осамнаесто место (315. дан)    | Осамнаесто место (315. дан)    | Осамнаесто место (315. дан)    | Осамнаесто место (315. дан)    | Осамнаесто место (315. дан)    | Осамнаесто место (315. дан)    | Осамнаесто место (315. дан)    | Осамнаесто место (315. дан)    |
| Урош С.                            | Матеја            | Никола Ш.                  | Sha Марко З.               | Терза                      | Муњез Никола Г.            | потрчко                    | Ена                        | нема номинације              | Урош Р.                      | Матеа                      | Иван                        | Ена                         | нема номинације                | Софија                         | Теодора                    | Анели                      | нема номинације            | Александра Н.              | Анели                      | Урош Р.                    | Милена Гастоз              | Александра Н. Терза        | Терза                      | Стефан Ка.                     | Терза Матора               | Терза                      | Софија                     | нема номинације            | Муњез                      | Анели                      | Стефан Ко. Александра Н.   | Лука В.                    | Сандра                     | Матора                     | Стефан Ка. Терза           | нема номинације            | Ена                        | Софија                     | Терза                      | Анели                      | Стефан Ка. Софи            | Терза Гастоз               | Лука В.                    | Стефан Ка.                 | Деветнаесто место (315. дан)   | Деветнаесто место (315. дан)   | Деветнаесто место (315. дан)   | Деветнаесто место (315. дан)   | Деветнаесто место (315. дан)   | Деветнаесто место (315. дан)   | Деветнаесто место (315. дан)   | Деветнаесто место (315. дан)   | Деветнаесто место (315. дан)   | Деветнаесто место (315. дан)   | Деветнаесто место (315. дан)   | Деветнаесто место (315. дан)   | Деветнаесто место (315. дан)   | Деветнаесто место (315. дан)   | Деветнаесто место (315. дан)   | Деветнаесто место (315. дан)   | Деветнаесто место (315. дан)   | Деветнаесто место (315. дан)   | Деветнаесто место (315. дан)   | Деветнаесто место (315. дан)   | Деветнаесто место (315. дан)   | Деветнаесто место (315. дан)   | Деветнаесто место (315. дан)   | Деветнаесто место (315. дан)   | Деветнаесто место (315. дан)   | Деветнаесто место (315. дан)   | Деветнаесто место (315. дан)   | Деветнаесто место (315. дан)   | Деветнаесто место (315. дан)   | Деветнаесто место (315. дан)   | Деветнаесто место (315. дан)   | Деветнаесто место (315. дан)   | Деветнаесто место (315. дан)   | Деветнаесто место (315. дан)   | Деветнаесто место (315. дан)   | Деветнаесто место (315. дан)   | Деветнаесто место (315. дан)   | Деветнаесто место (315. дан)   | Деветнаесто место (315. дан)   | Деветнаесто место (315. дан)   | Деветнаесто место (315. дан)   | Деветнаесто место (315. дан)   | Деветнаесто место (315. дан)   | Деветнаесто место (315. дан)   | Деветнаесто место (315. дан)   | Деветнаесто место (315. дан)   | Деветнаесто место (315. дан)   | Деветнаесто место (315. дан)   | Деветнаесто место (315. дан)   | Деветнаесто место (315. дан)   | Деветнаесто место (315. дан)   | Деветнаесто место (315. дан)   | Деветнаесто место (315. дан)   | Деветнаесто место (315. дан)   | Деветнаесто место (315. дан)   | Деветнаесто место (315. дан)   | Деветнаесто место (315. дан)   | Деветнаесто место (315. дан)   | Деветнаесто место (315. дан)   | Деветнаесто место (315. дан)   | Деветнаесто место (315. дан)   | Деветнаесто место (315. дан)   | Деветнаесто место (315. дан)   | Деветнаесто место (315. дан)   | Деветнаесто место (315. дан)   | Деветнаесто место (315. дан)   | Деветнаесто место (315. дан)   | Деветнаесто место (315. дан)   | Деветнаесто место (315. дан)   | Деветнаесто место (315. дан)   | Деветнаесто место (315. дан)   | Деветнаесто место (315. дан)   | Деветнаесто место (315. дан)   | Деветнаесто место (315. дан)   | Деветнаесто место (315. дан)   | Деветнаесто место (315. дан)   | Деветнаесто место (315. дан)   | Деветнаесто место (315. дан)   | Деветнаесто место (315. дан)   | Деветнаесто место (315. дан)   | Деветнаесто место (315. дан)   | Деветнаесто место (315. дан)   | Деветнаесто место (315. дан)   | Деветнаесто место (315. дан)   | Деветнаесто место (315. дан)   | Деветнаесто место (315. дан)   | Деветнаесто место (315. дан)   | Деветнаесто место (315. дан)   | Деветнаесто место (315. дан)   | Деветнаесто место (315. дан)   | Деветнаесто место (315. дан)   | Деветнаесто место (315. дан)   | Деветнаесто место (315. дан)   | Деветнаесто место (315. дан)   | Деветнаесто место (315. дан)   | Деветнаесто место (315. дан)   | Деветнаесто место (315. дан)   | Деветнаесто место (315. дан)   | Деветнаесто место (315. дан)   | Деветнаесто место (315. дан)   |
| Муњез                              | Милена Анђела     | Никола Ш.                  | Марко З.                   | Урош С. Софија             | Мимас                      | Мића Урош С.               | Стефан Ка.                 | нема номинације              | Урош Р.                      | Миљана                     | Анели Александра Н.         | Пеја                        | нема номинације                | Софија                         | Лука В.                    | Пеја                       | нема номинације            | Милован                    | Анели                      | Урош Р.                    | Анђела                     | Драгана                    | Матеа Софија               | Александра Н.                  | Матора                     | нема номинације            | Гастоз                     | потрчко                    | потрчко                    | Анели                      | Матора Бебица              | Лука В.                    | Сандра                     | Матора                     | Стефан Ка. Ена             | нема номинације            | Ена                        | Софија                     | Матора Теодора             | Ена                        | Софи                       | Гастоз                     | Сандра                     | Гастоз                     | Двадесето место (315. дан)     | Двадесето место (315. дан)     | Двадесето место (315. дан)     | Двадесето место (315. дан)     | Двадесето место (315. дан)     | Двадесето место (315. дан)     | Двадесето место (315. дан)     | Двадесето место (315. дан)     | Двадесето место (315. дан)     | Двадесето место (315. дан)     | Двадесето место (315. дан)     | Двадесето место (315. дан)     | Двадесето место (315. дан)     | Двадесето место (315. дан)     | Двадесето место (315. дан)     | Двадесето место (315. дан)     | Двадесето место (315. дан)     | Двадесето место (315. дан)     | Двадесето место (315. дан)     | Двадесето место (315. дан)     | Двадесето место (315. дан)     | Двадесето место (315. дан)     | Двадесето место (315. дан)     | Двадесето место (315. дан)     | Двадесето место (315. дан)     | Двадесето место (315. дан)     | Двадесето место (315. дан)     | Двадесето место (315. дан)     | Двадесето место (315. дан)     | Двадесето место (315. дан)     | Двадесето место (315. дан)     | Двадесето место (315. дан)     | Двадесето место (315. дан)     | Двадесето место (315. дан)     | Двадесето место (315. дан)     | Двадесето место (315. дан)     | Двадесето место (315. дан)     | Двадесето место (315. дан)     | Двадесето место (315. дан)     | Двадесето место (315. дан)     | Двадесето место (315. дан)     | Двадесето место (315. дан)     | Двадесето место (315. дан)     | Двадесето место (315. дан)     | Двадесето место (315. дан)     | Двадесето место (315. дан)     | Двадесето место (315. дан)     | Двадесето место (315. дан)     | Двадесето место (315. дан)     | Двадесето место (315. дан)     | Двадесето место (315. дан)     | Двадесето место (315. дан)     | Двадесето место (315. дан)     | Двадесето место (315. дан)     | Двадесето место (315. дан)     | Двадесето место (315. дан)     | Двадесето место (315. дан)     | Двадесето место (315. дан)     | Двадесето место (315. дан)     | Двадесето место (315. дан)     | Двадесето место (315. дан)     | Двадесето место (315. дан)     | Двадесето место (315. дан)     | Двадесето место (315. дан)     | Двадесето место (315. дан)     | Двадесето место (315. дан)     | Двадесето место (315. дан)     | Двадесето место (315. дан)     | Двадесето место (315. дан)     | Двадесето место (315. дан)     | Двадесето место (315. дан)     | Двадесето место (315. дан)     | Двадесето место (315. дан)     | Двадесето место (315. дан)     | Двадесето место (315. дан)     | Двадесето место (315. дан)     | Двадесето место (315. дан)     | Двадесето место (315. дан)     | Двадесето место (315. дан)     | Двадесето место (315. дан)     | Двадесето место (315. дан)     | Двадесето место (315. дан)     | Двадесето место (315. дан)     | Двадесето место (315. дан)     | Двадесето место (315. дан)     | Двадесето место (315. дан)     | Двадесето место (315. дан)     | Двадесето место (315. дан)     | Двадесето место (315. дан)     | Двадесето место (315. дан)     | Двадесето место (315. дан)     | Двадесето место (315. дан)     | Двадесето место (315. дан)     | Двадесето место (315. дан)     | Двадесето место (315. дан)     | Двадесето место (315. дан)     | Двадесето место (315. дан)     | Двадесето место (315. дан)     | Двадесето место (315. дан)     | Двадесето место (315. дан)     |
| Теодора                            | Анђела            | Милош Р. Никола Ш.         | Марко З.                   | Стефан Ко. Софија          | Мимас                      | Стефан Ко.                 | Ена                        | Елвин                        | Иван Урош Р.                 | Милош Р. Матеа             | Александра Н.               | Пеја                        | нема номинације                | Муњез Софија                   | потрчко                    | Пеја                       | нема номинације            | Милован                    | Матеја                     | Урош Р.                    | Гастоз                     | Драгана                    | Ђоле Софија                | Ђоле Стефан Ка.                | Драгана Матора             | Драгана                    | Гастоз                     | нема номинације            | Муњез                      | Анели                      | Александра Н.              | Лепи Мића Лука В.          | Пеја Лука В.               | Матора                     | Терза                      | Муњез                      | Муњез Пеја                 | Анели Марко С.             | потрчко                    | Анели                      | Софи                       | Гастоз                     | Лука В.                    | Гастоз                     | Двадесет прво место (315. дан) | Двадесет прво место (315. дан) | Двадесет прво место (315. дан) | Двадесет прво место (315. дан) | Двадесет прво место (315. дан) | Двадесет прво место (315. дан) | Двадесет прво место (315. дан) | Двадесет прво место (315. дан) | Двадесет прво место (315. дан) | Двадесет прво место (315. дан) | Двадесет прво место (315. дан) | Двадесет прво место (315. дан) | Двадесет прво место (315. дан) | Двадесет прво место (315. дан) | Двадесет прво место (315. дан) | Двадесет прво место (315. дан) | Двадесет прво место (315. дан) | Двадесет прво место (315. дан) | Двадесет прво место (315. дан) | Двадесет прво место (315. дан) | Двадесет прво место (315. дан) | Двадесет прво место (315. дан) | Двадесет прво место (315. дан) | Двадесет прво место (315. дан) | Двадесет прво место (315. дан) | Двадесет прво место (315. дан) | Двадесет прво место (315. дан) | Двадесет прво место (315. дан) | Двадесет прво место (315. дан) | Двадесет прво место (315. дан) | Двадесет прво место (315. дан) | Двадесет прво место (315. дан) | Двадесет прво место (315. дан) | Двадесет прво место (315. дан) | Двадесет прво место (315. дан) | Двадесет прво место (315. дан) | Двадесет прво место (315. дан) | Двадесет прво место (315. дан) | Двадесет прво место (315. дан) | Двадесет прво место (315. дан) | Двадесет прво место (315. дан) | Двадесет прво место (315. дан) | Двадесет прво место (315. дан) | Двадесет прво место (315. дан) | Двадесет прво место (315. дан) | Двадесет прво место (315. дан) | Двадесет прво место (315. дан) | Двадесет прво место (315. дан) | Двадесет прво место (315. дан) | Двадесет прво место (315. дан) | Двадесет прво место (315. дан) | Двадесет прво место (315. дан) | Двадесет прво место (315. дан) | Двадесет прво место (315. дан) | Двадесет прво место (315. дан) | Двадесет прво место (315. дан) | Двадесет прво место (315. дан) | Двадесет прво место (315. дан) | Двадесет прво место (315. дан) | Двадесет прво место (315. дан) | Двадесет прво место (315. дан) | Двадесет прво место (315. дан) | Двадесет прво место (315. дан) | Двадесет прво место (315. дан) | Двадесет прво место (315. дан) | Двадесет прво место (315. дан) | Двадесет прво место (315. дан) | Двадесет прво место (315. дан) | Двадесет прво место (315. дан) | Двадесет прво место (315. дан) | Двадесет прво место (315. дан) | Двадесет прво место (315. дан) | Двадесет прво место (315. дан) | Двадесет прво место (315. дан) | Двадесет прво место (315. дан) | Двадесет прво место (315. дан) | Двадесет прво место (315. дан) | Двадесет прво место (315. дан) | Двадесет прво место (315. дан) | Двадесет прво место (315. дан) | Двадесет прво место (315. дан) | Двадесет прво место (315. дан) | Двадесет прво место (315. дан) | Двадесет прво место (315. дан) | Двадесет прво место (315. дан) | Двадесет прво место (315. дан) | Двадесет прво место (315. дан) | Двадесет прво место (315. дан) | Двадесет прво место (315. дан) | Двадесет прво место (315. дан) | Двадесет прво место (315. дан) | Двадесет прво место (315. дан) | Двадесет прво место (315. дан) | Двадесет прво место (315. дан) | Двадесет прво место (315. дан) | Двадесет прво место (315. дан) | Двадесет прво место (315. дан) | Двадесет прво место (315. дан) | Двадесет прво место (315. дан) | Двадесет прво место (315. дан) |
| Марко С.                           | није био у кући   | није био у кући            | није био у кући            | није био у кући            | није био у кући            | није био у кући            | није био у кући            | није био у кући              | није био у кући              | Матеа                      | Александра Н.               | Ена                         | нема номинације                | Софија                         | Теодора                    | Анели                      | нема номинације            | Милован                    | Анели                      | Урош Р.                    | Анђела                     | Драгана                    | Софија                     | Јорданка Александра Н.         | Матора                     | нема номинације            | Гастоз                     | Јелена                     | Јорданка Стефани           | Ена Анели                  | Бебица                     | Сандра                     | Сандра                     | Мимас Матора               | Ена                        | Анђела                     | Анђела Ена                 | потрчко                    | Теодора                    | Дачо Ена                   | Милена Гастоз              | Гастоз                     | Сандра                     | Мимас Гастоз               | избачен (314. дан)             | избачен (314. дан)             | избачен (314. дан)             | избачен (314. дан)             | избачен (314. дан)             | избачен (314. дан)             | избачен (314. дан)             | избачен (314. дан)             | избачен (314. дан)             | избачен (314. дан)             | избачен (314. дан)             | избачен (314. дан)             | избачен (314. дан)             | избачен (314. дан)             | избачен (314. дан)             | избачен (314. дан)             | избачен (314. дан)             | избачен (314. дан)             | избачен (314. дан)             | избачен (314. дан)             | избачен (314. дан)             | избачен (314. дан)             | избачен (314. дан)             | избачен (314. дан)             | избачен (314. дан)             | избачен (314. дан)             | избачен (314. дан)             | избачен (314. дан)             | избачен (314. дан)             | избачен (314. дан)             | избачен (314. дан)             | избачен (314. дан)             | избачен (314. дан)             | избачен (314. дан)             | избачен (314. дан)             | избачен (314. дан)             | избачен (314. дан)             | избачен (314. дан)             | избачен (314. дан)             | избачен (314. дан)             | избачен (314. дан)             | избачен (314. дан)             | избачен (314. дан)             | избачен (314. дан)             | избачен (314. дан)             | избачен (314. дан)             | избачен (314. дан)             | избачен (314. дан)             | избачен (314. дан)             | избачен (314. дан)             | избачен (314. дан)             | избачен (314. дан)             | избачен (314. дан)             | избачен (314. дан)             | избачен (314. дан)             | избачен (314. дан)             | избачен (314. дан)             | избачен (314. дан)             | избачен (314. дан)             | избачен (314. дан)             | избачен (314. дан)             | избачен (314. дан)             | избачен (314. дан)             | избачен (314. дан)             | избачен (314. дан)             | избачен (314. дан)             | избачен (314. дан)             | избачен (314. дан)             | избачен (314. дан)             | избачен (314. дан)             | избачен (314. дан)             | избачен (314. дан)             | избачен (314. дан)             | избачен (314. дан)             | избачен (314. дан)             | избачен (314. дан)             | избачен (314. дан)             | избачен (314. дан)             | избачен (314. дан)             | избачен (314. дан)             | избачен (314. дан)             | избачен (314. дан)             | избачен (314. дан)             | избачен (314. дан)             | избачен (314. дан)             | избачен (314. дан)             | избачен (314. дан)             | избачен (314. дан)             | избачен (314. дан)             | избачен (314. дан)             | избачен (314. дан)             | избачен (314. дан)             | избачен (314. дан)             | избачен (314. дан)             | избачен (314. дан)             | избачен (314. дан)             | избачен (314. дан)             | избачен (314. дан)             | избачен (314. дан)             | избачен (314. дан)             |
| Сандра                             | Анђела            | Никола Ш.                  | Марко З.                   | Софија                     | Мимас                      | Бранка Урош С.             | Муњез Ена                  | нема номинације              | Јелена                       | Матеа                      | Иван                        | Иван Пеја                   | нема номинације                | Софија                         | Теодора                    | Пеја                       | нема номинације            | Милован                    | Анели                      | Јелена                     | Гастоз                     | Драгана                    | Бранка Терза               | Александра Н.                  | Матора                     | нема номинације            | Гастоз                     | нема номинације            | Муњез                      | Анели                      | Бебица                     | потрчко                    | потрчко                    | Драгана                    | Терза                      | нема номинације            | Пеја                       | Сања Марко С.              | Терза                      | Анели                      | Гастоз                     | Анели Анђела               | потрчко                    | Гастоз                     | избачена (314. дан)            | избачена (314. дан)            | избачена (314. дан)            | избачена (314. дан)            | избачена (314. дан)            | избачена (314. дан)            | избачена (314. дан)            | избачена (314. дан)            | избачена (314. дан)            | избачена (314. дан)            | избачена (314. дан)            | избачена (314. дан)            | избачена (314. дан)            | избачена (314. дан)            | избачена (314. дан)            | избачена (314. дан)            | избачена (314. дан)            | избачена (314. дан)            | избачена (314. дан)            | избачена (314. дан)            | избачена (314. дан)            | избачена (314. дан)            | избачена (314. дан)            | избачена (314. дан)            | избачена (314. дан)            | избачена (314. дан)            | избачена (314. дан)            | избачена (314. дан)            | избачена (314. дан)            | избачена (314. дан)            | избачена (314. дан)            | избачена (314. дан)            | избачена (314. дан)            | избачена (314. дан)            | избачена (314. дан)            | избачена (314. дан)            | избачена (314. дан)            | избачена (314. дан)            | избачена (314. дан)            | избачена (314. дан)            | избачена (314. дан)            | избачена (314. дан)            | избачена (314. дан)            | избачена (314. дан)            | избачена (314. дан)            | избачена (314. дан)            | избачена (314. дан)            | избачена (314. дан)            | избачена (314. дан)            | избачена (314. дан)            | избачена (314. дан)            | избачена (314. дан)            | избачена (314. дан)            | избачена (314. дан)            | избачена (314. дан)            | избачена (314. дан)            | избачена (314. дан)            | избачена (314. дан)            | избачена (314. дан)            | избачена (314. дан)            | избачена (314. дан)            | избачена (314. дан)            | избачена (314. дан)            | избачена (314. дан)            | избачена (314. дан)            | избачена (314. дан)            | избачена (314. дан)            | избачена (314. дан)            | избачена (314. дан)            | избачена (314. дан)            | избачена (314. дан)            | избачена (314. дан)            | избачена (314. дан)            | избачена (314. дан)            | избачена (314. дан)            | избачена (314. дан)            | избачена (314. дан)            | избачена (314. дан)            | избачена (314. дан)            | избачена (314. дан)            | избачена (314. дан)            | избачена (314. дан)            | избачена (314. дан)            | избачена (314. дан)            | избачена (314. дан)            | избачена (314. дан)            | избачена (314. дан)            | избачена (314. дан)            | избачена (314. дан)            | избачена (314. дан)            | избачена (314. дан)            | избачена (314. дан)            | избачена (314. дан)            | избачена (314. дан)            | избачена (314. дан)            | избачена (314. дан)            | избачена (314. дан)            | избачена (314. дан)            | избачена (314. дан)            | избачена (314. дан)            |
| Дачо                               | Матеја            | Никола Ш.                  | Марко З.                   | Терза                      | Мимас                      | Урош С.                    | Стефан Ка.                 | нема номинације              | Урош Р.                      | Миљана                     | Иван                        | Пеја                        | нема номинације                | Терза                          | Лука В.                    | Пеја                       | нема номинације            | Милован                    | Матеја                     | Урош Р.                    | Анђела                     | Драгана                    | Терза                      | Александра Н.                  | Матора                     | нема номинације            | Гастоз                     | нема номинације            | Муњез                      | Анели                      | Александра Н.              | Марко С. Лука В.           | Лука В.                    | Матора                     | Ена                        | Иван                       | Иван Пеја                  | Марко С.                   | Сања Терза                 | Анели                      | Гастоз                     | Муњез Гастоз               | Гастоз Лука В.             | Иван Гастоз                | избачен (314. дан)             | избачен (314. дан)             | избачен (314. дан)             | избачен (314. дан)             | избачен (314. дан)             | избачен (314. дан)             | избачен (314. дан)             | избачен (314. дан)             | избачен (314. дан)             | избачен (314. дан)             | избачен (314. дан)             | избачен (314. дан)             | избачен (314. дан)             | избачен (314. дан)             | избачен (314. дан)             | избачен (314. дан)             | избачен (314. дан)             | избачен (314. дан)             | избачен (314. дан)             | избачен (314. дан)             | избачен (314. дан)             | избачен (314. дан)             | избачен (314. дан)             | избачен (314. дан)             | избачен (314. дан)             | избачен (314. дан)             | избачен (314. дан)             | избачен (314. дан)             | избачен (314. дан)             | избачен (314. дан)             | избачен (314. дан)             | избачен (314. дан)             | избачен (314. дан)             | избачен (314. дан)             | избачен (314. дан)             | избачен (314. дан)             | избачен (314. дан)             | избачен (314. дан)             | избачен (314. дан)             | избачен (314. дан)             | избачен (314. дан)             | избачен (314. дан)             | избачен (314. дан)             | избачен (314. дан)             | избачен (314. дан)             | избачен (314. дан)             | избачен (314. дан)             | избачен (314. дан)             | избачен (314. дан)             | избачен (314. дан)             | избачен (314. дан)             | избачен (314. дан)             | избачен (314. дан)             | избачен (314. дан)             | избачен (314. дан)             | избачен (314. дан)             | избачен (314. дан)             | избачен (314. дан)             | избачен (314. дан)             | избачен (314. дан)             | избачен (314. дан)             | избачен (314. дан)             | избачен (314. дан)             | избачен (314. дан)             | избачен (314. дан)             | избачен (314. дан)             | избачен (314. дан)             | избачен (314. дан)             | избачен (314. дан)             | избачен (314. дан)             | избачен (314. дан)             | избачен (314. дан)             | избачен (314. дан)             | избачен (314. дан)             | избачен (314. дан)             | избачен (314. дан)             | избачен (314. дан)             | избачен (314. дан)             | избачен (314. дан)             | избачен (314. дан)             | избачен (314. дан)             | избачен (314. дан)             | избачен (314. дан)             | избачен (314. дан)             | избачен (314. дан)             | избачен (314. дан)             | избачен (314. дан)             | избачен (314. дан)             | избачен (314. дан)             | избачен (314. дан)             | избачен (314. дан)             | избачен (314. дан)             | избачен (314. дан)             | избачен (314. дан)             | избачен (314. дан)             | избачен (314. дан)             | избачен (314. дан)             | избачен (314. дан)             | избачен (314. дан)             | избачен (314. дан)             |
| Драгана                            | није била у кући  | није била у кући           | није била у кући           | није била у кући           | није била у кући           | није била у кући           | није била у кући           | није била у кући             | није била у кући             | није била у кући           | није била у кући            | Пеја                        | нема номинације                | Јорданка Софија                | Теодора                    | Пеја                       | нема номинације            | Милован                    | Анели                      | Кристина Б. Јелена         | Анђела                     | потрчко                    | Софија                     | Александра Н.                  | Марко Ђ.                   | нема номинације            | Софија                     | нема номинације            | Стефани                    | Марко Ђ.                   | Бебица                     | Сандра                     | Сандра                     | потрчко                    | Ена                        | нема номинације            | Пеја                       | Софија                     | Терза                      | Анели                      | Гастоз                     | Муњез Анђела               | Лука В.                    | Муњез Гастоз               | избачена (314. дан)            | избачена (314. дан)            | избачена (314. дан)            | избачена (314. дан)            | избачена (314. дан)            | избачена (314. дан)            | избачена (314. дан)            | избачена (314. дан)            | избачена (314. дан)            | избачена (314. дан)            | избачена (314. дан)            | избачена (314. дан)            | избачена (314. дан)            | избачена (314. дан)            | избачена (314. дан)            | избачена (314. дан)            | избачена (314. дан)            | избачена (314. дан)            | избачена (314. дан)            | избачена (314. дан)            | избачена (314. дан)            | избачена (314. дан)            | избачена (314. дан)            | избачена (314. дан)            | избачена (314. дан)            | избачена (314. дан)            | избачена (314. дан)            | избачена (314. дан)            | избачена (314. дан)            | избачена (314. дан)            | избачена (314. дан)            | избачена (314. дан)            | избачена (314. дан)            | избачена (314. дан)            | избачена (314. дан)            | избачена (314. дан)            | избачена (314. дан)            | избачена (314. дан)            | избачена (314. дан)            | избачена (314. дан)            | избачена (314. дан)            | избачена (314. дан)            | избачена (314. дан)            | избачена (314. дан)            | избачена (314. дан)            | избачена (314. дан)            | избачена (314. дан)            | избачена (314. дан)            | избачена (314. дан)            | избачена (314. дан)            | избачена (314. дан)            | избачена (314. дан)            | избачена (314. дан)            | избачена (314. дан)            | избачена (314. дан)            | избачена (314. дан)            | избачена (314. дан)            | избачена (314. дан)            | избачена (314. дан)            | избачена (314. дан)            | избачена (314. дан)            | избачена (314. дан)            | избачена (314. дан)            | избачена (314. дан)            | избачена (314. дан)            | избачена (314. дан)            | избачена (314. дан)            | избачена (314. дан)            | избачена (314. дан)            | избачена (314. дан)            | избачена (314. дан)            | избачена (314. дан)            | избачена (314. дан)            | избачена (314. дан)            | избачена (314. дан)            | избачена (314. дан)            | избачена (314. дан)            | избачена (314. дан)            | избачена (314. дан)            | избачена (314. дан)            | избачена (314. дан)            | избачена (314. дан)            | избачена (314. дан)            | избачена (314. дан)            | избачена (314. дан)            | избачена (314. дан)            | избачена (314. дан)            | избачена (314. дан)            | избачена (314. дан)            | избачена (314. дан)            | избачена (314. дан)            | избачена (314. дан)            | избачена (314. дан)            | избачена (314. дан)            | избачена (314. дан)            | избачена (314. дан)            | избачена (314. дан)            | избачена (314. дан)            | избачена (314. дан)            | избачена (314. дан)            |
| Ана Н.                             | Матеја            | Никола Ш.                  | Ћуба                       | Терза                      | Бебица Никола Г.           | Урош С.                    | Ена                        | нема номинације              | Урош Р.                      | Миљана                     | Иван                        | Александра В. Пеја          | нема номинације                | Терза                          | Теодора                    | Пеја                       | нема номинације            | Милован                    | Матеја                     | Мимас Урош Р.              | Анђела                     | Терза                      | Софија                     | Мимас Александра Н.            | Марко Ђ.                   | нема номинације            | Драгана Софија             | нема номинације            | Муњез                      | Анели                      | Бебица                     | Лука В.                    | Лука В.                    | Матора                     | Терза                      | нема номинације            | Ена                        | Марко С.                   | Теодора                    | Урош С. Анели              | Гастоз                     | Милован Гастоз             | Стефан Ко. Лука В.         | Стефан Ка.                 | избачена (313. дан)            | избачена (313. дан)            | избачена (313. дан)            | избачена (313. дан)            | избачена (313. дан)            | избачена (313. дан)            | избачена (313. дан)            | избачена (313. дан)            | избачена (313. дан)            | избачена (313. дан)            | избачена (313. дан)            | избачена (313. дан)            | избачена (313. дан)            | избачена (313. дан)            | избачена (313. дан)            | избачена (313. дан)            | избачена (313. дан)            | избачена (313. дан)            | избачена (313. дан)            | избачена (313. дан)            | избачена (313. дан)            | избачена (313. дан)            | избачена (313. дан)            | избачена (313. дан)            | избачена (313. дан)            | избачена (313. дан)            | избачена (313. дан)            | избачена (313. дан)            | избачена (313. дан)            | избачена (313. дан)            | избачена (313. дан)            | избачена (313. дан)            | избачена (313. дан)            | избачена (313. дан)            | избачена (313. дан)            | избачена (313. дан)            | избачена (313. дан)            | избачена (313. дан)            | избачена (313. дан)            | избачена (313. дан)            | избачена (313. дан)            | избачена (313. дан)            | избачена (313. дан)            | избачена (313. дан)            | избачена (313. дан)            | избачена (313. дан)            | избачена (313. дан)            | избачена (313. дан)            | избачена (313. дан)            | избачена (313. дан)            | избачена (313. дан)            | избачена (313. дан)            | избачена (313. дан)            | избачена (313. дан)            | избачена (313. дан)            | избачена (313. дан)            | избачена (313. дан)            | избачена (313. дан)            | избачена (313. дан)            | избачена (313. дан)            | избачена (313. дан)            | избачена (313. дан)            | избачена (313. дан)            | избачена (313. дан)            | избачена (313. дан)            | избачена (313. дан)            | избачена (313. дан)            | избачена (313. дан)            | избачена (313. дан)            | избачена (313. дан)            | избачена (313. дан)            | избачена (313. дан)            | избачена (313. дан)            | избачена (313. дан)            | избачена (313. дан)            | избачена (313. дан)            | избачена (313. дан)            | избачена (313. дан)            | избачена (313. дан)            | избачена (313. дан)            | избачена (313. дан)            | избачена (313. дан)            | избачена (313. дан)            | избачена (313. дан)            | избачена (313. дан)            | избачена (313. дан)            | избачена (313. дан)            | избачена (313. дан)            | избачена (313. дан)            | избачена (313. дан)            | избачена (313. дан)            | избачена (313. дан)            | избачена (313. дан)            | избачена (313. дан)            | избачена (313. дан)            | избачена (313. дан)            | избачена (313. дан)            | избачена (313. дан)            | избачена (313. дан)            | избачена (313. дан)            |
| Јорданка                           | Анђела            | Слађа                      | Марко З.                   | Терза                      | Мимас                      | Урош С.                    | Ена                        | нема номинације              | Урош Р.                      | Матеа                      | Иван                        | Ена                         | нема номинације                | Терза                          | Теодора                    | Пеја                       | нема номинације            | Александра Н.              | Матеја                     | Урош Р.                    | Анђела                     | Драгана                    | Терза                      | Александра Н.                  | Терза Матора               | Марко С.                   | Софија                     | нема номинације            | Муњез                      | Анели                      | Бебица                     | Лука В.                    | Сандра                     | Матора                     | Ена                        | нема номинације            | Ена                        | Марко С.                   | Терза                      | Анели                      | Софи                       | Анђела                     | Сандра                     | Стефан Ка.                 | избачена (313. дан)            | избачена (313. дан)            | избачена (313. дан)            | избачена (313. дан)            | избачена (313. дан)            | избачена (313. дан)            | избачена (313. дан)            | избачена (313. дан)            | избачена (313. дан)            | избачена (313. дан)            | избачена (313. дан)            | избачена (313. дан)            | избачена (313. дан)            | избачена (313. дан)            | избачена (313. дан)            | избачена (313. дан)            | избачена (313. дан)            | избачена (313. дан)            | избачена (313. дан)            | избачена (313. дан)            | избачена (313. дан)            | избачена (313. дан)            | избачена (313. дан)            | избачена (313. дан)            | избачена (313. дан)            | избачена (313. дан)            | избачена (313. дан)            | избачена (313. дан)            | избачена (313. дан)            | избачена (313. дан)            | избачена (313. дан)            | избачена (313. дан)            | избачена (313. дан)            | избачена (313. дан)            | избачена (313. дан)            | избачена (313. дан)            | избачена (313. дан)            | избачена (313. дан)            | избачена (313. дан)            | избачена (313. дан)            | избачена (313. дан)            | избачена (313. дан)            | избачена (313. дан)            | избачена (313. дан)            | избачена (313. дан)            | избачена (313. дан)            | избачена (313. дан)            | избачена (313. дан)            | избачена (313. дан)            | избачена (313. дан)            | избачена (313. дан)            | избачена (313. дан)            | избачена (313. дан)            | избачена (313. дан)            | избачена (313. дан)            | избачена (313. дан)            | избачена (313. дан)            | избачена (313. дан)            | избачена (313. дан)            | избачена (313. дан)            | избачена (313. дан)            | избачена (313. дан)            | избачена (313. дан)            | избачена (313. дан)            | избачена (313. дан)            | избачена (313. дан)            | избачена (313. дан)            | избачена (313. дан)            | избачена (313. дан)            | избачена (313. дан)            | избачена (313. дан)            | избачена (313. дан)            | избачена (313. дан)            | избачена (313. дан)            | избачена (313. дан)            | избачена (313. дан)            | избачена (313. дан)            | избачена (313. дан)            | избачена (313. дан)            | избачена (313. дан)            | избачена (313. дан)            | избачена (313. дан)            | избачена (313. дан)            | избачена (313. дан)            | избачена (313. дан)            | избачена (313. дан)            | избачена (313. дан)            | избачена (313. дан)            | избачена (313. дан)            | избачена (313. дан)            | избачена (313. дан)            | избачена (313. дан)            | избачена (313. дан)            | избачена (313. дан)            | избачена (313. дан)            | избачена (313. дан)            | избачена (313. дан)            | избачена (313. дан)            | избачена (313. дан)            | избачена (313. дан)            |
| Сања                               | није била у кући  | није била у кући           | није била у кући           | није била у кући           | није била у кући           | није била у кући           | није била у кући           | није била у кући             | није била у кући             | није била у кући           | није била у кући            | није била у кући            | није била у кући               | није била у кући               | није била у кући           | Пеја                       | нема номинације            | Милован                    | Матеја                     | Урош Р.                    | Гастоз                     | Терза                      | Софија                     | Јорданка Александра Н.         | Јелена Матора              | Јелена                     | Гастоз                     | Јелена                     | Јелена Стефани             | Дачо Анели                 | Бебица                     | Сандра                     | Сандра                     | Драгана                    | Ена                        | Анђела                     | Анђела Ена                 | Софија                     | Теодора                    | Дачо Ена                   | Милена Гастоз              | Гастоз                     | Сандра                     | Мимас Гастоз               | избачена (312. дан)            | избачена (312. дан)            | избачена (312. дан)            | избачена (312. дан)            | избачена (312. дан)            | избачена (312. дан)            | избачена (312. дан)            | избачена (312. дан)            | избачена (312. дан)            | избачена (312. дан)            | избачена (312. дан)            | избачена (312. дан)            | избачена (312. дан)            | избачена (312. дан)            | избачена (312. дан)            | избачена (312. дан)            | избачена (312. дан)            | избачена (312. дан)            | избачена (312. дан)            | избачена (312. дан)            | избачена (312. дан)            | избачена (312. дан)            | избачена (312. дан)            | избачена (312. дан)            | избачена (312. дан)            | избачена (312. дан)            | избачена (312. дан)            | избачена (312. дан)            | избачена (312. дан)            | избачена (312. дан)            | избачена (312. дан)            | избачена (312. дан)            | избачена (312. дан)            | избачена (312. дан)            | избачена (312. дан)            | избачена (312. дан)            | избачена (312. дан)            | избачена (312. дан)            | избачена (312. дан)            | избачена (312. дан)            | избачена (312. дан)            | избачена (312. дан)            | избачена (312. дан)            | избачена (312. дан)            | избачена (312. дан)            | избачена (312. дан)            | избачена (312. дан)            | избачена (312. дан)            | избачена (312. дан)            | избачена (312. дан)            | избачена (312. дан)            | избачена (312. дан)            | избачена (312. дан)            | избачена (312. дан)            | избачена (312. дан)            | избачена (312. дан)            | избачена (312. дан)            | избачена (312. дан)            | избачена (312. дан)            | избачена (312. дан)            | избачена (312. дан)            | избачена (312. дан)            | избачена (312. дан)            | избачена (312. дан)            | избачена (312. дан)            | избачена (312. дан)            | избачена (312. дан)            | избачена (312. дан)            | избачена (312. дан)            | избачена (312. дан)            | избачена (312. дан)            | избачена (312. дан)            | избачена (312. дан)            | избачена (312. дан)            | избачена (312. дан)            | избачена (312. дан)            | избачена (312. дан)            | избачена (312. дан)            | избачена (312. дан)            | избачена (312. дан)            | избачена (312. дан)            | избачена (312. дан)            | избачена (312. дан)            | избачена (312. дан)            | избачена (312. дан)            | избачена (312. дан)            | избачена (312. дан)            | избачена (312. дан)            | избачена (312. дан)            | избачена (312. дан)            | избачена (312. дан)            | избачена (312. дан)            | избачена (312. дан)            | избачена (312. дан)            | избачена (312. дан)            | избачена (312. дан)            | избачена (312. дан)            | избачена (312. дан)            | избачена (312. дан)            | избачена (312. дан)            |
| Стефан Ко.                         | Матеја            | Филип Слађа                | Ћуба                       | Терза                      | Никола Г.                  | потрчко                    | Урош С. Ена                | нема номинације              | Јелена                       | Матеа                      | Александра В. Александра Н. | Александра В. Пеја          | нема номинације                | Софија                         | Лука В.                    | Пеја                       | нема номинације            | Милован                    | Анели                      | Јелена                     | Гастоз                     | Драгана                    | Софија                     | Мимас Александра Н.            | Матора                     | нема номинације            | Софија                     | нема номинације            | Муњез                      | Анели                      | Бебица                     | Сандра                     | Бранка Сандра              | Урош С. Драгана            | Стефан Ка. Ена             | нема номинације            | Пеја                       | Софија                     | Слађа Теодора              | Урош С. Ена                | Софи                       | Анђела                     | Сандра                     | Стефан Ка.                 | избачен (312. дан)             | избачен (312. дан)             | избачен (312. дан)             | избачен (312. дан)             | избачен (312. дан)             | избачен (312. дан)             | избачен (312. дан)             | избачен (312. дан)             | избачен (312. дан)             | избачен (312. дан)             | избачен (312. дан)             | избачен (312. дан)             | избачен (312. дан)             | избачен (312. дан)             | избачен (312. дан)             | избачен (312. дан)             | избачен (312. дан)             | избачен (312. дан)             | избачен (312. дан)             | избачен (312. дан)             | избачен (312. дан)             | избачен (312. дан)             | избачен (312. дан)             | избачен (312. дан)             | избачен (312. дан)             | избачен (312. дан)             | избачен (312. дан)             | избачен (312. дан)             | избачен (312. дан)             | избачен (312. дан)             | избачен (312. дан)             | избачен (312. дан)             | избачен (312. дан)             | избачен (312. дан)             | избачен (312. дан)             | избачен (312. дан)             | избачен (312. дан)             | избачен (312. дан)             | избачен (312. дан)             | избачен (312. дан)             | избачен (312. дан)             | избачен (312. дан)             | избачен (312. дан)             | избачен (312. дан)             | избачен (312. дан)             | избачен (312. дан)             | избачен (312. дан)             | избачен (312. дан)             | избачен (312. дан)             | избачен (312. дан)             | избачен (312. дан)             | избачен (312. дан)             | избачен (312. дан)             | избачен (312. дан)             | избачен (312. дан)             | избачен (312. дан)             | избачен (312. дан)             | избачен (312. дан)             | избачен (312. дан)             | избачен (312. дан)             | избачен (312. дан)             | избачен (312. дан)             | избачен (312. дан)             | избачен (312. дан)             | избачен (312. дан)             | избачен (312. дан)             | избачен (312. дан)             | избачен (312. дан)             | избачен (312. дан)             | избачен (312. дан)             | избачен (312. дан)             | избачен (312. дан)             | избачен (312. дан)             | избачен (312. дан)             | избачен (312. дан)             | избачен (312. дан)             | избачен (312. дан)             | избачен (312. дан)             | избачен (312. дан)             | избачен (312. дан)             | избачен (312. дан)             | избачен (312. дан)             | избачен (312. дан)             | избачен (312. дан)             | избачен (312. дан)             | избачен (312. дан)             | избачен (312. дан)             | избачен (312. дан)             | избачен (312. дан)             | избачен (312. дан)             | избачен (312. дан)             | избачен (312. дан)             | избачен (312. дан)             | избачен (312. дан)             | избачен (312. дан)             | избачен (312. дан)             | избачен (312. дан)             | избачен (312. дан)             | избачен (312. дан)             | избачен (312. дан)             |
| Милован                            | није био у кући   | није био у кући            | није био у кући            | није био у кући            | није био у кући            | није био у кући            | није био у кући            | није био у кући              | није био у кући              | није био у кући            | није био у кући             | није био у кући             | није био у кући                | није био у кући                | није био у кући            | Пеја                       | потрчко                    | потрчко                    | Матеја                     | Урош Р.                    | Александра Н. Анђела       | Александра Н. Драгана      | Милица Д. Терза            | Ђоле Александра Н.             | Матора                     | нема номинације            | Гастоз                     | нема номинације            | Муњез                      | Анели                      | Александра Н.              | Лука В.                    | Лука В.                    | Матора                     | Терза                      | нема номинације            | Пеја                       | Александра Н. Марко С.     | Терза                      | Анели                      | Гастоз                     | Гастоз                     | Лука В.                    | Гастоз                     | избачен (311. дан)             | избачен (311. дан)             | избачен (311. дан)             | избачен (311. дан)             | избачен (311. дан)             | избачен (311. дан)             | избачен (311. дан)             | избачен (311. дан)             | избачен (311. дан)             | избачен (311. дан)             | избачен (311. дан)             | избачен (311. дан)             | избачен (311. дан)             | избачен (311. дан)             | избачен (311. дан)             | избачен (311. дан)             | избачен (311. дан)             | избачен (311. дан)             | избачен (311. дан)             | избачен (311. дан)             | избачен (311. дан)             | избачен (311. дан)             | избачен (311. дан)             | избачен (311. дан)             | избачен (311. дан)             | избачен (311. дан)             | избачен (311. дан)             | избачен (311. дан)             | избачен (311. дан)             | избачен (311. дан)             | избачен (311. дан)             | избачен (311. дан)             | избачен (311. дан)             | избачен (311. дан)             | избачен (311. дан)             | избачен (311. дан)             | избачен (311. дан)             | избачен (311. дан)             | избачен (311. дан)             | избачен (311. дан)             | избачен (311. дан)             | избачен (311. дан)             | избачен (311. дан)             | избачен (311. дан)             | избачен (311. дан)             | избачен (311. дан)             | избачен (311. дан)             | избачен (311. дан)             | избачен (311. дан)             | избачен (311. дан)             | избачен (311. дан)             | избачен (311. дан)             | избачен (311. дан)             | избачен (311. дан)             | избачен (311. дан)             | избачен (311. дан)             | избачен (311. дан)             | избачен (311. дан)             | избачен (311. дан)             | избачен (311. дан)             | избачен (311. дан)             | избачен (311. дан)             | избачен (311. дан)             | избачен (311. дан)             | избачен (311. дан)             | избачен (311. дан)             | избачен (311. дан)             | избачен (311. дан)             | избачен (311. дан)             | избачен (311. дан)             | избачен (311. дан)             | избачен (311. дан)             | избачен (311. дан)             | избачен (311. дан)             | избачен (311. дан)             | избачен (311. дан)             | избачен (311. дан)             | избачен (311. дан)             | избачен (311. дан)             | избачен (311. дан)             | избачен (311. дан)             | избачен (311. дан)             | избачен (311. дан)             | избачен (311. дан)             | избачен (311. дан)             | избачен (311. дан)             | избачен (311. дан)             | избачен (311. дан)             | избачен (311. дан)             | избачен (311. дан)             | избачен (311. дан)             | избачен (311. дан)             | избачен (311. дан)             | избачен (311. дан)             | избачен (311. дан)             | избачен (311. дан)             | избачен (311. дан)             | избачен (311. дан)             | избачен (311. дан)             | избачен (311. дан)             |
| Мимас                              | Анђела            | Марко З. Слађа             | Матеа Марко З.             | Софија                     | Бебица потрчко             | Стефан Ко.                 | Милена Ена                 | нема номинације              | Урош Р.                      | Матеа                      | Александра Н.               | Александра В. Пеја          | нема номинације                | Урош Р. Терза                  | Лука В.                    | Анели                      | нема номинације            | Милован                    | Анели                      | Урош Р.                    | Анђела                     | Терза                      | Терза                      | Стефан Ка.                     | Марко Ђ.                   | нема номинације            | Гастоз                     | Урош С.                    | Матеа Стефани              | Матеа Анели                | Бебица                     | Лука В.                    | Лука В.                    | Матора                     | Терза                      | нема номинације            | Пеја                       | Мрвица Марко С.            | Терза                      | Анели                      | Гастоз                     | Гастоз                     | Лука В.                    | Стефан Ка.                 | избачена (310. дан)            | избачена (310. дан)            | избачена (310. дан)            | избачена (310. дан)            | избачена (310. дан)            | избачена (310. дан)            | избачена (310. дан)            | избачена (310. дан)            | избачена (310. дан)            | избачена (310. дан)            | избачена (310. дан)            | избачена (310. дан)            | избачена (310. дан)            | избачена (310. дан)            | избачена (310. дан)            | избачена (310. дан)            | избачена (310. дан)            | избачена (310. дан)            | избачена (310. дан)            | избачена (310. дан)            | избачена (310. дан)            | избачена (310. дан)            | избачена (310. дан)            | избачена (310. дан)            | избачена (310. дан)            | избачена (310. дан)            | избачена (310. дан)            | избачена (310. дан)            | избачена (310. дан)            | избачена (310. дан)            | избачена (310. дан)            | избачена (310. дан)            | избачена (310. дан)            | избачена (310. дан)            | избачена (310. дан)            | избачена (310. дан)            | избачена (310. дан)            | избачена (310. дан)            | избачена (310. дан)            | избачена (310. дан)            | избачена (310. дан)            | избачена (310. дан)            | избачена (310. дан)            | избачена (310. дан)            | избачена (310. дан)            | избачена (310. дан)            | избачена (310. дан)            | избачена (310. дан)            | избачена (310. дан)            | избачена (310. дан)            | избачена (310. дан)            | избачена (310. дан)            | избачена (310. дан)            | избачена (310. дан)            | избачена (310. дан)            | избачена (310. дан)            | избачена (310. дан)            | избачена (310. дан)            | избачена (310. дан)            | избачена (310. дан)            | избачена (310. дан)            | избачена (310. дан)            | избачена (310. дан)            | избачена (310. дан)            | избачена (310. дан)            | избачена (310. дан)            | избачена (310. дан)            | избачена (310. дан)            | избачена (310. дан)            | избачена (310. дан)            | избачена (310. дан)            | избачена (310. дан)            | избачена (310. дан)            | избачена (310. дан)            | избачена (310. дан)            | избачена (310. дан)            | избачена (310. дан)            | избачена (310. дан)            | избачена (310. дан)            | избачена (310. дан)            | избачена (310. дан)            | избачена (310. дан)            | избачена (310. дан)            | избачена (310. дан)            | избачена (310. дан)            | избачена (310. дан)            | избачена (310. дан)            | избачена (310. дан)            | избачена (310. дан)            | избачена (310. дан)            | избачена (310. дан)            | избачена (310. дан)            | избачена (310. дан)            | избачена (310. дан)            | избачена (310. дан)            | избачена (310. дан)            | избачена (310. дан)            | избачена (310. дан)            | избачена (310. дан)            | избачена (310. дан)            |
| Слађа                              | Анђела            | потрчко                    | Ћуба                       | Терза                      | Мимас                      | Стефан Ко.                 | Ена                        | нема номинације              | Јелена                       | Миљана                     | Александра В. Иван          | Пеја                        | нема номинације                | Ана С. Терза                   | Теодора                    | Анели                      | нема номинације            | Александра Н.              | Анели                      | Урош Р.                    | Гастоз                     | Драгана                    | Софија                     | Александра Н.                  | Матора                     | нема номинације            | Милован Софија             | Милена                     | Ена Муњез                  | Ена Марко Ђ.               | Сандра Бебица              | Сандра                     | Сандра                     | Драгана                    | Гастоз Ена                 | нема номинације            | Ена                        | Марко С.                   | Теодора                    | Анели                      | Гастоз                     | Гастоз                     | Сандра                     | Гастоз                     | избачена (310. дан)            | избачена (310. дан)            | избачена (310. дан)            | избачена (310. дан)            | избачена (310. дан)            | избачена (310. дан)            | избачена (310. дан)            | избачена (310. дан)            | избачена (310. дан)            | избачена (310. дан)            | избачена (310. дан)            | избачена (310. дан)            | избачена (310. дан)            | избачена (310. дан)            | избачена (310. дан)            | избачена (310. дан)            | избачена (310. дан)            | избачена (310. дан)            | избачена (310. дан)            | избачена (310. дан)            | избачена (310. дан)            | избачена (310. дан)            | избачена (310. дан)            | избачена (310. дан)            | избачена (310. дан)            | избачена (310. дан)            | избачена (310. дан)            | избачена (310. дан)            | избачена (310. дан)            | избачена (310. дан)            | избачена (310. дан)            | избачена (310. дан)            | избачена (310. дан)            | избачена (310. дан)            | избачена (310. дан)            | избачена (310. дан)            | избачена (310. дан)            | избачена (310. дан)            | избачена (310. дан)            | избачена (310. дан)            | избачена (310. дан)            | избачена (310. дан)            | избачена (310. дан)            | избачена (310. дан)            | избачена (310. дан)            | избачена (310. дан)            | избачена (310. дан)            | избачена (310. дан)            | избачена (310. дан)            | избачена (310. дан)            | избачена (310. дан)            | избачена (310. дан)            | избачена (310. дан)            | избачена (310. дан)            | избачена (310. дан)            | избачена (310. дан)            | избачена (310. дан)            | избачена (310. дан)            | избачена (310. дан)            | избачена (310. дан)            | избачена (310. дан)            | избачена (310. дан)            | избачена (310. дан)            | избачена (310. дан)            | избачена (310. дан)            | избачена (310. дан)            | избачена (310. дан)            | избачена (310. дан)            | избачена (310. дан)            | избачена (310. дан)            | избачена (310. дан)            | избачена (310. дан)            | избачена (310. дан)            | избачена (310. дан)            | избачена (310. дан)            | избачена (310. дан)            | избачена (310. дан)            | избачена (310. дан)            | избачена (310. дан)            | избачена (310. дан)            | избачена (310. дан)            | избачена (310. дан)            | избачена (310. дан)            | избачена (310. дан)            | избачена (310. дан)            | избачена (310. дан)            | избачена (310. дан)            | избачена (310. дан)            | избачена (310. дан)            | избачена (310. дан)            | избачена (310. дан)            | избачена (310. дан)            | избачена (310. дан)            | избачена (310. дан)            | избачена (310. дан)            | избачена (310. дан)            | избачена (310. дан)            | избачена (310. дан)            | избачена (310. дан)            | избачена (310. дан)            |
| Кристина Б.                        | Матеја            | Никола Ш.                  | Марко З.                   | Терза                      | Никола Г.                  | Стефан Ко.                 | Ена                        | нема номинације              | Урош Р.                      | Миљана                     | Иван                        | Пеја                        | нема номинације                | Муњез Терза                    | Теодора                    | Пеја                       | нема номинације            | Милован                    | Матеја                     | Урош Р.                    | Гастоз                     | Терза                      | Терза                      | Александра Н.                  | Марко Ђ.                   | нема номинације            | Гастоз                     | нема номинације            | Муњез                      | Анели                      | Бебица                     | Драгана Лука В.            | Лука В.                    | Јорданка Драгана           | Драгана Ена                | нема номинације            | Пеја                       | Софија                     | Матора Терза               | Ена                        | Гастоз                     | Анђела                     | Анђела Лука В.             | Гастоз                     | избачена (309. дан)            | избачена (309. дан)            | избачена (309. дан)            | избачена (309. дан)            | избачена (309. дан)            | избачена (309. дан)            | избачена (309. дан)            | избачена (309. дан)            | избачена (309. дан)            | избачена (309. дан)            | избачена (309. дан)            | избачена (309. дан)            | избачена (309. дан)            | избачена (309. дан)            | избачена (309. дан)            | избачена (309. дан)            | избачена (309. дан)            | избачена (309. дан)            | избачена (309. дан)            | избачена (309. дан)            | избачена (309. дан)            | избачена (309. дан)            | избачена (309. дан)            | избачена (309. дан)            | избачена (309. дан)            | избачена (309. дан)            | избачена (309. дан)            | избачена (309. дан)            | избачена (309. дан)            | избачена (309. дан)            | избачена (309. дан)            | избачена (309. дан)            | избачена (309. дан)            | избачена (309. дан)            | избачена (309. дан)            | избачена (309. дан)            | избачена (309. дан)            | избачена (309. дан)            | избачена (309. дан)            | избачена (309. дан)            | избачена (309. дан)            | избачена (309. дан)            | избачена (309. дан)            | избачена (309. дан)            | избачена (309. дан)            | избачена (309. дан)            | избачена (309. дан)            | избачена (309. дан)            | избачена (309. дан)            | избачена (309. дан)            | избачена (309. дан)            | избачена (309. дан)            | избачена (309. дан)            | избачена (309. дан)            | избачена (309. дан)            | избачена (309. дан)            | избачена (309. дан)            | избачена (309. дан)            | избачена (309. дан)            | избачена (309. дан)            | избачена (309. дан)            | избачена (309. дан)            | избачена (309. дан)            | избачена (309. дан)            | избачена (309. дан)            | избачена (309. дан)            | избачена (309. дан)            | избачена (309. дан)            | избачена (309. дан)            | избачена (309. дан)            | избачена (309. дан)            | избачена (309. дан)            | избачена (309. дан)            | избачена (309. дан)            | избачена (309. дан)            | избачена (309. дан)            | избачена (309. дан)            | избачена (309. дан)            | избачена (309. дан)            | избачена (309. дан)            | избачена (309. дан)            | избачена (309. дан)            | избачена (309. дан)            | избачена (309. дан)            | избачена (309. дан)            | избачена (309. дан)            | избачена (309. дан)            | избачена (309. дан)            | избачена (309. дан)            | избачена (309. дан)            | избачена (309. дан)            | избачена (309. дан)            | избачена (309. дан)            | избачена (309. дан)            | избачена (309. дан)            | избачена (309. дан)            | избачена (309. дан)            | избачена (309. дан)            | избачена (309. дан)            | избачена (309. дан)            |
| Јелена                             | Матеја            | Слађа                      | Милена Марко З.            | Терза                      | Никола Г.                  | Стефан Ко.                 | Стефан Ка.                 | потрчко                      | потрчко                      | Миљана                     | Анели Иван                  | Александра Н. Пеја          | нема номинације                | Софија                         | Лука В.                    | Анели                      | нема номинације            | Александра Н.              | Матеја                     | потрчко                    | Гастоз                     | Драгана                    | Ђоле Софија                | Матора Александра Н.           | Матора                     | нема номинације            | Гастоз                     | нема номинације            | Муњез                      | Марко Ђ.                   | Александра Н.              | Лука В.                    | Сандра                     | Матора                     | Ена                        | нема номинације            | Ена                        | Марко С.                   | Терза                      | Анели                      | Гастоз                     | Гастоз                     | Лука В.                    | избачена (302. дан)        | избачена (302. дан)            | избачена (302. дан)            | избачена (302. дан)            | избачена (302. дан)            | избачена (302. дан)            | избачена (302. дан)            | избачена (302. дан)            | избачена (302. дан)            | избачена (302. дан)            | избачена (302. дан)            | избачена (302. дан)            | избачена (302. дан)            | избачена (302. дан)            | избачена (302. дан)            | избачена (302. дан)            | избачена (302. дан)            | избачена (302. дан)            | избачена (302. дан)            | избачена (302. дан)            | избачена (302. дан)            | избачена (302. дан)            | избачена (302. дан)            | избачена (302. дан)            | избачена (302. дан)            | избачена (302. дан)            | избачена (302. дан)            | избачена (302. дан)            | избачена (302. дан)            | избачена (302. дан)            | избачена (302. дан)            | избачена (302. дан)            | избачена (302. дан)            | избачена (302. дан)            | избачена (302. дан)            | избачена (302. дан)            | избачена (302. дан)            | избачена (302. дан)            | избачена (302. дан)            | избачена (302. дан)            | избачена (302. дан)            | избачена (302. дан)            | избачена (302. дан)            | избачена (302. дан)            | избачена (302. дан)            | избачена (302. дан)            | избачена (302. дан)            | избачена (302. дан)            | избачена (302. дан)            | избачена (302. дан)            | избачена (302. дан)            | избачена (302. дан)            | избачена (302. дан)            | избачена (302. дан)            | избачена (302. дан)            | избачена (302. дан)            | избачена (302. дан)            | избачена (302. дан)            | избачена (302. дан)            | избачена (302. дан)            | избачена (302. дан)            | избачена (302. дан)            | избачена (302. дан)            | избачена (302. дан)            | избачена (302. дан)            | избачена (302. дан)            | избачена (302. дан)            | избачена (302. дан)            | избачена (302. дан)            | избачена (302. дан)            | избачена (302. дан)            | избачена (302. дан)            | избачена (302. дан)            | избачена (302. дан)            | избачена (302. дан)            | избачена (302. дан)            | избачена (302. дан)            | избачена (302. дан)            | избачена (302. дан)            | избачена (302. дан)            | избачена (302. дан)            | избачена (302. дан)            | избачена (302. дан)            | избачена (302. дан)            | избачена (302. дан)            | избачена (302. дан)            | избачена (302. дан)            | избачена (302. дан)            | избачена (302. дан)            | избачена (302. дан)            | избачена (302. дан)            | избачена (302. дан)            | избачена (302. дан)            | избачена (302. дан)            | избачена (302. дан)            | избачена (302. дан)            | избачена (302. дан)            | избачена (302. дан)            | избачена (302. дан)            | избачена (302. дан)            |                                |
| Матеа                              | Бебица Матеја     | Никола Ш.                  | Марко З.                   | Терза                      | Мимас                      | Урош С.                    | Ена                        | нема номинације              | Јелена                       | потрчко                    | Иваниа Александра Н.        | Пеја                        | нема номинације                | Терза                          | Теодора                    | Анели                      | нема номинације            | Милован                    | Матеја                     | Урош Р.                    | Гастоз                     | Драгана                    | Терза                      | Александра Н.                  | Матора                     | нема номинације            | Гастоз                     | нема номинације            | Муњез                      | Анели                      | Александра Н.              | Лука В.                    | Сања Лука В.               | Урош С. Драгана            | Ена                        | нема номинације            | Ена                        | Марко С.                   | Терза                      | Анели                      | Гастоз                     | Гастоз                     | избачена (295. дан)        | избачена (295. дан)        | избачена (295. дан)            | избачена (295. дан)            | избачена (295. дан)            | избачена (295. дан)            | избачена (295. дан)            | избачена (295. дан)            | избачена (295. дан)            | избачена (295. дан)            | избачена (295. дан)            | избачена (295. дан)            | избачена (295. дан)            | избачена (295. дан)            | избачена (295. дан)            | избачена (295. дан)            | избачена (295. дан)            | избачена (295. дан)            | избачена (295. дан)            | избачена (295. дан)            | избачена (295. дан)            | избачена (295. дан)            | избачена (295. дан)            | избачена (295. дан)            | избачена (295. дан)            | избачена (295. дан)            | избачена (295. дан)            | избачена (295. дан)            | избачена (295. дан)            | избачена (295. дан)            | избачена (295. дан)            | избачена (295. дан)            | избачена (295. дан)            | избачена (295. дан)            | избачена (295. дан)            | избачена (295. дан)            | избачена (295. дан)            | избачена (295. дан)            | избачена (295. дан)            | избачена (295. дан)            | избачена (295. дан)            | избачена (295. дан)            | избачена (295. дан)            | избачена (295. дан)            | избачена (295. дан)            | избачена (295. дан)            | избачена (295. дан)            | избачена (295. дан)            | избачена (295. дан)            | избачена (295. дан)            | избачена (295. дан)            | избачена (295. дан)            | избачена (295. дан)            | избачена (295. дан)            | избачена (295. дан)            | избачена (295. дан)            | избачена (295. дан)            | избачена (295. дан)            | избачена (295. дан)            | избачена (295. дан)            | избачена (295. дан)            | избачена (295. дан)            | избачена (295. дан)            | избачена (295. дан)            | избачена (295. дан)            | избачена (295. дан)            | избачена (295. дан)            | избачена (295. дан)            | избачена (295. дан)            | избачена (295. дан)            | избачена (295. дан)            | избачена (295. дан)            | избачена (295. дан)            | избачена (295. дан)            | избачена (295. дан)            | избачена (295. дан)            | избачена (295. дан)            | избачена (295. дан)            | избачена (295. дан)            | избачена (295. дан)            | избачена (295. дан)            | избачена (295. дан)            | избачена (295. дан)            | избачена (295. дан)            | избачена (295. дан)            | избачена (295. дан)            | избачена (295. дан)            | избачена (295. дан)            | избачена (295. дан)            | избачена (295. дан)            | избачена (295. дан)            | избачена (295. дан)            | избачена (295. дан)            | избачена (295. дан)            | избачена (295. дан)            | избачена (295. дан)            | избачена (295. дан)            | избачена (295. дан)            | избачена (295. дан)            | избачена (295. дан)            |                                |                                |
| Никола Г.                          | Анђела            | Никола Ш.                  | Милош Р. Марко З.          | Терза                      | потрчко                    | Урош С.                    | Ена                        | нема номинације              | Урош Р.                      | Матеа                      | Иван                        | Божо Пеја                   | нема номинације                | Терза                          | Лука В.                    | Анели                      | нема номинације            | Милован                    | Анели                      | Стефан Ко. Урош Р.         | Анђела                     | Драгана                    | Софија                     | Александра Н.                  | Марко Ђ.                   | нема номинације            | Софија                     | Кристина Б.                | Кристина Б. Муњез          | Дачо Марко Ђ.              | Бебица                     | Лука В.                    | Сандра                     | Матора                     | Ена                        | нема номинације            | Ена                        | Марко С.                   | Терза                      | Кристина Б. Ена            | Гастоз                     | избачен (288. дан)         | избачен (288. дан)         | избачен (288. дан)         | избачен (288. дан)             | избачен (288. дан)             | избачен (288. дан)             | избачен (288. дан)             | избачен (288. дан)             | избачен (288. дан)             | избачен (288. дан)             | избачен (288. дан)             | избачен (288. дан)             | избачен (288. дан)             | избачен (288. дан)             | избачен (288. дан)             | избачен (288. дан)             | избачен (288. дан)             | избачен (288. дан)             | избачен (288. дан)             | избачен (288. дан)             | избачен (288. дан)             | избачен (288. дан)             | избачен (288. дан)             | избачен (288. дан)             | избачен (288. дан)             | избачен (288. дан)             | избачен (288. дан)             | избачен (288. дан)             | избачен (288. дан)             | избачен (288. дан)             | избачен (288. дан)             | избачен (288. дан)             | избачен (288. дан)             | избачен (288. дан)             | избачен (288. дан)             | избачен (288. дан)             | избачен (288. дан)             | избачен (288. дан)             | избачен (288. дан)             | избачен (288. дан)             | избачен (288. дан)             | избачен (288. дан)             | избачен (288. дан)             | избачен (288. дан)             | избачен (288. дан)             | избачен (288. дан)             | избачен (288. дан)             | избачен (288. дан)             | избачен (288. дан)             | избачен (288. дан)             | избачен (288. дан)             | избачен (288. дан)             | избачен (288. дан)             | избачен (288. дан)             | избачен (288. дан)             | избачен (288. дан)             | избачен (288. дан)             | избачен (288. дан)             | избачен (288. дан)             | избачен (288. дан)             | избачен (288. дан)             | избачен (288. дан)             | избачен (288. дан)             | избачен (288. дан)             | избачен (288. дан)             | избачен (288. дан)             | избачен (288. дан)             | избачен (288. дан)             | избачен (288. дан)             | избачен (288. дан)             | избачен (288. дан)             | избачен (288. дан)             | избачен (288. дан)             | избачен (288. дан)             | избачен (288. дан)             | избачен (288. дан)             | избачен (288. дан)             | избачен (288. дан)             | избачен (288. дан)             | избачен (288. дан)             | избачен (288. дан)             | избачен (288. дан)             | избачен (288. дан)             | избачен (288. дан)             | избачен (288. дан)             | избачен (288. дан)             | избачен (288. дан)             | избачен (288. дан)             | избачен (288. дан)             | избачен (288. дан)             | избачен (288. дан)             | избачен (288. дан)             | избачен (288. дан)             | избачен (288. дан)             | избачен (288. дан)             | избачен (288. дан)             | избачен (288. дан)             | избачен (288. дан)             | избачен (288. дан)             | избачен (288. дан)             |                                |                                |                                |
| Марко Ђ.                           | није био у кући   | није био у кући            | није био у кући            | није био у кући            | није био у кући            | није био у кући            | није био у кући            | није био у кући              | Урош Р.                      | Матеа                      | Иван                        | Пеја                        | нема номинације                | Софија                         | Лука В.                    | Пеја                       | нема номинације            | Милован                    | Матеја                     | Кристина Б. Урош Р.        | Гастоз                     | Драгана                    | Софија                     | Александра Н.                  | потрчко                    | нема номинације            | Гастоз                     | нема номинације            | Муњез                      | потрчко                    | Матора Бебица              | Лука В.                    | Сандра                     | Матора                     | Ена                        | нема номинације            | Пеја                       | Кристина Б. Софија         | Теодора                    | Ена                        | изашао (286. дан)          | изашао (286. дан)          | изашао (286. дан)          | изашао (286. дан)          | изашао (286. дан)              | изашао (286. дан)              | изашао (286. дан)              | изашао (286. дан)              | изашао (286. дан)              | изашао (286. дан)              | изашао (286. дан)              | изашао (286. дан)              | изашао (286. дан)              | изашао (286. дан)              | изашао (286. дан)              | изашао (286. дан)              | изашао (286. дан)              | изашао (286. дан)              | изашао (286. дан)              | изашао (286. дан)              | изашао (286. дан)              | изашао (286. дан)              | изашао (286. дан)              | изашао (286. дан)              | изашао (286. дан)              | изашао (286. дан)              | изашао (286. дан)              | изашао (286. дан)              | изашао (286. дан)              | изашао (286. дан)              | изашао (286. дан)              | изашао (286. дан)              | изашао (286. дан)              | изашао (286. дан)              | изашао (286. дан)              | изашао (286. дан)              | изашао (286. дан)              | изашао (286. дан)              | изашао (286. дан)              | изашао (286. дан)              | изашао (286. дан)              | изашао (286. дан)              | изашао (286. дан)              | изашао (286. дан)              | изашао (286. дан)              | изашао (286. дан)              | изашао (286. дан)              | изашао (286. дан)              | изашао (286. дан)              | изашао (286. дан)              | изашао (286. дан)              | изашао (286. дан)              | изашао (286. дан)              | изашао (286. дан)              | изашао (286. дан)              | изашао (286. дан)              | изашао (286. дан)              | изашао (286. дан)              | изашао (286. дан)              | изашао (286. дан)              | изашао (286. дан)              | изашао (286. дан)              | изашао (286. дан)              | изашао (286. дан)              | изашао (286. дан)              | изашао (286. дан)              | изашао (286. дан)              | изашао (286. дан)              | изашао (286. дан)              | изашао (286. дан)              | изашао (286. дан)              | изашао (286. дан)              | изашао (286. дан)              | изашао (286. дан)              | изашао (286. дан)              | изашао (286. дан)              | изашао (286. дан)              | изашао (286. дан)              | изашао (286. дан)              | изашао (286. дан)              | изашао (286. дан)              | изашао (286. дан)              | изашао (286. дан)              | изашао (286. дан)              | изашао (286. дан)              | изашао (286. дан)              | изашао (286. дан)              | изашао (286. дан)              | изашао (286. дан)              | изашао (286. дан)              | изашао (286. дан)              | изашао (286. дан)              | изашао (286. дан)              | изашао (286. дан)              | изашао (286. дан)              | изашао (286. дан)              | изашао (286. дан)              | изашао (286. дан)              | изашао (286. дан)              | изашао (286. дан)              |                                |                                |                                |                                |
| Мрвица                             | Анђела            | Никола Ш.                  | Марко З.                   | Терза                      | Никола Г.                  | Урош С.                    | Муњез Ена                  | нема номинације              | Урош Р.                      | Миљана                     | Александра Н.               | Ена                         | нема номинације                | Јорданка Терза                 | Лука В.                    | Пеја                       | нема номинације            | Милован                    | Матеја                     | Урош Р.                    | Гастоз                     | Драгана                    | Софија                     | Стефан Ка.                     | Матора                     | нема номинације            | Софија                     | нема номинације            | Муњез                      | Анели                      | Бебица                     | Слађа Сандра               | Сандра                     | Матора                     | Ена                        | нема номинације            | Ена                        | Софија                     | Теодора                    | Ена                        | избачена (281. дан)        | избачена (281. дан)        | избачена (281. дан)        | избачена (281. дан)        | избачена (281. дан)            | избачена (281. дан)            | избачена (281. дан)            | избачена (281. дан)            | избачена (281. дан)            | избачена (281. дан)            | избачена (281. дан)            | избачена (281. дан)            | избачена (281. дан)            | избачена (281. дан)            | избачена (281. дан)            | избачена (281. дан)            | избачена (281. дан)            | избачена (281. дан)            | избачена (281. дан)            | избачена (281. дан)            | избачена (281. дан)            | избачена (281. дан)            | избачена (281. дан)            | избачена (281. дан)            | избачена (281. дан)            | избачена (281. дан)            | избачена (281. дан)            | избачена (281. дан)            | избачена (281. дан)            | избачена (281. дан)            | избачена (281. дан)            | избачена (281. дан)            | избачена (281. дан)            | избачена (281. дан)            | избачена (281. дан)            | избачена (281. дан)            | избачена (281. дан)            | избачена (281. дан)            | избачена (281. дан)            | избачена (281. дан)            | избачена (281. дан)            | избачена (281. дан)            | избачена (281. дан)            | избачена (281. дан)            | избачена (281. дан)            | избачена (281. дан)            | избачена (281. дан)            | избачена (281. дан)            | избачена (281. дан)            | избачена (281. дан)            | избачена (281. дан)            | избачена (281. дан)            | избачена (281. дан)            | избачена (281. дан)            | избачена (281. дан)            | избачена (281. дан)            | избачена (281. дан)            | избачена (281. дан)            | избачена (281. дан)            | избачена (281. дан)            | избачена (281. дан)            | избачена (281. дан)            | избачена (281. дан)            | избачена (281. дан)            | избачена (281. дан)            | избачена (281. дан)            | избачена (281. дан)            | избачена (281. дан)            | избачена (281. дан)            | избачена (281. дан)            | избачена (281. дан)            | избачена (281. дан)            | избачена (281. дан)            | избачена (281. дан)            | избачена (281. дан)            | избачена (281. дан)            | избачена (281. дан)            | избачена (281. дан)            | избачена (281. дан)            | избачена (281. дан)            | избачена (281. дан)            | избачена (281. дан)            | избачена (281. дан)            | избачена (281. дан)            | избачена (281. дан)            | избачена (281. дан)            | избачена (281. дан)            | избачена (281. дан)            | избачена (281. дан)            | избачена (281. дан)            | избачена (281. дан)            | избачена (281. дан)            | избачена (281. дан)            | избачена (281. дан)            | избачена (281. дан)            | избачена (281. дан)            | избачена (281. дан)            | избачена (281. дан)            | избачена (281. дан)            | избачена (281. дан)            |                                |                                |                                |                                |
| Иваниа                             | није била у кући  | није била у кући           | није била у кући           | није била у кући           | није била у кући           | није била у кући           | није била у кући           | није била у кући             | Јелена                       | Матеа                      | Иван                        | Ена                         | нема номинације                | Анели Софија                   | Теодора                    | Анели                      | нема номинације            | Милован                    | Анели                      | Јелена                     | Гастоз                     | Терза                      | Софија                     | Александра Н.                  | Марко Ђ.                   | нема номинације            | Урош С. Гастоз             | нема номинације            | Муњез                      | Марко Ђ.                   | Бебица                     | Лука В.                    | Сандра                     | Матора                     | Терза                      | нема номинације            | Ена                        | Софија                     | Теодора                    | избачена (274. дан)        | избачена (274. дан)        | избачена (274. дан)        | избачена (274. дан)        | избачена (274. дан)        | избачена (274. дан)            | избачена (274. дан)            | избачена (274. дан)            | избачена (274. дан)            | избачена (274. дан)            | избачена (274. дан)            | избачена (274. дан)            | избачена (274. дан)            | избачена (274. дан)            | избачена (274. дан)            | избачена (274. дан)            | избачена (274. дан)            | избачена (274. дан)            | избачена (274. дан)            | избачена (274. дан)            | избачена (274. дан)            | избачена (274. дан)            | избачена (274. дан)            | избачена (274. дан)            | избачена (274. дан)            | избачена (274. дан)            | избачена (274. дан)            | избачена (274. дан)            | избачена (274. дан)            | избачена (274. дан)            | избачена (274. дан)            | избачена (274. дан)            | избачена (274. дан)            | избачена (274. дан)            | избачена (274. дан)            | избачена (274. дан)            | избачена (274. дан)            | избачена (274. дан)            | избачена (274. дан)            | избачена (274. дан)            | избачена (274. дан)            | избачена (274. дан)            | избачена (274. дан)            | избачена (274. дан)            | избачена (274. дан)            | избачена (274. дан)            | избачена (274. дан)            | избачена (274. дан)            | избачена (274. дан)            | избачена (274. дан)            | избачена (274. дан)            | избачена (274. дан)            | избачена (274. дан)            | избачена (274. дан)            | избачена (274. дан)            | избачена (274. дан)            | избачена (274. дан)            | избачена (274. дан)            | избачена (274. дан)            | избачена (274. дан)            | избачена (274. дан)            | избачена (274. дан)            | избачена (274. дан)            | избачена (274. дан)            | избачена (274. дан)            | избачена (274. дан)            | избачена (274. дан)            | избачена (274. дан)            | избачена (274. дан)            | избачена (274. дан)            | избачена (274. дан)            | избачена (274. дан)            | избачена (274. дан)            | избачена (274. дан)            | избачена (274. дан)            | избачена (274. дан)            | избачена (274. дан)            | избачена (274. дан)            | избачена (274. дан)            | избачена (274. дан)            | избачена (274. дан)            | избачена (274. дан)            | избачена (274. дан)            | избачена (274. дан)            | избачена (274. дан)            | избачена (274. дан)            | избачена (274. дан)            | избачена (274. дан)            | избачена (274. дан)            | избачена (274. дан)            | избачена (274. дан)            | избачена (274. дан)            | избачена (274. дан)            | избачена (274. дан)            | избачена (274. дан)            | избачена (274. дан)            | избачена (274. дан)            | избачена (274. дан)            | избачена (274. дан)            | избачена (274. дан)            |                                |                                |                                |                                |                                |
| Ђоле                               | Матеја            | Никола Ш.                  | Ћуба                       | Ћуба Терза                 | Никола Г.                  | Урош С.                    | Ена                        | нема номинације              | Урош Р.                      | Миљана                     | Иван                        | Ена                         | нема номинације                | Софија                         | Теодора                    | Анели                      | нема номинације            | Милован                    | Анели                      | Урош Р.                    | Гастоз                     | Терза                      | Софија                     | Александра Н.                  | Марко Ђ.                   | нема номинације            | Софија                     | нема номинације            | Стефани                    | Марко Ђ.                   | Бебица                     | Сандра                     | Сандра                     | Матора                     | Ена                        | нема номинације            | Ена                        | Кристина Б. Софија         | избачен (267. дан)         | избачен (267. дан)         | избачен (267. дан)         | избачен (267. дан)         | избачен (267. дан)         | избачен (267. дан)         | избачен (267. дан)             | избачен (267. дан)             | избачен (267. дан)             | избачен (267. дан)             | избачен (267. дан)             | избачен (267. дан)             | избачен (267. дан)             | избачен (267. дан)             | избачен (267. дан)             | избачен (267. дан)             | избачен (267. дан)             | избачен (267. дан)             | избачен (267. дан)             | избачен (267. дан)             | избачен (267. дан)             | избачен (267. дан)             | избачен (267. дан)             | избачен (267. дан)             | избачен (267. дан)             | избачен (267. дан)             | избачен (267. дан)             | избачен (267. дан)             | избачен (267. дан)             | избачен (267. дан)             | избачен (267. дан)             | избачен (267. дан)             | избачен (267. дан)             | избачен (267. дан)             | избачен (267. дан)             | избачен (267. дан)             | избачен (267. дан)             | избачен (267. дан)             | избачен (267. дан)             | избачен (267. дан)             | избачен (267. дан)             | избачен (267. дан)             | избачен (267. дан)             | избачен (267. дан)             | избачен (267. дан)             | избачен (267. дан)             | избачен (267. дан)             | избачен (267. дан)             | избачен (267. дан)             | избачен (267. дан)             | избачен (267. дан)             | избачен (267. дан)             | избачен (267. дан)             | избачен (267. дан)             | избачен (267. дан)             | избачен (267. дан)             | избачен (267. дан)             | избачен (267. дан)             | избачен (267. дан)             | избачен (267. дан)             | избачен (267. дан)             | избачен (267. дан)             | избачен (267. дан)             | избачен (267. дан)             | избачен (267. дан)             | избачен (267. дан)             | избачен (267. дан)             | избачен (267. дан)             | избачен (267. дан)             | избачен (267. дан)             | избачен (267. дан)             | избачен (267. дан)             | избачен (267. дан)             | избачен (267. дан)             | избачен (267. дан)             | избачен (267. дан)             | избачен (267. дан)             | избачен (267. дан)             | избачен (267. дан)             | избачен (267. дан)             | избачен (267. дан)             | избачен (267. дан)             | избачен (267. дан)             | избачен (267. дан)             | избачен (267. дан)             | избачен (267. дан)             | избачен (267. дан)             | избачен (267. дан)             | избачен (267. дан)             | избачен (267. дан)             | избачен (267. дан)             | избачен (267. дан)             | избачен (267. дан)             | избачен (267. дан)             | избачен (267. дан)             | избачен (267. дан)             | избачен (267. дан)             | избачен (267. дан)             | избачен (267. дан)             | избачен (267. дан)             |                                |                                |                                |                                |                                |                                |
| Зола                               | није био у кући   | није био у кући            | није био у кући            | није био у кући            | није био у кући            | није био у кући            | није био у кући            | није био у кући              | није био у кући              | није био у кући            | није био у кући             | није био у кући             | није био у кући                | није био у кући                | није био у кући            | није био у кући            | није био у кући            | није био у кући            | није био у кући            | није био у кући            | није био у кући            | није био у кући            | није био у кући            | није био у кући                | није био у кући            | није био у кући            | није био у кући            | нема номинације            | Муњез                      | Анели                      | Бебица                     | Сандра                     | Сандра                     | Драгана                    | Ена                        | нема номинације            | Ена                        | избачен (260. дан)         | избачен (260. дан)         | избачен (260. дан)         | избачен (260. дан)         | избачен (260. дан)         | избачен (260. дан)         | избачен (260. дан)         | избачен (260. дан)             | избачен (260. дан)             | избачен (260. дан)             | избачен (260. дан)             | избачен (260. дан)             | избачен (260. дан)             | избачен (260. дан)             | избачен (260. дан)             | избачен (260. дан)             | избачен (260. дан)             | избачен (260. дан)             | избачен (260. дан)             | избачен (260. дан)             | избачен (260. дан)             | избачен (260. дан)             | избачен (260. дан)             | избачен (260. дан)             | избачен (260. дан)             | избачен (260. дан)             | избачен (260. дан)             | избачен (260. дан)             | избачен (260. дан)             | избачен (260. дан)             | избачен (260. дан)             | избачен (260. дан)             | избачен (260. дан)             | избачен (260. дан)             | избачен (260. дан)             | избачен (260. дан)             | избачен (260. дан)             | избачен (260. дан)             | избачен (260. дан)             | избачен (260. дан)             | избачен (260. дан)             | избачен (260. дан)             | избачен (260. дан)             | избачен (260. дан)             | избачен (260. дан)             | избачен (260. дан)             | избачен (260. дан)             | избачен (260. дан)             | избачен (260. дан)             | избачен (260. дан)             | избачен (260. дан)             | избачен (260. дан)             | избачен (260. дан)             | избачен (260. дан)             | избачен (260. дан)             | избачен (260. дан)             | избачен (260. дан)             | избачен (260. дан)             | избачен (260. дан)             | избачен (260. дан)             | избачен (260. дан)             | избачен (260. дан)             | избачен (260. дан)             | избачен (260. дан)             | избачен (260. дан)             | избачен (260. дан)             | избачен (260. дан)             | избачен (260. дан)             | избачен (260. дан)             | избачен (260. дан)             | избачен (260. дан)             | избачен (260. дан)             | избачен (260. дан)             | избачен (260. дан)             | избачен (260. дан)             | избачен (260. дан)             | избачен (260. дан)             | избачен (260. дан)             | избачен (260. дан)             | избачен (260. дан)             | избачен (260. дан)             | избачен (260. дан)             | избачен (260. дан)             | избачен (260. дан)             | избачен (260. дан)             | избачен (260. дан)             | избачен (260. дан)             | избачен (260. дан)             | избачен (260. дан)             | избачен (260. дан)             | избачен (260. дан)             | избачен (260. дан)             | избачен (260. дан)             | избачен (260. дан)             | избачен (260. дан)             | избачен (260. дан)             | избачен (260. дан)             | избачен (260. дан)             | избачен (260. дан)             | избачен (260. дан)             |                                |                                |                                |                                |                                |                                |                                |
| Рада                               | није била у кући  | није била у кући           | није била у кући           | није била у кући           | није била у кући           | није била у кући           | није била у кући           | није била у кући             | није била у кући             | није била у кући           | није била у кући            | није била у кући            | није била у кући               | није била у кући               | није била у кући           | није била у кући           | није била у кући           | није била у кући           | није била у кући           | није била у кући           | није била у кући           | није била у кући           | није била у кући           | није била у кући               | није била у кући           | није била у кући           | није била у кући           | није била у кући           | није била у кући           | Анели                      | Бебица                     | Лука В.                    | Бранка Лука В.             | Драгана                    | Ена                        | нема номинације            | изашла (257. дан)          | изашла (257. дан)          | изашла (257. дан)          | изашла (257. дан)          | изашла (257. дан)          | изашла (257. дан)          | изашла (257. дан)          | изашла (257. дан)          | изашла (257. дан)              | изашла (257. дан)              | изашла (257. дан)              | изашла (257. дан)              | изашла (257. дан)              | изашла (257. дан)              | изашла (257. дан)              | изашла (257. дан)              | изашла (257. дан)              | изашла (257. дан)              | изашла (257. дан)              | изашла (257. дан)              | изашла (257. дан)              | изашла (257. дан)              | изашла (257. дан)              | изашла (257. дан)              | изашла (257. дан)              | изашла (257. дан)              | изашла (257. дан)              | изашла (257. дан)              | изашла (257. дан)              | изашла (257. дан)              | изашла (257. дан)              | изашла (257. дан)              | изашла (257. дан)              | изашла (257. дан)              | изашла (257. дан)              | изашла (257. дан)              | изашла (257. дан)              | изашла (257. дан)              | изашла (257. дан)              | изашла (257. дан)              | изашла (257. дан)              | изашла (257. дан)              | изашла (257. дан)              | изашла (257. дан)              | изашла (257. дан)              | изашла (257. дан)              | изашла (257. дан)              | изашла (257. дан)              | изашла (257. дан)              | изашла (257. дан)              | изашла (257. дан)              | изашла (257. дан)              | изашла (257. дан)              | изашла (257. дан)              | изашла (257. дан)              | изашла (257. дан)              | изашла (257. дан)              | изашла (257. дан)              | изашла (257. дан)              | изашла (257. дан)              | изашла (257. дан)              | изашла (257. дан)              | изашла (257. дан)              | изашла (257. дан)              | изашла (257. дан)              | изашла (257. дан)              | изашла (257. дан)              | изашла (257. дан)              | изашла (257. дан)              | изашла (257. дан)              | изашла (257. дан)              | изашла (257. дан)              | изашла (257. дан)              | изашла (257. дан)              | изашла (257. дан)              | изашла (257. дан)              | изашла (257. дан)              | изашла (257. дан)              | изашла (257. дан)              | изашла (257. дан)              | изашла (257. дан)              | изашла (257. дан)              | изашла (257. дан)              | изашла (257. дан)              | изашла (257. дан)              | изашла (257. дан)              | изашла (257. дан)              | изашла (257. дан)              | изашла (257. дан)              | изашла (257. дан)              | изашла (257. дан)              | изашла (257. дан)              | изашла (257. дан)              | изашла (257. дан)              | изашла (257. дан)              | изашла (257. дан)              | изашла (257. дан)              | изашла (257. дан)              | изашла (257. дан)              | изашла (257. дан)              |                                |                                |                                |                                |                                |                                |                                |                                |
| Ана С.                             | Анђела            | Слађа                      | Марко З.                   | Марко З. Софија            | Мимас                      | Бранка Урош С.             | Анели Ена                  | нема номинације              | Урош Р.                      | Матеа                      | Александра Н.               | Ена                         | нема номинације                | Софија                         | Лука В.                    | Анели                      | нема номинације            | Милован                    | Анели                      | Урош Р.                    | Анђела                     | Драгана                    | Милица Д. Софија           | Милица Д. Александра Н.        | Матора                     | нема номинације            | Софија                     | нема номинације            | Стефани                    | Анели                      | Бебица                     | Ана Н. Лука В.             | Лука В.                    | Матора                     | Ена                        | избачена (246. дан)        | избачена (246. дан)        | избачена (246. дан)        | избачена (246. дан)        | избачена (246. дан)        | избачена (246. дан)        | избачена (246. дан)        | избачена (246. дан)        | избачена (246. дан)        | избачена (246. дан)            | избачена (246. дан)            | избачена (246. дан)            | избачена (246. дан)            | избачена (246. дан)            | избачена (246. дан)            | избачена (246. дан)            | избачена (246. дан)            | избачена (246. дан)            | избачена (246. дан)            | избачена (246. дан)            | избачена (246. дан)            | избачена (246. дан)            | избачена (246. дан)            | избачена (246. дан)            | избачена (246. дан)            | избачена (246. дан)            | избачена (246. дан)            | избачена (246. дан)            | избачена (246. дан)            | избачена (246. дан)            | избачена (246. дан)            | избачена (246. дан)            | избачена (246. дан)            | избачена (246. дан)            | избачена (246. дан)            | избачена (246. дан)            | избачена (246. дан)            | избачена (246. дан)            | избачена (246. дан)            | избачена (246. дан)            | избачена (246. дан)            | избачена (246. дан)            | избачена (246. дан)            | избачена (246. дан)            | избачена (246. дан)            | избачена (246. дан)            | избачена (246. дан)            | избачена (246. дан)            | избачена (246. дан)            | избачена (246. дан)            | избачена (246. дан)            | избачена (246. дан)            | избачена (246. дан)            | избачена (246. дан)            | избачена (246. дан)            | избачена (246. дан)            | избачена (246. дан)            | избачена (246. дан)            | избачена (246. дан)            | избачена (246. дан)            | избачена (246. дан)            | избачена (246. дан)            | избачена (246. дан)            | избачена (246. дан)            | избачена (246. дан)            | избачена (246. дан)            | избачена (246. дан)            | избачена (246. дан)            | избачена (246. дан)            | избачена (246. дан)            | избачена (246. дан)            | избачена (246. дан)            | избачена (246. дан)            | избачена (246. дан)            | избачена (246. дан)            | избачена (246. дан)            | избачена (246. дан)            | избачена (246. дан)            | избачена (246. дан)            | избачена (246. дан)            | избачена (246. дан)            | избачена (246. дан)            | избачена (246. дан)            | избачена (246. дан)            | избачена (246. дан)            | избачена (246. дан)            | избачена (246. дан)            | избачена (246. дан)            | избачена (246. дан)            | избачена (246. дан)            | избачена (246. дан)            | избачена (246. дан)            | избачена (246. дан)            | избачена (246. дан)            | избачена (246. дан)            | избачена (246. дан)            | избачена (246. дан)            | избачена (246. дан)            | избачена (246. дан)            | избачена (246. дан)            |                                |                                |                                |                                |                                |                                |                                |                                |                                |
| Баки Б3                            | Матеја            | Никола Ш.                  | Ћуба                       | Терза                      | Никола Г.                  | Урош С.                    | Стефан Ка.                 | нема номинације              | Урош Р.                      | Миљана                     | Иван                        | Кристина Б. Ена             | нема номинације                | Терза                          | Теодора                    | Анели                      | нема номинације            | Милован                    | Анели                      | Урош Р.                    | Гастоз                     | Драгана                    | Софија                     | Александра Н.                  | Матора                     | нема номинације            | Гастоз                     | нема номинације            | Муњез                      | Марко Ђ.                   | Александра Н.              | Сандра                     | Сандра                     | Драгана                    | избачен (239. дан)         | избачен (239. дан)         | избачен (239. дан)         | избачен (239. дан)         | избачен (239. дан)         | избачен (239. дан)         | избачен (239. дан)         | избачен (239. дан)         | избачен (239. дан)         | избачен (239. дан)         | избачен (239. дан)             | избачен (239. дан)             | избачен (239. дан)             | избачен (239. дан)             | избачен (239. дан)             | избачен (239. дан)             | избачен (239. дан)             | избачен (239. дан)             | избачен (239. дан)             | избачен (239. дан)             | избачен (239. дан)             | избачен (239. дан)             | избачен (239. дан)             | избачен (239. дан)             | избачен (239. дан)             | избачен (239. дан)             | избачен (239. дан)             | избачен (239. дан)             | избачен (239. дан)             | избачен (239. дан)             | избачен (239. дан)             | избачен (239. дан)             | избачен (239. дан)             | избачен (239. дан)             | избачен (239. дан)             | избачен (239. дан)             | избачен (239. дан)             | избачен (239. дан)             | избачен (239. дан)             | избачен (239. дан)             | избачен (239. дан)             | избачен (239. дан)             | избачен (239. дан)             | избачен (239. дан)             | избачен (239. дан)             | избачен (239. дан)             | избачен (239. дан)             | избачен (239. дан)             | избачен (239. дан)             | избачен (239. дан)             | избачен (239. дан)             | избачен (239. дан)             | избачен (239. дан)             | избачен (239. дан)             | избачен (239. дан)             | избачен (239. дан)             | избачен (239. дан)             | избачен (239. дан)             | избачен (239. дан)             | избачен (239. дан)             | избачен (239. дан)             | избачен (239. дан)             | избачен (239. дан)             | избачен (239. дан)             | избачен (239. дан)             | избачен (239. дан)             | избачен (239. дан)             | избачен (239. дан)             | избачен (239. дан)             | избачен (239. дан)             | избачен (239. дан)             | избачен (239. дан)             | избачен (239. дан)             | избачен (239. дан)             | избачен (239. дан)             | избачен (239. дан)             | избачен (239. дан)             | избачен (239. дан)             | избачен (239. дан)             | избачен (239. дан)             | избачен (239. дан)             | избачен (239. дан)             | избачен (239. дан)             | избачен (239. дан)             | избачен (239. дан)             | избачен (239. дан)             | избачен (239. дан)             | избачен (239. дан)             | избачен (239. дан)             | избачен (239. дан)             | избачен (239. дан)             | избачен (239. дан)             | избачен (239. дан)             | избачен (239. дан)             | избачен (239. дан)             | избачен (239. дан)             | избачен (239. дан)             | избачен (239. дан)             | избачен (239. дан)             | избачен (239. дан)             |                                |                                |                                |                                |                                |                                |                                |                                |                                |                                |
| Бранка                             | Анђела            | Никола Ш.                  | Ћуба                       | Софија                     | Мимас                      | Стефан Ко.                 | Лука М. Ена                | нема номинације              | Јелена                       | Миљана                     | Александра Н.               | Пеја                        | нема номинације                | Софија                         | Лука В.                    | Анели                      | нема номинације            | Александра Н.              | Матеја                     | Урош Р.                    | Гастоз                     | Драгана                    | Софија                     | Александра Н.                  | Матора                     | нема номинације            | Драгана Софија             | нема номинације            | Муњез                      | Анели                      | Александра Н.              | Ана Н. Лука В.             | Лука В.                    | избачена (232. дан)        | избачена (232. дан)        | избачена (232. дан)        | избачена (232. дан)        | избачена (232. дан)        | избачена (232. дан)        | избачена (232. дан)        | избачена (232. дан)        | избачена (232. дан)        | избачена (232. дан)        | избачена (232. дан)        | избачена (232. дан)            | избачена (232. дан)            | избачена (232. дан)            | избачена (232. дан)            | избачена (232. дан)            | избачена (232. дан)            | избачена (232. дан)            | избачена (232. дан)            | избачена (232. дан)            | избачена (232. дан)            | избачена (232. дан)            | избачена (232. дан)            | избачена (232. дан)            | избачена (232. дан)            | избачена (232. дан)            | избачена (232. дан)            | избачена (232. дан)            | избачена (232. дан)            | избачена (232. дан)            | избачена (232. дан)            | избачена (232. дан)            | избачена (232. дан)            | избачена (232. дан)            | избачена (232. дан)            | избачена (232. дан)            | избачена (232. дан)            | избачена (232. дан)            | избачена (232. дан)            | избачена (232. дан)            | избачена (232. дан)            | избачена (232. дан)            | избачена (232. дан)            | избачена (232. дан)            | избачена (232. дан)            | избачена (232. дан)            | избачена (232. дан)            | избачена (232. дан)            | избачена (232. дан)            | избачена (232. дан)            | избачена (232. дан)            | избачена (232. дан)            | избачена (232. дан)            | избачена (232. дан)            | избачена (232. дан)            | избачена (232. дан)            | избачена (232. дан)            | избачена (232. дан)            | избачена (232. дан)            | избачена (232. дан)            | избачена (232. дан)            | избачена (232. дан)            | избачена (232. дан)            | избачена (232. дан)            | избачена (232. дан)            | избачена (232. дан)            | избачена (232. дан)            | избачена (232. дан)            | избачена (232. дан)            | избачена (232. дан)            | избачена (232. дан)            | избачена (232. дан)            | избачена (232. дан)            | избачена (232. дан)            | избачена (232. дан)            | избачена (232. дан)            | избачена (232. дан)            | избачена (232. дан)            | избачена (232. дан)            | избачена (232. дан)            | избачена (232. дан)            | избачена (232. дан)            | избачена (232. дан)            | избачена (232. дан)            | избачена (232. дан)            | избачена (232. дан)            | избачена (232. дан)            | избачена (232. дан)            | избачена (232. дан)            | избачена (232. дан)            | избачена (232. дан)            | избачена (232. дан)            | избачена (232. дан)            | избачена (232. дан)            | избачена (232. дан)            | избачена (232. дан)            | избачена (232. дан)            | избачена (232. дан)            | избачена (232. дан)            | избачена (232. дан)            |                                |                                |                                |                                |                                |                                |                                |                                |                                |                                |                                |
| Катарина                           | Матеја            | Никола Ш.                  | Марко З.                   | Терза                      | Мимас                      | Урош С.                    | Милица Д. Ена              | нема номинације              | Јелена                       | Миљана                     | Иван                        | Ена                         | нема номинације                | Терза                          | Теодора                    | Пеја                       | нема номинације            | Милован                    | Анели                      | Урош Р.                    | Анђела                     | Терза                      | Терза                      | Александра Н.                  | Марко Ђ.                   | нема номинације            | Софија                     | нема номинације            | Муњез                      | Марко Ђ.                   | Бебица                     | избачена (218. дан)        | избачена (218. дан)        | избачена (218. дан)        | избачена (218. дан)        | избачена (218. дан)        | избачена (218. дан)        | избачена (218. дан)        | избачена (218. дан)        | избачена (218. дан)        | избачена (218. дан)        | избачена (218. дан)        | избачена (218. дан)        | избачена (218. дан)        | избачена (218. дан)            | избачена (218. дан)            | избачена (218. дан)            | избачена (218. дан)            | избачена (218. дан)            | избачена (218. дан)            | избачена (218. дан)            | избачена (218. дан)            | избачена (218. дан)            | избачена (218. дан)            | избачена (218. дан)            | избачена (218. дан)            | избачена (218. дан)            | избачена (218. дан)            | избачена (218. дан)            | избачена (218. дан)            | избачена (218. дан)            | избачена (218. дан)            | избачена (218. дан)            | избачена (218. дан)            | избачена (218. дан)            | избачена (218. дан)            | избачена (218. дан)            | избачена (218. дан)            | избачена (218. дан)            | избачена (218. дан)            | избачена (218. дан)            | избачена (218. дан)            | избачена (218. дан)            | избачена (218. дан)            | избачена (218. дан)            | избачена (218. дан)            | избачена (218. дан)            | избачена (218. дан)            | избачена (218. дан)            | избачена (218. дан)            | избачена (218. дан)            | избачена (218. дан)            | избачена (218. дан)            | избачена (218. дан)            | избачена (218. дан)            | избачена (218. дан)            | избачена (218. дан)            | избачена (218. дан)            | избачена (218. дан)            | избачена (218. дан)            | избачена (218. дан)            | избачена (218. дан)            | избачена (218. дан)            | избачена (218. дан)            | избачена (218. дан)            | избачена (218. дан)            | избачена (218. дан)            | избачена (218. дан)            | избачена (218. дан)            | избачена (218. дан)            | избачена (218. дан)            | избачена (218. дан)            | избачена (218. дан)            | избачена (218. дан)            | избачена (218. дан)            | избачена (218. дан)            | избачена (218. дан)            | избачена (218. дан)            | избачена (218. дан)            | избачена (218. дан)            | избачена (218. дан)            | избачена (218. дан)            | избачена (218. дан)            | избачена (218. дан)            | избачена (218. дан)            | избачена (218. дан)            | избачена (218. дан)            | избачена (218. дан)            | избачена (218. дан)            | избачена (218. дан)            | избачена (218. дан)            | избачена (218. дан)            | избачена (218. дан)            | избачена (218. дан)            | избачена (218. дан)            | избачена (218. дан)            | избачена (218. дан)            | избачена (218. дан)            | избачена (218. дан)            | избачена (218. дан)            | избачена (218. дан)            |                                |                                |                                |                                |                                |                                |                                |                                |                                |                                |                                |                                |                                |
| Божо                               | Анђела            | Слађа                      | Марко З.                   | Софија                     | Никола Г.                  | Урош С.                    | Лука М. Ена                | нема номинације              | Урош Р.                      | Миљана                     | Александра Н.               | Ена                         | нема номинације                | Софија                         | Лука В.                    | Пеја                       | нема номинације            | Милован                    | Матеја                     | Урош Р.                    | Гастоз                     | Терза                      | Терза                      | Александра Н.                  | Бранка Матора              | Софи                       | Софија                     | нема номинације            | Стефани                    | Марко Ђ.                   | избачен (211. дан)         | избачен (211. дан)         | избачен (211. дан)         | избачен (211. дан)         | избачен (211. дан)         | избачен (211. дан)         | избачен (211. дан)         | избачен (211. дан)         | избачен (211. дан)         | избачен (211. дан)         | избачен (211. дан)         | избачен (211. дан)         | избачен (211. дан)         | избачен (211. дан)         | избачен (211. дан)             | избачен (211. дан)             | избачен (211. дан)             | избачен (211. дан)             | избачен (211. дан)             | избачен (211. дан)             | избачен (211. дан)             | избачен (211. дан)             | избачен (211. дан)             | избачен (211. дан)             | избачен (211. дан)             | избачен (211. дан)             | избачен (211. дан)             | избачен (211. дан)             | избачен (211. дан)             | избачен (211. дан)             | избачен (211. дан)             | избачен (211. дан)             | избачен (211. дан)             | избачен (211. дан)             | избачен (211. дан)             | избачен (211. дан)             | избачен (211. дан)             | избачен (211. дан)             | избачен (211. дан)             | избачен (211. дан)             | избачен (211. дан)             | избачен (211. дан)             | избачен (211. дан)             | избачен (211. дан)             | избачен (211. дан)             | избачен (211. дан)             | избачен (211. дан)             | избачен (211. дан)             | избачен (211. дан)             | избачен (211. дан)             | избачен (211. дан)             | избачен (211. дан)             | избачен (211. дан)             | избачен (211. дан)             | избачен (211. дан)             | избачен (211. дан)             | избачен (211. дан)             | избачен (211. дан)             | избачен (211. дан)             | избачен (211. дан)             | избачен (211. дан)             | избачен (211. дан)             | избачен (211. дан)             | избачен (211. дан)             | избачен (211. дан)             | избачен (211. дан)             | избачен (211. дан)             | избачен (211. дан)             | избачен (211. дан)             | избачен (211. дан)             | избачен (211. дан)             | избачен (211. дан)             | избачен (211. дан)             | избачен (211. дан)             | избачен (211. дан)             | избачен (211. дан)             | избачен (211. дан)             | избачен (211. дан)             | избачен (211. дан)             | избачен (211. дан)             | избачен (211. дан)             | избачен (211. дан)             | избачен (211. дан)             | избачен (211. дан)             | избачен (211. дан)             | избачен (211. дан)             | избачен (211. дан)             | избачен (211. дан)             | избачен (211. дан)             | избачен (211. дан)             | избачен (211. дан)             | избачен (211. дан)             | избачен (211. дан)             | избачен (211. дан)             | избачен (211. дан)             | избачен (211. дан)             | избачен (211. дан)             | избачен (211. дан)             | избачен (211. дан)             | избачен (211. дан)             |                                |                                |                                |                                |                                |                                |                                |                                |                                |                                |                                |                                |                                |                                |
| Анастасија                         | није била у кући  | није била у кући           | није била у кући           | није била у кући           | није била у кући           | није била у кући           | није била у кући           | није била у кући             | није била у кући             | није била у кући           | није била у кући            | није била у кући            | није била у кући               | није била у кући               | није била у кући           | није била у кући           | није била у кући           | није била у кући           | није била у кући           | није била у кући           | није била у кући           | није била у кући           | није била у кући           | није била у кући               | није била у кући           | нема номинације            | Софија                     | нема номинације            | Муњез                      | избаченa (204. дан)        | избаченa (204. дан)        | избаченa (204. дан)        | избаченa (204. дан)        | избаченa (204. дан)        | избаченa (204. дан)        | избаченa (204. дан)        | избаченa (204. дан)        | избаченa (204. дан)        | избаченa (204. дан)        | избаченa (204. дан)        | избаченa (204. дан)        | избаченa (204. дан)        | избаченa (204. дан)        | избаченa (204. дан)        | избаченa (204. дан)            | избаченa (204. дан)            | избаченa (204. дан)            | избаченa (204. дан)            | избаченa (204. дан)            | избаченa (204. дан)            | избаченa (204. дан)            | избаченa (204. дан)            | избаченa (204. дан)            | избаченa (204. дан)            | избаченa (204. дан)            | избаченa (204. дан)            | избаченa (204. дан)            | избаченa (204. дан)            | избаченa (204. дан)            | избаченa (204. дан)            | избаченa (204. дан)            | избаченa (204. дан)            | избаченa (204. дан)            | избаченa (204. дан)            | избаченa (204. дан)            | избаченa (204. дан)            | избаченa (204. дан)            | избаченa (204. дан)            | избаченa (204. дан)            | избаченa (204. дан)            | избаченa (204. дан)            | избаченa (204. дан)            | избаченa (204. дан)            | избаченa (204. дан)            | избаченa (204. дан)            | избаченa (204. дан)            | избаченa (204. дан)            | избаченa (204. дан)            | избаченa (204. дан)            | избаченa (204. дан)            | избаченa (204. дан)            | избаченa (204. дан)            | избаченa (204. дан)            | избаченa (204. дан)            | избаченa (204. дан)            | избаченa (204. дан)            | избаченa (204. дан)            | избаченa (204. дан)            | избаченa (204. дан)            | избаченa (204. дан)            | избаченa (204. дан)            | избаченa (204. дан)            | избаченa (204. дан)            | избаченa (204. дан)            | избаченa (204. дан)            | избаченa (204. дан)            | избаченa (204. дан)            | избаченa (204. дан)            | избаченa (204. дан)            | избаченa (204. дан)            | избаченa (204. дан)            | избаченa (204. дан)            | избаченa (204. дан)            | избаченa (204. дан)            | избаченa (204. дан)            | избаченa (204. дан)            | избаченa (204. дан)            | избаченa (204. дан)            | избаченa (204. дан)            | избаченa (204. дан)            | избаченa (204. дан)            | избаченa (204. дан)            | избаченa (204. дан)            | избаченa (204. дан)            | избаченa (204. дан)            | избаченa (204. дан)            | избаченa (204. дан)            | избаченa (204. дан)            | избаченa (204. дан)            | избаченa (204. дан)            | избаченa (204. дан)            | избаченa (204. дан)            | избаченa (204. дан)            | избаченa (204. дан)            | избаченa (204. дан)            | избаченa (204. дан)            | избаченa (204. дан)            | избаченa (204. дан)            | избаченa (204. дан)            |                                |                                |                                |                                |                                |                                |                                |                                |                                |                                |                                |                                |                                |                                |                                |
| Милосава                           | није била у кући  | није била у кући           | није била у кући           | није била у кући           | није била у кући           | није била у кући           | није била у кући           | није била у кући             | није била у кући             | није била у кући           | није била у кући            | није била у кући            | није била у кући               | није била у кући               | није била у кући           | није била у кући           | није била у кући           | није била у кући           | није била у кући           | није била у кући           | није била у кући           | није била у кући           | није била у кући           | Стефан Ка.                     | Милован Матора             | Милован                    | Софија                     | изашла (196. дан)          | изашла (196. дан)          | изашла (196. дан)          | изашла (196. дан)          | изашла (196. дан)          | изашла (196. дан)          | изашла (196. дан)          | изашла (196. дан)          | изашла (196. дан)          | изашла (196. дан)          | изашла (196. дан)          | изашла (196. дан)          | изашла (196. дан)          | изашла (196. дан)          | изашла (196. дан)          | изашла (196. дан)          | изашла (196. дан)          | изашла (196. дан)              | изашла (196. дан)              | изашла (196. дан)              | изашла (196. дан)              | изашла (196. дан)              | изашла (196. дан)              | изашла (196. дан)              | изашла (196. дан)              | изашла (196. дан)              | изашла (196. дан)              | изашла (196. дан)              | изашла (196. дан)              | изашла (196. дан)              | изашла (196. дан)              | изашла (196. дан)              | изашла (196. дан)              | изашла (196. дан)              | изашла (196. дан)              | изашла (196. дан)              | изашла (196. дан)              | изашла (196. дан)              | изашла (196. дан)              | изашла (196. дан)              | изашла (196. дан)              | изашла (196. дан)              | изашла (196. дан)              | изашла (196. дан)              | изашла (196. дан)              | изашла (196. дан)              | изашла (196. дан)              | изашла (196. дан)              | изашла (196. дан)              | изашла (196. дан)              | изашла (196. дан)              | изашла (196. дан)              | изашла (196. дан)              | изашла (196. дан)              | изашла (196. дан)              | изашла (196. дан)              | изашла (196. дан)              | изашла (196. дан)              | изашла (196. дан)              | изашла (196. дан)              | изашла (196. дан)              | изашла (196. дан)              | изашла (196. дан)              | изашла (196. дан)              | изашла (196. дан)              | изашла (196. дан)              | изашла (196. дан)              | изашла (196. дан)              | изашла (196. дан)              | изашла (196. дан)              | изашла (196. дан)              | изашла (196. дан)              | изашла (196. дан)              | изашла (196. дан)              | изашла (196. дан)              | изашла (196. дан)              | изашла (196. дан)              | изашла (196. дан)              | изашла (196. дан)              | изашла (196. дан)              | изашла (196. дан)              | изашла (196. дан)              | изашла (196. дан)              | изашла (196. дан)              | изашла (196. дан)              | изашла (196. дан)              | изашла (196. дан)              | изашла (196. дан)              | изашла (196. дан)              | изашла (196. дан)              | изашла (196. дан)              | изашла (196. дан)              | изашла (196. дан)              | изашла (196. дан)              | изашла (196. дан)              | изашла (196. дан)              | изашла (196. дан)              | изашла (196. дан)              | изашла (196. дан)              | изашла (196. дан)              |                                |                                |                                |                                |                                |                                |                                |                                |                                |                                |                                |                                |                                |                                |                                |                                |                                |
| Елвин                              | Анђела            | Ћуба Никола Ш.             | Марко З.                   | Милош С. Софија            | Никола Г.                  | Стефан Ко.                 | Стефан Ка.                 | нема номинације              | Урош Р.                      | Миљана                     | Александра Н.               | Пеја                        | нема номинације                | Терза                          | Теодора                    | Пеја                       | нема номинације            | Милован                    | Матеја                     | Јелена                     | Анђела                     | Терза                      | Софија                     | Александра Н.                  | Матора                     | нема номинације            | Софија                     | избачен (190. дан)         | избачен (190. дан)         | избачен (190. дан)         | избачен (190. дан)         | избачен (190. дан)         | избачен (190. дан)         | избачен (190. дан)         | избачен (190. дан)         | избачен (190. дан)         | избачен (190. дан)         | избачен (190. дан)         | избачен (190. дан)         | избачен (190. дан)         | избачен (190. дан)         | избачен (190. дан)         | избачен (190. дан)         | избачен (190. дан)         | избачен (190. дан)             | избачен (190. дан)             | избачен (190. дан)             | избачен (190. дан)             | избачен (190. дан)             | избачен (190. дан)             | избачен (190. дан)             | избачен (190. дан)             | избачен (190. дан)             | избачен (190. дан)             | избачен (190. дан)             | избачен (190. дан)             | избачен (190. дан)             | избачен (190. дан)             | избачен (190. дан)             | избачен (190. дан)             | избачен (190. дан)             | избачен (190. дан)             | избачен (190. дан)             | избачен (190. дан)             | избачен (190. дан)             | избачен (190. дан)             | избачен (190. дан)             | избачен (190. дан)             | избачен (190. дан)             | избачен (190. дан)             | избачен (190. дан)             | избачен (190. дан)             | избачен (190. дан)             | избачен (190. дан)             | избачен (190. дан)             | избачен (190. дан)             | избачен (190. дан)             | избачен (190. дан)             | избачен (190. дан)             | избачен (190. дан)             | избачен (190. дан)             | избачен (190. дан)             | избачен (190. дан)             | избачен (190. дан)             | избачен (190. дан)             | избачен (190. дан)             | избачен (190. дан)             | избачен (190. дан)             | избачен (190. дан)             | избачен (190. дан)             | избачен (190. дан)             | избачен (190. дан)             | избачен (190. дан)             | избачен (190. дан)             | избачен (190. дан)             | избачен (190. дан)             | избачен (190. дан)             | избачен (190. дан)             | избачен (190. дан)             | избачен (190. дан)             | избачен (190. дан)             | избачен (190. дан)             | избачен (190. дан)             | избачен (190. дан)             | избачен (190. дан)             | избачен (190. дан)             | избачен (190. дан)             | избачен (190. дан)             | избачен (190. дан)             | избачен (190. дан)             | избачен (190. дан)             | избачен (190. дан)             | избачен (190. дан)             | избачен (190. дан)             | избачен (190. дан)             | избачен (190. дан)             | избачен (190. дан)             | избачен (190. дан)             | избачен (190. дан)             | избачен (190. дан)             | избачен (190. дан)             | избачен (190. дан)             | избачен (190. дан)             | избачен (190. дан)             | избачен (190. дан)             | избачен (190. дан)             | избачен (190. дан)             |                                |                                |                                |                                |                                |                                |                                |                                |                                |                                |                                |                                |                                |                                |                                |                                |                                |
| Милица Д.                          | Бебица Анђела     | Никола Ш. Никола Ш.        | Марко З.                   | Терза                      | Мимас                      | Урош С.                    | Ена                        | нема номинације              | Урош Р.                      | Матеа                      | Катарина Александра Н.      | Пеја                        | нема номинације                | Софија                         | Теодора                    | Пеја                       | нема номинације            | Милован                    | Матеја                     | Јелена                     | Милена Гастоз              | Јорданка Терза             | Софија                     | Александра Н.                  | избачена (169. дан)        | избачена (169. дан)        | избачена (169. дан)        | избачена (169. дан)        | избачена (169. дан)        | избачена (169. дан)        | избачена (169. дан)        | избачена (169. дан)        | избачена (169. дан)        | избачена (169. дан)        | избачена (169. дан)        | избачена (169. дан)        | избачена (169. дан)        | избачена (169. дан)        | избачена (169. дан)        | избачена (169. дан)        | избачена (169. дан)        | избачена (169. дан)        | избачена (169. дан)        | избачена (169. дан)        | избачена (169. дан)            | избачена (169. дан)            | избачена (169. дан)            | избачена (169. дан)            | избачена (169. дан)            | избачена (169. дан)            | избачена (169. дан)            | избачена (169. дан)            | избачена (169. дан)            | избачена (169. дан)            | избачена (169. дан)            | избачена (169. дан)            | избачена (169. дан)            | избачена (169. дан)            | избачена (169. дан)            | избачена (169. дан)            | избачена (169. дан)            | избачена (169. дан)            | избачена (169. дан)            | избачена (169. дан)            | избачена (169. дан)            | избачена (169. дан)            | избачена (169. дан)            | избачена (169. дан)            | избачена (169. дан)            | избачена (169. дан)            | избачена (169. дан)            | избачена (169. дан)            | избачена (169. дан)            | избачена (169. дан)            | избачена (169. дан)            | избачена (169. дан)            | избачена (169. дан)            | избачена (169. дан)            | избачена (169. дан)            | избачена (169. дан)            | избачена (169. дан)            | избачена (169. дан)            | избачена (169. дан)            | избачена (169. дан)            | избачена (169. дан)            | избачена (169. дан)            | избачена (169. дан)            | избачена (169. дан)            | избачена (169. дан)            | избачена (169. дан)            | избачена (169. дан)            | избачена (169. дан)            | избачена (169. дан)            | избачена (169. дан)            | избачена (169. дан)            | избачена (169. дан)            | избачена (169. дан)            | избачена (169. дан)            | избачена (169. дан)            | избачена (169. дан)            | избачена (169. дан)            | избачена (169. дан)            | избачена (169. дан)            | избачена (169. дан)            | избачена (169. дан)            | избачена (169. дан)            | избачена (169. дан)            | избачена (169. дан)            | избачена (169. дан)            | избачена (169. дан)            | избачена (169. дан)            | избачена (169. дан)            | избачена (169. дан)            | избачена (169. дан)            | избачена (169. дан)            | избачена (169. дан)            | избачена (169. дан)            | избачена (169. дан)            | избачена (169. дан)            | избачена (169. дан)            | избачена (169. дан)            | избачена (169. дан)            | избачена (169. дан)            | избачена (169. дан)            |                                |                                |                                |                                |                                |                                |                                |                                |                                |                                |                                |                                |                                |                                |                                |                                |                                |                                |                                |                                |
| Лука М.                            | Анђела            | Слађа                      | Марко З.                   | Терза                      | Никола Г.                  | Урош С.                    | Ена                        | нема номинације              | Урош Р.                      | Миљана                     | Иван                        | Пеја                        | изашао (90-140. дан)           | изашао (90-140. дан)           | изашао (90-140. дан)       | изашао (90-140. дан)       | изашао (90-140. дан)       | изашао (90-140. дан)       | изашао (90-140. дан)       | Јелена                     | Гастоз                     | Драгана                    | Терза                      | избачен (162. дан)             | избачен (162. дан)         | избачен (162. дан)         | избачен (162. дан)         | избачен (162. дан)         | избачен (162. дан)         | избачен (162. дан)         | избачен (162. дан)         | избачен (162. дан)         | избачен (162. дан)         | избачен (162. дан)         | избачен (162. дан)         | избачен (162. дан)         | избачен (162. дан)         | избачен (162. дан)         | избачен (162. дан)         | избачен (162. дан)         | избачен (162. дан)         | избачен (162. дан)         | избачен (162. дан)         | избачен (162. дан)         | избачен (162. дан)             | избачен (162. дан)             | избачен (162. дан)             | избачен (162. дан)             | избачен (162. дан)             | избачен (162. дан)             | избачен (162. дан)             | избачен (162. дан)             | избачен (162. дан)             | избачен (162. дан)             | избачен (162. дан)             | избачен (162. дан)             | избачен (162. дан)             | избачен (162. дан)             | избачен (162. дан)             | избачен (162. дан)             | избачен (162. дан)             | избачен (162. дан)             | избачен (162. дан)             | избачен (162. дан)             | избачен (162. дан)             | избачен (162. дан)             | избачен (162. дан)             | избачен (162. дан)             | избачен (162. дан)             | избачен (162. дан)             | избачен (162. дан)             | избачен (162. дан)             | избачен (162. дан)             | избачен (162. дан)             | избачен (162. дан)             | избачен (162. дан)             | избачен (162. дан)             | избачен (162. дан)             | избачен (162. дан)             | избачен (162. дан)             | избачен (162. дан)             | избачен (162. дан)             | избачен (162. дан)             | избачен (162. дан)             | избачен (162. дан)             | избачен (162. дан)             | избачен (162. дан)             | избачен (162. дан)             | избачен (162. дан)             | избачен (162. дан)             | избачен (162. дан)             | избачен (162. дан)             | избачен (162. дан)             | избачен (162. дан)             | избачен (162. дан)             | избачен (162. дан)             | избачен (162. дан)             | избачен (162. дан)             | избачен (162. дан)             | избачен (162. дан)             | избачен (162. дан)             | избачен (162. дан)             | избачен (162. дан)             | избачен (162. дан)             | избачен (162. дан)             | избачен (162. дан)             | избачен (162. дан)             | избачен (162. дан)             | избачен (162. дан)             | избачен (162. дан)             | избачен (162. дан)             | избачен (162. дан)             | избачен (162. дан)             | избачен (162. дан)             | избачен (162. дан)             | избачен (162. дан)             | избачен (162. дан)             | избачен (162. дан)             | избачен (162. дан)             | избачен (162. дан)             | избачен (162. дан)             | избачен (162. дан)             | избачен (162. дан)             |                                |                                |                                |                                |                                |                                |                                |                                |                                |                                |                                |                                |                                |                                |                                |                                |                                |                                |                                |                                |                                |
| Урош Р.                            | Анђела            | Слађа                      | Матеа Ћуба                 | Софија                     | Милена Никола Г.           | Урош С.                    | Ена                        | потрчко                      | потрчко                      | Миљана                     | Иван                        | Александра Н. Пеја          | нема номинације                | Софија                         | Теодора                    | Анели                      | нема номинације            | Александра Н.              | Анели                      | потрчко                    | Анђела                     | дисквалификован (151. дан) | дисквалификован (151. дан) | дисквалификован (151. дан)     | дисквалификован (151. дан) | дисквалификован (151. дан) | дисквалификован (151. дан) | дисквалификован (151. дан) | дисквалификован (151. дан) | дисквалификован (151. дан) | дисквалификован (151. дан) | дисквалификован (151. дан) | дисквалификован (151. дан) | дисквалификован (151. дан) | дисквалификован (151. дан) | дисквалификован (151. дан) | дисквалификован (151. дан) | дисквалификован (151. дан) | дисквалификован (151. дан) | дисквалификован (151. дан) | дисквалификован (151. дан) | дисквалификован (151. дан) | дисквалификован (151. дан) | дисквалификован (151. дан) | дисквалификован (151. дан)     | дисквалификован (151. дан)     | дисквалификован (151. дан)     | дисквалификован (151. дан)     | дисквалификован (151. дан)     | дисквалификован (151. дан)     | дисквалификован (151. дан)     | дисквалификован (151. дан)     | дисквалификован (151. дан)     | дисквалификован (151. дан)     | дисквалификован (151. дан)     | дисквалификован (151. дан)     | дисквалификован (151. дан)     | дисквалификован (151. дан)     | дисквалификован (151. дан)     | дисквалификован (151. дан)     | дисквалификован (151. дан)     | дисквалификован (151. дан)     | дисквалификован (151. дан)     | дисквалификован (151. дан)     | дисквалификован (151. дан)     | дисквалификован (151. дан)     | дисквалификован (151. дан)     | дисквалификован (151. дан)     | дисквалификован (151. дан)     | дисквалификован (151. дан)     | дисквалификован (151. дан)     | дисквалификован (151. дан)     | дисквалификован (151. дан)     | дисквалификован (151. дан)     | дисквалификован (151. дан)     | дисквалификован (151. дан)     | дисквалификован (151. дан)     | дисквалификован (151. дан)     | дисквалификован (151. дан)     | дисквалификован (151. дан)     | дисквалификован (151. дан)     | дисквалификован (151. дан)     | дисквалификован (151. дан)     | дисквалификован (151. дан)     | дисквалификован (151. дан)     | дисквалификован (151. дан)     | дисквалификован (151. дан)     | дисквалификован (151. дан)     | дисквалификован (151. дан)     | дисквалификован (151. дан)     | дисквалификован (151. дан)     | дисквалификован (151. дан)     | дисквалификован (151. дан)     | дисквалификован (151. дан)     | дисквалификован (151. дан)     | дисквалификован (151. дан)     | дисквалификован (151. дан)     | дисквалификован (151. дан)     | дисквалификован (151. дан)     | дисквалификован (151. дан)     | дисквалификован (151. дан)     | дисквалификован (151. дан)     | дисквалификован (151. дан)     | дисквалификован (151. дан)     | дисквалификован (151. дан)     | дисквалификован (151. дан)     | дисквалификован (151. дан)     | дисквалификован (151. дан)     | дисквалификован (151. дан)     | дисквалификован (151. дан)     | дисквалификован (151. дан)     | дисквалификован (151. дан)     | дисквалификован (151. дан)     | дисквалификован (151. дан)     | дисквалификован (151. дан)     | дисквалификован (151. дан)     | дисквалификован (151. дан)     | дисквалификован (151. дан)     | дисквалификован (151. дан)     | дисквалификован (151. дан)     | дисквалификован (151. дан)     |                                |                                |                                |                                |                                |                                |                                |                                |                                |                                |                                |                                |                                |                                |                                |                                |                                |                                |                                |                                |                                |                                |                                |
| Ћуба                               | Матеја            | Никола Ш.                  | потрчко                    | Терза                      | Никола Г.                  | Стефан Ко.                 | Стефан Ка.                 | нема номинације              | Јелена                       | Миљана                     | Иван                        | Пеја                        | нема номинације                | Терза                          | Лука В.                    | Анели                      | нема номинације            | Милован                    | Анели                      | Јелена                     | Гастоз                     | избачен (148. дан)         | избачен (148. дан)         | избачен (148. дан)             | избачен (148. дан)         | избачен (148. дан)         | избачен (148. дан)         | избачен (148. дан)         | избачен (148. дан)         | избачен (148. дан)         | избачен (148. дан)         | избачен (148. дан)         | избачен (148. дан)         | избачен (148. дан)         | избачен (148. дан)         | избачен (148. дан)         | избачен (148. дан)         | избачен (148. дан)         | избачен (148. дан)         | избачен (148. дан)         | избачен (148. дан)         | избачен (148. дан)         | избачен (148. дан)         | избачен (148. дан)         | избачен (148. дан)             | избачен (148. дан)             | избачен (148. дан)             | избачен (148. дан)             | избачен (148. дан)             | избачен (148. дан)             | избачен (148. дан)             | избачен (148. дан)             | избачен (148. дан)             | избачен (148. дан)             | избачен (148. дан)             | избачен (148. дан)             | избачен (148. дан)             | избачен (148. дан)             | избачен (148. дан)             | избачен (148. дан)             | избачен (148. дан)             | избачен (148. дан)             | избачен (148. дан)             | избачен (148. дан)             | избачен (148. дан)             | избачен (148. дан)             | избачен (148. дан)             | избачен (148. дан)             | избачен (148. дан)             | избачен (148. дан)             | избачен (148. дан)             | избачен (148. дан)             | избачен (148. дан)             | избачен (148. дан)             | избачен (148. дан)             | избачен (148. дан)             | избачен (148. дан)             | избачен (148. дан)             | избачен (148. дан)             | избачен (148. дан)             | избачен (148. дан)             | избачен (148. дан)             | избачен (148. дан)             | избачен (148. дан)             | избачен (148. дан)             | избачен (148. дан)             | избачен (148. дан)             | избачен (148. дан)             | избачен (148. дан)             | избачен (148. дан)             | избачен (148. дан)             | избачен (148. дан)             | избачен (148. дан)             | избачен (148. дан)             | избачен (148. дан)             | избачен (148. дан)             | избачен (148. дан)             | избачен (148. дан)             | избачен (148. дан)             | избачен (148. дан)             | избачен (148. дан)             | избачен (148. дан)             | избачен (148. дан)             | избачен (148. дан)             | избачен (148. дан)             | избачен (148. дан)             | избачен (148. дан)             | избачен (148. дан)             | избачен (148. дан)             | избачен (148. дан)             | избачен (148. дан)             | избачен (148. дан)             | избачен (148. дан)             | избачен (148. дан)             | избачен (148. дан)             | избачен (148. дан)             | избачен (148. дан)             | избачен (148. дан)             | избачен (148. дан)             | избачен (148. дан)             | избачен (148. дан)             |                                |                                |                                |                                |                                |                                |                                |                                |                                |                                |                                |                                |                                |                                |                                |                                |                                |                                |                                |                                |                                |                                |                                |
| Рашко                              | Анђела            | Никола Ш.                  | Ћуба                       | Софија                     | Мимас                      | Ана Н. Урош С.             | Ена                        | нема номинације              | Јелена                       | Миљана                     | Иван                        | Пеја                        | нема номинације                | Софија                         | Теодора                    | Анели                      | нема номинације            | Милован                    | Матеја                     | Урош Р.                    | избачен (141. дан)         | избачен (141. дан)         | избачен (141. дан)         | избачен (141. дан)             | избачен (141. дан)         | избачен (141. дан)         | избачен (141. дан)         | избачен (141. дан)         | избачен (141. дан)         | избачен (141. дан)         | избачен (141. дан)         | избачен (141. дан)         | избачен (141. дан)         | избачен (141. дан)         | избачен (141. дан)         | избачен (141. дан)         | избачен (141. дан)         | избачен (141. дан)         | избачен (141. дан)         | избачен (141. дан)         | избачен (141. дан)         | избачен (141. дан)         | избачен (141. дан)         | избачен (141. дан)         | избачен (141. дан)             | избачен (141. дан)             | избачен (141. дан)             | избачен (141. дан)             | избачен (141. дан)             | избачен (141. дан)             | избачен (141. дан)             | избачен (141. дан)             | избачен (141. дан)             | избачен (141. дан)             | избачен (141. дан)             | избачен (141. дан)             | избачен (141. дан)             | избачен (141. дан)             | избачен (141. дан)             | избачен (141. дан)             | избачен (141. дан)             | избачен (141. дан)             | избачен (141. дан)             | избачен (141. дан)             | избачен (141. дан)             | избачен (141. дан)             | избачен (141. дан)             | избачен (141. дан)             | избачен (141. дан)             | избачен (141. дан)             | избачен (141. дан)             | избачен (141. дан)             | избачен (141. дан)             | избачен (141. дан)             | избачен (141. дан)             | избачен (141. дан)             | избачен (141. дан)             | избачен (141. дан)             | избачен (141. дан)             | избачен (141. дан)             | избачен (141. дан)             | избачен (141. дан)             | избачен (141. дан)             | избачен (141. дан)             | избачен (141. дан)             | избачен (141. дан)             | избачен (141. дан)             | избачен (141. дан)             | избачен (141. дан)             | избачен (141. дан)             | избачен (141. дан)             | избачен (141. дан)             | избачен (141. дан)             | избачен (141. дан)             | избачен (141. дан)             | избачен (141. дан)             | избачен (141. дан)             | избачен (141. дан)             | избачен (141. дан)             | избачен (141. дан)             | избачен (141. дан)             | избачен (141. дан)             | избачен (141. дан)             | избачен (141. дан)             | избачен (141. дан)             | избачен (141. дан)             | избачен (141. дан)             | избачен (141. дан)             | избачен (141. дан)             | избачен (141. дан)             | избачен (141. дан)             | избачен (141. дан)             | избачен (141. дан)             | избачен (141. дан)             | избачен (141. дан)             | избачен (141. дан)             | избачен (141. дан)             | избачен (141. дан)             | избачен (141. дан)             | избачен (141. дан)             |                                |                                |                                |                                |                                |                                |                                |                                |                                |                                |                                |                                |                                |                                |                                |                                |                                |                                |                                |                                |                                |                                |                                |                                |
| Александар                         | Бебица Анђела     | Слађа                      | Марко З.                   | Терза                      | Мимас                      | Урош С.                    | Ена                        | нема номинације              | Урош Р.                      | Миљана                     | Александра Н.               | Александра Н. Ена           | нема номинације                | Софија                         | Теодора                    | Анели                      | нема номинације            | Милован                    | Анели                      | избачен (134. дан)         | избачен (134. дан)         | избачен (134. дан)         | избачен (134. дан)         | избачен (134. дан)             | избачен (134. дан)         | избачен (134. дан)         | избачен (134. дан)         | избачен (134. дан)         | избачен (134. дан)         | избачен (134. дан)         | избачен (134. дан)         | избачен (134. дан)         | избачен (134. дан)         | избачен (134. дан)         | избачен (134. дан)         | избачен (134. дан)         | избачен (134. дан)         | избачен (134. дан)         | избачен (134. дан)         | избачен (134. дан)         | избачен (134. дан)         | избачен (134. дан)         | избачен (134. дан)         | избачен (134. дан)         | избачен (134. дан)             | избачен (134. дан)             | избачен (134. дан)             | избачен (134. дан)             | избачен (134. дан)             | избачен (134. дан)             | избачен (134. дан)             | избачен (134. дан)             | избачен (134. дан)             | избачен (134. дан)             | избачен (134. дан)             | избачен (134. дан)             | избачен (134. дан)             | избачен (134. дан)             | избачен (134. дан)             | избачен (134. дан)             | избачен (134. дан)             | избачен (134. дан)             | избачен (134. дан)             | избачен (134. дан)             | избачен (134. дан)             | избачен (134. дан)             | избачен (134. дан)             | избачен (134. дан)             | избачен (134. дан)             | избачен (134. дан)             | избачен (134. дан)             | избачен (134. дан)             | избачен (134. дан)             | избачен (134. дан)             | избачен (134. дан)             | избачен (134. дан)             | избачен (134. дан)             | избачен (134. дан)             | избачен (134. дан)             | избачен (134. дан)             | избачен (134. дан)             | избачен (134. дан)             | избачен (134. дан)             | избачен (134. дан)             | избачен (134. дан)             | избачен (134. дан)             | избачен (134. дан)             | избачен (134. дан)             | избачен (134. дан)             | избачен (134. дан)             | избачен (134. дан)             | избачен (134. дан)             | избачен (134. дан)             | избачен (134. дан)             | избачен (134. дан)             | избачен (134. дан)             | избачен (134. дан)             | избачен (134. дан)             | избачен (134. дан)             | избачен (134. дан)             | избачен (134. дан)             | избачен (134. дан)             | избачен (134. дан)             | избачен (134. дан)             | избачен (134. дан)             | избачен (134. дан)             | избачен (134. дан)             | избачен (134. дан)             | избачен (134. дан)             | избачен (134. дан)             | избачен (134. дан)             | избачен (134. дан)             | избачен (134. дан)             | избачен (134. дан)             | избачен (134. дан)             | избачен (134. дан)             | избачен (134. дан)             | избачен (134. дан)             | избачен (134. дан)             |                                |                                |                                |                                |                                |                                |                                |                                |                                |                                |                                |                                |                                |                                |                                |                                |                                |                                |                                |                                |                                |                                |                                |                                |                                |
| Миљана                             | Матеја            | Слађа                      | Марко З.                   | Терза                      | Мимас                      | Терза Стефан Ко.           | Ена                        | нема номинације              | Јелена                       | потрчко                    | Иван                        | Ена                         | дисквалификована (86–101. дан) | дисквалификована (86–101. дан) | Лука В.                    | Пеја                       | нема номинације            | Александра Н.              | изашла (132. дан)          | изашла (132. дан)          | изашла (132. дан)          | изашла (132. дан)          | изашла (132. дан)          | изашла (132. дан)              | изашла (132. дан)          | изашла (132. дан)          | изашла (132. дан)          | изашла (132. дан)          | изашла (132. дан)          | изашла (132. дан)          | изашла (132. дан)          | изашла (132. дан)          | изашла (132. дан)          | изашла (132. дан)          | изашла (132. дан)          | изашла (132. дан)          | изашла (132. дан)          | изашла (132. дан)          | изашла (132. дан)          | изашла (132. дан)          | изашла (132. дан)          | изашла (132. дан)          | изашла (132. дан)          | изашла (132. дан)          | изашла (132. дан)              | изашла (132. дан)              | изашла (132. дан)              | изашла (132. дан)              | изашла (132. дан)              | изашла (132. дан)              | изашла (132. дан)              | изашла (132. дан)              | изашла (132. дан)              | изашла (132. дан)              | изашла (132. дан)              | изашла (132. дан)              | изашла (132. дан)              | изашла (132. дан)              | изашла (132. дан)              | изашла (132. дан)              | изашла (132. дан)              | изашла (132. дан)              | изашла (132. дан)              | изашла (132. дан)              | изашла (132. дан)              | изашла (132. дан)              | изашла (132. дан)              | изашла (132. дан)              | изашла (132. дан)              | изашла (132. дан)              | изашла (132. дан)              | изашла (132. дан)              | изашла (132. дан)              | изашла (132. дан)              | изашла (132. дан)              | изашла (132. дан)              | изашла (132. дан)              | изашла (132. дан)              | изашла (132. дан)              | изашла (132. дан)              | изашла (132. дан)              | изашла (132. дан)              | изашла (132. дан)              | изашла (132. дан)              | изашла (132. дан)              | изашла (132. дан)              | изашла (132. дан)              | изашла (132. дан)              | изашла (132. дан)              | изашла (132. дан)              | изашла (132. дан)              | изашла (132. дан)              | изашла (132. дан)              | изашла (132. дан)              | изашла (132. дан)              | изашла (132. дан)              | изашла (132. дан)              | изашла (132. дан)              | изашла (132. дан)              | изашла (132. дан)              | изашла (132. дан)              | изашла (132. дан)              | изашла (132. дан)              | изашла (132. дан)              | изашла (132. дан)              | изашла (132. дан)              | изашла (132. дан)              | изашла (132. дан)              | изашла (132. дан)              | изашла (132. дан)              | изашла (132. дан)              | изашла (132. дан)              | изашла (132. дан)              | изашла (132. дан)              | изашла (132. дан)              | изашла (132. дан)              | изашла (132. дан)              | изашла (132. дан)              |                                |                                |                                |                                |                                |                                |                                |                                |                                |                                |                                |                                |                                |                                |                                |                                |                                |                                |                                |                                |                                |                                |                                |                                |                                |                                |
| Милош Р.                           | Анђела            | Слађа                      | Марко З.                   | Милош С. Терза             | Никола Г.                  | Урош С.                    | Стефан Ка.                 | нема номинације              | Јелена                       | Миљана                     | Иван                        | Ена                         | нема номинације                | Терза                          | Теодора                    | Анели                      | нема номинације            | Александра Н.              | избачен (127. дан)         | избачен (127. дан)         | избачен (127. дан)         | избачен (127. дан)         | избачен (127. дан)         | избачен (127. дан)             | избачен (127. дан)         | избачен (127. дан)         | избачен (127. дан)         | избачен (127. дан)         | избачен (127. дан)         | избачен (127. дан)         | избачен (127. дан)         | избачен (127. дан)         | избачен (127. дан)         | избачен (127. дан)         | избачен (127. дан)         | избачен (127. дан)         | избачен (127. дан)         | избачен (127. дан)         | избачен (127. дан)         | избачен (127. дан)         | избачен (127. дан)         | избачен (127. дан)         | избачен (127. дан)         | избачен (127. дан)         | избачен (127. дан)             | избачен (127. дан)             | избачен (127. дан)             | избачен (127. дан)             | избачен (127. дан)             | избачен (127. дан)             | избачен (127. дан)             | избачен (127. дан)             | избачен (127. дан)             | избачен (127. дан)             | избачен (127. дан)             | избачен (127. дан)             | избачен (127. дан)             | избачен (127. дан)             | избачен (127. дан)             | избачен (127. дан)             | избачен (127. дан)             | избачен (127. дан)             | избачен (127. дан)             | избачен (127. дан)             | избачен (127. дан)             | избачен (127. дан)             | избачен (127. дан)             | избачен (127. дан)             | избачен (127. дан)             | избачен (127. дан)             | избачен (127. дан)             | избачен (127. дан)             | избачен (127. дан)             | избачен (127. дан)             | избачен (127. дан)             | избачен (127. дан)             | избачен (127. дан)             | избачен (127. дан)             | избачен (127. дан)             | избачен (127. дан)             | избачен (127. дан)             | избачен (127. дан)             | избачен (127. дан)             | избачен (127. дан)             | избачен (127. дан)             | избачен (127. дан)             | избачен (127. дан)             | избачен (127. дан)             | избачен (127. дан)             | избачен (127. дан)             | избачен (127. дан)             | избачен (127. дан)             | избачен (127. дан)             | избачен (127. дан)             | избачен (127. дан)             | избачен (127. дан)             | избачен (127. дан)             | избачен (127. дан)             | избачен (127. дан)             | избачен (127. дан)             | избачен (127. дан)             | избачен (127. дан)             | избачен (127. дан)             | избачен (127. дан)             | избачен (127. дан)             | избачен (127. дан)             | избачен (127. дан)             | избачен (127. дан)             | избачен (127. дан)             | избачен (127. дан)             | избачен (127. дан)             | избачен (127. дан)             | избачен (127. дан)             | избачен (127. дан)             | избачен (127. дан)             | избачен (127. дан)             | избачен (127. дан)             | избачен (127. дан)             |                                |                                |                                |                                |                                |                                |                                |                                |                                |                                |                                |                                |                                |                                |                                |                                |                                |                                |                                |                                |                                |                                |                                |                                |                                |                                |
| Андреј                             | није био у кући   | није био у кући            | није био у кући            | није био у кући            | није био у кући            | није био у кући            | није био у кући            | није био у кући              | није био у кући              | није био у кући            | није био у кући             | Пеја                        | нема номинације                | Терза                          | Лука В.                    | Пеја                       | нема номинације            | дисквалификован (120. дан) | дисквалификован (120. дан) | дисквалификован (120. дан) | дисквалификован (120. дан) | дисквалификован (120. дан) | дисквалификован (120. дан) | дисквалификован (120. дан)     | дисквалификован (120. дан) | дисквалификован (120. дан) | дисквалификован (120. дан) | дисквалификован (120. дан) | дисквалификован (120. дан) | дисквалификован (120. дан) | дисквалификован (120. дан) | дисквалификован (120. дан) | дисквалификован (120. дан) | дисквалификован (120. дан) | дисквалификован (120. дан) | дисквалификован (120. дан) | дисквалификован (120. дан) | дисквалификован (120. дан) | дисквалификован (120. дан) | дисквалификован (120. дан) | дисквалификован (120. дан) | дисквалификован (120. дан) | дисквалификован (120. дан) | дисквалификован (120. дан) | дисквалификован (120. дан)     | дисквалификован (120. дан)     | дисквалификован (120. дан)     | дисквалификован (120. дан)     | дисквалификован (120. дан)     | дисквалификован (120. дан)     | дисквалификован (120. дан)     | дисквалификован (120. дан)     | дисквалификован (120. дан)     | дисквалификован (120. дан)     | дисквалификован (120. дан)     | дисквалификован (120. дан)     | дисквалификован (120. дан)     | дисквалификован (120. дан)     | дисквалификован (120. дан)     | дисквалификован (120. дан)     | дисквалификован (120. дан)     | дисквалификован (120. дан)     | дисквалификован (120. дан)     | дисквалификован (120. дан)     | дисквалификован (120. дан)     | дисквалификован (120. дан)     | дисквалификован (120. дан)     | дисквалификован (120. дан)     | дисквалификован (120. дан)     | дисквалификован (120. дан)     | дисквалификован (120. дан)     | дисквалификован (120. дан)     | дисквалификован (120. дан)     | дисквалификован (120. дан)     | дисквалификован (120. дан)     | дисквалификован (120. дан)     | дисквалификован (120. дан)     | дисквалификован (120. дан)     | дисквалификован (120. дан)     | дисквалификован (120. дан)     | дисквалификован (120. дан)     | дисквалификован (120. дан)     | дисквалификован (120. дан)     | дисквалификован (120. дан)     | дисквалификован (120. дан)     | дисквалификован (120. дан)     | дисквалификован (120. дан)     | дисквалификован (120. дан)     | дисквалификован (120. дан)     | дисквалификован (120. дан)     | дисквалификован (120. дан)     | дисквалификован (120. дан)     | дисквалификован (120. дан)     | дисквалификован (120. дан)     | дисквалификован (120. дан)     | дисквалификован (120. дан)     | дисквалификован (120. дан)     | дисквалификован (120. дан)     | дисквалификован (120. дан)     | дисквалификован (120. дан)     | дисквалификован (120. дан)     | дисквалификован (120. дан)     | дисквалификован (120. дан)     | дисквалификован (120. дан)     | дисквалификован (120. дан)     | дисквалификован (120. дан)     | дисквалификован (120. дан)     | дисквалификован (120. дан)     | дисквалификован (120. дан)     | дисквалификован (120. дан)     | дисквалификован (120. дан)     | дисквалификован (120. дан)     | дисквалификован (120. дан)     | дисквалификован (120. дан)     | дисквалификован (120. дан)     | дисквалификован (120. дан)     | дисквалификован (120. дан)     |                                |                                |                                |                                |                                |                                |                                |                                |                                |                                |                                |                                |                                |                                |                                |                                |                                |                                |                                |                                |                                |                                |                                |                                |                                |                                |                                |
| Ива                                | није била у кући  | није била у кући           | Марко З.                   | Терза                      | Мимас                      | Стефан Ко.                 | Ена                        | нема номинације              | Урош Р.                      | Матеа                      | Иван                        | Пеја                        | нема номинације                | Терза                          | Теодора                    | Пеја                       | избачена (113. дан)        | избачена (113. дан)        | избачена (113. дан)        | избачена (113. дан)        | избачена (113. дан)        | избачена (113. дан)        | избачена (113. дан)        | избачена (113. дан)            | избачена (113. дан)        | избачена (113. дан)        | избачена (113. дан)        | избачена (113. дан)        | избачена (113. дан)        | избачена (113. дан)        | избачена (113. дан)        | избачена (113. дан)        | избачена (113. дан)        | избачена (113. дан)        | избачена (113. дан)        | избачена (113. дан)        | избачена (113. дан)        | избачена (113. дан)        | избачена (113. дан)        | избачена (113. дан)        | избачена (113. дан)        | избачена (113. дан)        | избачена (113. дан)        | избачена (113. дан)        | избачена (113. дан)            | избачена (113. дан)            | избачена (113. дан)            | избачена (113. дан)            | избачена (113. дан)            | избачена (113. дан)            | избачена (113. дан)            | избачена (113. дан)            | избачена (113. дан)            | избачена (113. дан)            | избачена (113. дан)            | избачена (113. дан)            | избачена (113. дан)            | избачена (113. дан)            | избачена (113. дан)            | избачена (113. дан)            | избачена (113. дан)            | избачена (113. дан)            | избачена (113. дан)            | избачена (113. дан)            | избачена (113. дан)            | избачена (113. дан)            | избачена (113. дан)            | избачена (113. дан)            | избачена (113. дан)            | избачена (113. дан)            | избачена (113. дан)            | избачена (113. дан)            | избачена (113. дан)            | избачена (113. дан)            | избачена (113. дан)            | избачена (113. дан)            | избачена (113. дан)            | избачена (113. дан)            | избачена (113. дан)            | избачена (113. дан)            | избачена (113. дан)            | избачена (113. дан)            | избачена (113. дан)            | избачена (113. дан)            | избачена (113. дан)            | избачена (113. дан)            | избачена (113. дан)            | избачена (113. дан)            | избачена (113. дан)            | избачена (113. дан)            | избачена (113. дан)            | избачена (113. дан)            | избачена (113. дан)            | избачена (113. дан)            | избачена (113. дан)            | избачена (113. дан)            | избачена (113. дан)            | избачена (113. дан)            | избачена (113. дан)            | избачена (113. дан)            | избачена (113. дан)            | избачена (113. дан)            | избачена (113. дан)            | избачена (113. дан)            | избачена (113. дан)            | избачена (113. дан)            | избачена (113. дан)            | избачена (113. дан)            | избачена (113. дан)            | избачена (113. дан)            | избачена (113. дан)            | избачена (113. дан)            | избачена (113. дан)            | избачена (113. дан)            | избачена (113. дан)            | избачена (113. дан)            |                                |                                |                                |                                |                                |                                |                                |                                |                                |                                |                                |                                |                                |                                |                                |                                |                                |                                |                                |                                |                                |                                |                                |                                |                                |                                |                                |                                |
| Снежана                            | Бебица Анђела     | Никола Ш.                  | Марко З.                   | Софија                     | Мимас                      | Стефан Ко.                 | Ена                        | нема номинације              | Јелена                       | Миљана                     | Александра Н.               | Пеја                        | нема номинације                | Терза                          | избачена (99. дан)         | избачена (99. дан)         | избачена (99. дан)         | избачена (99. дан)         | избачена (99. дан)         | избачена (99. дан)         | избачена (99. дан)         | избачена (99. дан)         | избачена (99. дан)         | избачена (99. дан)             | избачена (99. дан)         | избачена (99. дан)         | избачена (99. дан)         | избачена (99. дан)         | избачена (99. дан)         | избачена (99. дан)         | избачена (99. дан)         | избачена (99. дан)         | избачена (99. дан)         | избачена (99. дан)         | избачена (99. дан)         | избачена (99. дан)         | избачена (99. дан)         | избачена (99. дан)         | избачена (99. дан)         | избачена (99. дан)         | избачена (99. дан)         | избачена (99. дан)         | избачена (99. дан)         | избачена (99. дан)         | избачена (99. дан)             | избачена (99. дан)             | избачена (99. дан)             | избачена (99. дан)             | избачена (99. дан)             | избачена (99. дан)             | избачена (99. дан)             | избачена (99. дан)             | избачена (99. дан)             | избачена (99. дан)             | избачена (99. дан)             | избачена (99. дан)             | избачена (99. дан)             | избачена (99. дан)             | избачена (99. дан)             | избачена (99. дан)             | избачена (99. дан)             | избачена (99. дан)             | избачена (99. дан)             | избачена (99. дан)             | избачена (99. дан)             | избачена (99. дан)             | избачена (99. дан)             | избачена (99. дан)             | избачена (99. дан)             | избачена (99. дан)             | избачена (99. дан)             | избачена (99. дан)             | избачена (99. дан)             | избачена (99. дан)             | избачена (99. дан)             | избачена (99. дан)             | избачена (99. дан)             | избачена (99. дан)             | избачена (99. дан)             | избачена (99. дан)             | избачена (99. дан)             | избачена (99. дан)             | избачена (99. дан)             | избачена (99. дан)             | избачена (99. дан)             | избачена (99. дан)             | избачена (99. дан)             | избачена (99. дан)             | избачена (99. дан)             | избачена (99. дан)             | избачена (99. дан)             | избачена (99. дан)             | избачена (99. дан)             | избачена (99. дан)             | избачена (99. дан)             | избачена (99. дан)             | избачена (99. дан)             | избачена (99. дан)             | избачена (99. дан)             | избачена (99. дан)             | избачена (99. дан)             | избачена (99. дан)             | избачена (99. дан)             | избачена (99. дан)             | избачена (99. дан)             | избачена (99. дан)             | избачена (99. дан)             | избачена (99. дан)             | избачена (99. дан)             | избачена (99. дан)             | избачена (99. дан)             | избачена (99. дан)             | избачена (99. дан)             | избачена (99. дан)             |                                |                                |                                |                                |                                |                                |                                |                                |                                |                                |                                |                                |                                |                                |                                |                                |                                |                                |                                |                                |                                |                                |                                |                                |                                |                                |                                |                                |                                |                                |
| Милица В.                          | није била у кући  | није била у кући           | није била у кући           | није била у кући           | није била у кући           | није била у кући           | није била у кући           | није била у кући             | није била у кући             | није била у кући           | није била у кући            | није била у кући            | нема номинације                | изашла (97. дан)               | изашла (97. дан)           | изашла (97. дан)           | изашла (97. дан)           | изашла (97. дан)           | изашла (97. дан)           | изашла (97. дан)           | изашла (97. дан)           | изашла (97. дан)           | изашла (97. дан)           | изашла (97. дан)               | изашла (97. дан)           | изашла (97. дан)           | изашла (97. дан)           | изашла (97. дан)           | изашла (97. дан)           | изашла (97. дан)           | изашла (97. дан)           | изашла (97. дан)           | изашла (97. дан)           | изашла (97. дан)           | изашла (97. дан)           | изашла (97. дан)           | изашла (97. дан)           | изашла (97. дан)           | изашла (97. дан)           | изашла (97. дан)           | изашла (97. дан)           | изашла (97. дан)           | изашла (97. дан)           | изашла (97. дан)           | изашла (97. дан)               | изашла (97. дан)               | изашла (97. дан)               | изашла (97. дан)               | изашла (97. дан)               | изашла (97. дан)               | изашла (97. дан)               | изашла (97. дан)               | изашла (97. дан)               | изашла (97. дан)               | изашла (97. дан)               | изашла (97. дан)               | изашла (97. дан)               | изашла (97. дан)               | изашла (97. дан)               | изашла (97. дан)               | изашла (97. дан)               | изашла (97. дан)               | изашла (97. дан)               | изашла (97. дан)               | изашла (97. дан)               | изашла (97. дан)               | изашла (97. дан)               | изашла (97. дан)               | изашла (97. дан)               | изашла (97. дан)               | изашла (97. дан)               | изашла (97. дан)               | изашла (97. дан)               | изашла (97. дан)               | изашла (97. дан)               | изашла (97. дан)               | изашла (97. дан)               | изашла (97. дан)               | изашла (97. дан)               | изашла (97. дан)               | изашла (97. дан)               | изашла (97. дан)               | изашла (97. дан)               | изашла (97. дан)               | изашла (97. дан)               | изашла (97. дан)               | изашла (97. дан)               | изашла (97. дан)               | изашла (97. дан)               | изашла (97. дан)               | изашла (97. дан)               | изашла (97. дан)               | изашла (97. дан)               | изашла (97. дан)               | изашла (97. дан)               | изашла (97. дан)               | изашла (97. дан)               | изашла (97. дан)               | изашла (97. дан)               | изашла (97. дан)               | изашла (97. дан)               | изашла (97. дан)               | изашла (97. дан)               | изашла (97. дан)               | изашла (97. дан)               | изашла (97. дан)               | изашла (97. дан)               | изашла (97. дан)               | изашла (97. дан)               | изашла (97. дан)               | изашла (97. дан)               | изашла (97. дан)               | изашла (97. дан)               |                                |                                |                                |                                |                                |                                |                                |                                |                                |                                |                                |                                |                                |                                |                                |                                |                                |                                |                                |                                |                                |                                |                                |                                |                                |                                |                                |                                |                                |                                |                                |
| Александра В.                      | није била у кући  | није била у кући           | није била у кући           | није била у кући           | није била у кући           | није била у кући           | Стефан Ка.                 | нема номинације              | Урош Р.                      | нема номинације            | Александра Н.               | Пеја                        | нема номинације                | дисквалификована (97. дан)     | дисквалификована (97. дан) | дисквалификована (97. дан) | дисквалификована (97. дан) | дисквалификована (97. дан) | дисквалификована (97. дан) | дисквалификована (97. дан) | дисквалификована (97. дан) | дисквалификована (97. дан) | дисквалификована (97. дан) | дисквалификована (97. дан)     | дисквалификована (97. дан) | дисквалификована (97. дан) | дисквалификована (97. дан) | дисквалификована (97. дан) | дисквалификована (97. дан) | дисквалификована (97. дан) | дисквалификована (97. дан) | дисквалификована (97. дан) | дисквалификована (97. дан) | дисквалификована (97. дан) | дисквалификована (97. дан) | дисквалификована (97. дан) | дисквалификована (97. дан) | дисквалификована (97. дан) | дисквалификована (97. дан) | дисквалификована (97. дан) | дисквалификована (97. дан) | дисквалификована (97. дан) | дисквалификована (97. дан) | дисквалификована (97. дан) | дисквалификована (97. дан)     | дисквалификована (97. дан)     | дисквалификована (97. дан)     | дисквалификована (97. дан)     | дисквалификована (97. дан)     | дисквалификована (97. дан)     | дисквалификована (97. дан)     | дисквалификована (97. дан)     | дисквалификована (97. дан)     | дисквалификована (97. дан)     | дисквалификована (97. дан)     | дисквалификована (97. дан)     | дисквалификована (97. дан)     | дисквалификована (97. дан)     | дисквалификована (97. дан)     | дисквалификована (97. дан)     | дисквалификована (97. дан)     | дисквалификована (97. дан)     | дисквалификована (97. дан)     | дисквалификована (97. дан)     | дисквалификована (97. дан)     | дисквалификована (97. дан)     | дисквалификована (97. дан)     | дисквалификована (97. дан)     | дисквалификована (97. дан)     | дисквалификована (97. дан)     | дисквалификована (97. дан)     | дисквалификована (97. дан)     | дисквалификована (97. дан)     | дисквалификована (97. дан)     | дисквалификована (97. дан)     | дисквалификована (97. дан)     | дисквалификована (97. дан)     | дисквалификована (97. дан)     | дисквалификована (97. дан)     | дисквалификована (97. дан)     | дисквалификована (97. дан)     | дисквалификована (97. дан)     | дисквалификована (97. дан)     | дисквалификована (97. дан)     | дисквалификована (97. дан)     | дисквалификована (97. дан)     | дисквалификована (97. дан)     | дисквалификована (97. дан)     | дисквалификована (97. дан)     | дисквалификована (97. дан)     | дисквалификована (97. дан)     | дисквалификована (97. дан)     | дисквалификована (97. дан)     | дисквалификована (97. дан)     | дисквалификована (97. дан)     | дисквалификована (97. дан)     | дисквалификована (97. дан)     | дисквалификована (97. дан)     | дисквалификована (97. дан)     | дисквалификована (97. дан)     | дисквалификована (97. дан)     | дисквалификована (97. дан)     | дисквалификована (97. дан)     | дисквалификована (97. дан)     | дисквалификована (97. дан)     | дисквалификована (97. дан)     | дисквалификована (97. дан)     | дисквалификована (97. дан)     | дисквалификована (97. дан)     | дисквалификована (97. дан)     | дисквалификована (97. дан)     | дисквалификована (97. дан)     | дисквалификована (97. дан)     |                                |                                |                                |                                |                                |                                |                                |                                |                                |                                |                                |                                |                                |                                |                                |                                |                                |                                |                                |                                |                                |                                |                                |                                |                                |                                |                                |                                |                                |                                |                                |
| Ђорђе                              | није био у кући   | није био у кући            | није био у кући            | није био у кући            | није био у кући            | није био у кући            | није био у кући            | није био у кући              | Урош Р.                      | Матеа                      | Александра Н.               | Пеја                        | избачен (85. дан)              | избачен (85. дан)              | избачен (85. дан)          | избачен (85. дан)          | избачен (85. дан)          | избачен (85. дан)          | избачен (85. дан)          | избачен (85. дан)          | избачен (85. дан)          | избачен (85. дан)          | избачен (85. дан)          | избачен (85. дан)              | избачен (85. дан)          | избачен (85. дан)          | избачен (85. дан)          | избачен (85. дан)          | избачен (85. дан)          | избачен (85. дан)          | избачен (85. дан)          | избачен (85. дан)          | избачен (85. дан)          | избачен (85. дан)          | избачен (85. дан)          | избачен (85. дан)          | избачен (85. дан)          | избачен (85. дан)          | избачен (85. дан)          | избачен (85. дан)          | избачен (85. дан)          | избачен (85. дан)          | избачен (85. дан)          | избачен (85. дан)          | избачен (85. дан)              | избачен (85. дан)              | избачен (85. дан)              | избачен (85. дан)              | избачен (85. дан)              | избачен (85. дан)              | избачен (85. дан)              | избачен (85. дан)              | избачен (85. дан)              | избачен (85. дан)              | избачен (85. дан)              | избачен (85. дан)              | избачен (85. дан)              | избачен (85. дан)              | избачен (85. дан)              | избачен (85. дан)              | избачен (85. дан)              | избачен (85. дан)              | избачен (85. дан)              | избачен (85. дан)              | избачен (85. дан)              | избачен (85. дан)              | избачен (85. дан)              | избачен (85. дан)              | избачен (85. дан)              | избачен (85. дан)              | избачен (85. дан)              | избачен (85. дан)              | избачен (85. дан)              | избачен (85. дан)              | избачен (85. дан)              | избачен (85. дан)              | избачен (85. дан)              | избачен (85. дан)              | избачен (85. дан)              | избачен (85. дан)              | избачен (85. дан)              | избачен (85. дан)              | избачен (85. дан)              | избачен (85. дан)              | избачен (85. дан)              | избачен (85. дан)              | избачен (85. дан)              | избачен (85. дан)              | избачен (85. дан)              | избачен (85. дан)              | избачен (85. дан)              | избачен (85. дан)              | избачен (85. дан)              | избачен (85. дан)              | избачен (85. дан)              | избачен (85. дан)              | избачен (85. дан)              | избачен (85. дан)              | избачен (85. дан)              | избачен (85. дан)              | избачен (85. дан)              | избачен (85. дан)              | избачен (85. дан)              | избачен (85. дан)              | избачен (85. дан)              | избачен (85. дан)              | избачен (85. дан)              | избачен (85. дан)              | избачен (85. дан)              | избачен (85. дан)              | избачен (85. дан)              | избачен (85. дан)              |                                |                                |                                |                                |                                |                                |                                |                                |                                |                                |                                |                                |                                |                                |                                |                                |                                |                                |                                |                                |                                |                                |                                |                                |                                |                                |                                |                                |                                |                                |                                |                                |
| Марко З.                           | Анђела            | Никола Ш.                  | Ћирило потрчко             | Софија                     | Мимас                      | Урош С.                    | Ена                        | нема номинације              | Урош Р.                      | Миљана                     | Александра Н.               | избачен (78. дан)           | избачен (78. дан)              | избачен (78. дан)              | избачен (78. дан)          | избачен (78. дан)          | избачен (78. дан)          | избачен (78. дан)          | избачен (78. дан)          | избачен (78. дан)          | избачен (78. дан)          | избачен (78. дан)          | избачен (78. дан)          | избачен (78. дан)              | избачен (78. дан)          | избачен (78. дан)          | избачен (78. дан)          | избачен (78. дан)          | избачен (78. дан)          | избачен (78. дан)          | избачен (78. дан)          | избачен (78. дан)          | избачен (78. дан)          | избачен (78. дан)          | избачен (78. дан)          | избачен (78. дан)          | избачен (78. дан)          | избачен (78. дан)          | избачен (78. дан)          | избачен (78. дан)          | избачен (78. дан)          | избачен (78. дан)          | избачен (78. дан)          | избачен (78. дан)          | избачен (78. дан)              | избачен (78. дан)              | избачен (78. дан)              | избачен (78. дан)              | избачен (78. дан)              | избачен (78. дан)              | избачен (78. дан)              | избачен (78. дан)              | избачен (78. дан)              | избачен (78. дан)              | избачен (78. дан)              | избачен (78. дан)              | избачен (78. дан)              | избачен (78. дан)              | избачен (78. дан)              | избачен (78. дан)              | избачен (78. дан)              | избачен (78. дан)              | избачен (78. дан)              | избачен (78. дан)              | избачен (78. дан)              | избачен (78. дан)              | избачен (78. дан)              | избачен (78. дан)              | избачен (78. дан)              | избачен (78. дан)              | избачен (78. дан)              | избачен (78. дан)              | избачен (78. дан)              | избачен (78. дан)              | избачен (78. дан)              | избачен (78. дан)              | избачен (78. дан)              | избачен (78. дан)              | избачен (78. дан)              | избачен (78. дан)              | избачен (78. дан)              | избачен (78. дан)              | избачен (78. дан)              | избачен (78. дан)              | избачен (78. дан)              | избачен (78. дан)              | избачен (78. дан)              | избачен (78. дан)              | избачен (78. дан)              | избачен (78. дан)              | избачен (78. дан)              | избачен (78. дан)              | избачен (78. дан)              | избачен (78. дан)              | избачен (78. дан)              | избачен (78. дан)              | избачен (78. дан)              | избачен (78. дан)              | избачен (78. дан)              | избачен (78. дан)              | избачен (78. дан)              | избачен (78. дан)              | избачен (78. дан)              | избачен (78. дан)              | избачен (78. дан)              | избачен (78. дан)              | избачен (78. дан)              | избачен (78. дан)              | избачен (78. дан)              | избачен (78. дан)              | избачен (78. дан)              |                                |                                |                                |                                |                                |                                |                                |                                |                                |                                |                                |                                |                                |                                |                                |                                |                                |                                |                                |                                |                                |                                |                                |                                |                                |                                |                                |                                |                                |                                |                                |                                |                                |
| Кристина М.                        | Матеја            | Марко З. Никола Ш.         | Ћуба                       | Терза                      | Мимас                      | Урош С.                    | Ена                        | нема номинације              | Урош Р.                      | Миљана                     | избачена (71. дан)          | избачена (71. дан)          | избачена (71. дан)             | избачена (71. дан)             | избачена (71. дан)         | избачена (71. дан)         | избачена (71. дан)         | избачена (71. дан)         | избачена (71. дан)         | избачена (71. дан)         | избачена (71. дан)         | избачена (71. дан)         | избачена (71. дан)         | избачена (71. дан)             | избачена (71. дан)         | избачена (71. дан)         | избачена (71. дан)         | избачена (71. дан)         | избачена (71. дан)         | избачена (71. дан)         | избачена (71. дан)         | избачена (71. дан)         | избачена (71. дан)         | избачена (71. дан)         | избачена (71. дан)         | избачена (71. дан)         | избачена (71. дан)         | избачена (71. дан)         | избачена (71. дан)         | избачена (71. дан)         | избачена (71. дан)         | избачена (71. дан)         | избачена (71. дан)         | избачена (71. дан)         | избачена (71. дан)             | избачена (71. дан)             | избачена (71. дан)             | избачена (71. дан)             | избачена (71. дан)             | избачена (71. дан)             | избачена (71. дан)             | избачена (71. дан)             | избачена (71. дан)             | избачена (71. дан)             | избачена (71. дан)             | избачена (71. дан)             | избачена (71. дан)             | избачена (71. дан)             | избачена (71. дан)             | избачена (71. дан)             | избачена (71. дан)             | избачена (71. дан)             | избачена (71. дан)             | избачена (71. дан)             | избачена (71. дан)             | избачена (71. дан)             | избачена (71. дан)             | избачена (71. дан)             | избачена (71. дан)             | избачена (71. дан)             | избачена (71. дан)             | избачена (71. дан)             | избачена (71. дан)             | избачена (71. дан)             | избачена (71. дан)             | избачена (71. дан)             | избачена (71. дан)             | избачена (71. дан)             | избачена (71. дан)             | избачена (71. дан)             | избачена (71. дан)             | избачена (71. дан)             | избачена (71. дан)             | избачена (71. дан)             | избачена (71. дан)             | избачена (71. дан)             | избачена (71. дан)             | избачена (71. дан)             | избачена (71. дан)             | избачена (71. дан)             | избачена (71. дан)             | избачена (71. дан)             | избачена (71. дан)             | избачена (71. дан)             | избачена (71. дан)             | избачена (71. дан)             | избачена (71. дан)             | избачена (71. дан)             | избачена (71. дан)             | избачена (71. дан)             | избачена (71. дан)             | избачена (71. дан)             | избачена (71. дан)             | избачена (71. дан)             | избачена (71. дан)             | избачена (71. дан)             | избачена (71. дан)             | избачена (71. дан)             | избачена (71. дан)             | избачена (71. дан)             |                                |                                |                                |                                |                                |                                |                                |                                |                                |                                |                                |                                |                                |                                |                                |                                |                                |                                |                                |                                |                                |                                |                                |                                |                                |                                |                                |                                |                                |                                |                                |                                |                                |                                |
| Никола Ш.                          | Матеја            | потрчко                    | Ћуба                       | Софија                     | Никола Г.                  | Урош С.                    | Ена                        | нема номинације              | Урош Р.                      | Миљана                     | дисквалификован (70. дан)   | дисквалификован (70. дан)   | дисквалификован (70. дан)      | дисквалификован (70. дан)      | дисквалификован (70. дан)  | дисквалификован (70. дан)  | дисквалификован (70. дан)  | дисквалификован (70. дан)  | дисквалификован (70. дан)  | дисквалификован (70. дан)  | дисквалификован (70. дан)  | дисквалификован (70. дан)  | дисквалификован (70. дан)  | дисквалификован (70. дан)      | дисквалификован (70. дан)  | дисквалификован (70. дан)  | дисквалификован (70. дан)  | дисквалификован (70. дан)  | дисквалификован (70. дан)  | дисквалификован (70. дан)  | дисквалификован (70. дан)  | дисквалификован (70. дан)  | дисквалификован (70. дан)  | дисквалификован (70. дан)  | дисквалификован (70. дан)  | дисквалификован (70. дан)  | дисквалификован (70. дан)  | дисквалификован (70. дан)  | дисквалификован (70. дан)  | дисквалификован (70. дан)  | дисквалификован (70. дан)  | дисквалификован (70. дан)  | дисквалификован (70. дан)  | дисквалификован (70. дан)  | дисквалификован (70. дан)      | дисквалификован (70. дан)      | дисквалификован (70. дан)      | дисквалификован (70. дан)      | дисквалификован (70. дан)      | дисквалификован (70. дан)      | дисквалификован (70. дан)      | дисквалификован (70. дан)      | дисквалификован (70. дан)      | дисквалификован (70. дан)      | дисквалификован (70. дан)      | дисквалификован (70. дан)      | дисквалификован (70. дан)      | дисквалификован (70. дан)      | дисквалификован (70. дан)      | дисквалификован (70. дан)      | дисквалификован (70. дан)      | дисквалификован (70. дан)      | дисквалификован (70. дан)      | дисквалификован (70. дан)      | дисквалификован (70. дан)      | дисквалификован (70. дан)      | дисквалификован (70. дан)      | дисквалификован (70. дан)      | дисквалификован (70. дан)      | дисквалификован (70. дан)      | дисквалификован (70. дан)      | дисквалификован (70. дан)      | дисквалификован (70. дан)      | дисквалификован (70. дан)      | дисквалификован (70. дан)      | дисквалификован (70. дан)      | дисквалификован (70. дан)      | дисквалификован (70. дан)      | дисквалификован (70. дан)      | дисквалификован (70. дан)      | дисквалификован (70. дан)      | дисквалификован (70. дан)      | дисквалификован (70. дан)      | дисквалификован (70. дан)      | дисквалификован (70. дан)      | дисквалификован (70. дан)      | дисквалификован (70. дан)      | дисквалификован (70. дан)      | дисквалификован (70. дан)      | дисквалификован (70. дан)      | дисквалификован (70. дан)      | дисквалификован (70. дан)      | дисквалификован (70. дан)      | дисквалификован (70. дан)      | дисквалификован (70. дан)      | дисквалификован (70. дан)      | дисквалификован (70. дан)      | дисквалификован (70. дан)      | дисквалификован (70. дан)      | дисквалификован (70. дан)      | дисквалификован (70. дан)      | дисквалификован (70. дан)      | дисквалификован (70. дан)      | дисквалификован (70. дан)      | дисквалификован (70. дан)      | дисквалификован (70. дан)      | дисквалификован (70. дан)      | дисквалификован (70. дан)      | дисквалификован (70. дан)      | дисквалификован (70. дан)      |                                |                                |                                |                                |                                |                                |                                |                                |                                |                                |                                |                                |                                |                                |                                |                                |                                |                                |                                |                                |                                |                                |                                |                                |                                |                                |                                |                                |                                |                                |                                |                                |                                |                                |
| Барби                              | Матеја            | Кристина Б. Никола Ш.      | Марко З.                   | Терза                      | Мимас                      | Стефан Ко.                 | Терза Стефан Ка.           | нема номинације              | Урош Р.                      | избачена (64. дан)         | избачена (64. дан)          | избачена (64. дан)          | избачена (64. дан)             | избачена (64. дан)             | избачена (64. дан)         | избачена (64. дан)         | избачена (64. дан)         | избачена (64. дан)         | избачена (64. дан)         | избачена (64. дан)         | избачена (64. дан)         | избачена (64. дан)         | избачена (64. дан)         | избачена (64. дан)             | избачена (64. дан)         | избачена (64. дан)         | избачена (64. дан)         | избачена (64. дан)         | избачена (64. дан)         | избачена (64. дан)         | избачена (64. дан)         | избачена (64. дан)         | избачена (64. дан)         | избачена (64. дан)         | избачена (64. дан)         | избачена (64. дан)         | избачена (64. дан)         | избачена (64. дан)         | избачена (64. дан)         | избачена (64. дан)         | избачена (64. дан)         | избачена (64. дан)         | избачена (64. дан)         | избачена (64. дан)         | избачена (64. дан)             | избачена (64. дан)             | избачена (64. дан)             | избачена (64. дан)             | избачена (64. дан)             | избачена (64. дан)             | избачена (64. дан)             | избачена (64. дан)             | избачена (64. дан)             | избачена (64. дан)             | избачена (64. дан)             | избачена (64. дан)             | избачена (64. дан)             | избачена (64. дан)             | избачена (64. дан)             | избачена (64. дан)             | избачена (64. дан)             | избачена (64. дан)             | избачена (64. дан)             | избачена (64. дан)             | избачена (64. дан)             | избачена (64. дан)             | избачена (64. дан)             | избачена (64. дан)             | избачена (64. дан)             | избачена (64. дан)             | избачена (64. дан)             | избачена (64. дан)             | избачена (64. дан)             | избачена (64. дан)             | избачена (64. дан)             | избачена (64. дан)             | избачена (64. дан)             | избачена (64. дан)             | избачена (64. дан)             | избачена (64. дан)             | избачена (64. дан)             | избачена (64. дан)             | избачена (64. дан)             | избачена (64. дан)             | избачена (64. дан)             | избачена (64. дан)             | избачена (64. дан)             | избачена (64. дан)             | избачена (64. дан)             | избачена (64. дан)             | избачена (64. дан)             | избачена (64. дан)             | избачена (64. дан)             | избачена (64. дан)             | избачена (64. дан)             | избачена (64. дан)             | избачена (64. дан)             | избачена (64. дан)             | избачена (64. дан)             | избачена (64. дан)             | избачена (64. дан)             | избачена (64. дан)             | избачена (64. дан)             | избачена (64. дан)             | избачена (64. дан)             | избачена (64. дан)             | избачена (64. дан)             | избачена (64. дан)             | избачена (64. дан)             |                                |                                |                                |                                |                                |                                |                                |                                |                                |                                |                                |                                |                                |                                |                                |                                |                                |                                |                                |                                |                                |                                |                                |                                |                                |                                |                                |                                |                                |                                |                                |                                |                                |                                |                                |
|                                    | Анђела            | Никола Ш.                  | Марко З.                   | Терза                      | Мимас                      | Урош С.                    | Ена                        | Миљана                       | дисквалификован (59. дан)    | дисквалификован (59. дан)  | дисквалификован (59. дан)   | дисквалификован (59. дан)   | дисквалификован (59. дан)      | дисквалификован (59. дан)      | дисквалификован (59. дан)  | дисквалификован (59. дан)  | дисквалификован (59. дан)  | дисквалификован (59. дан)  | дисквалификован (59. дан)  | дисквалификован (59. дан)  | дисквалификован (59. дан)  | дисквалификован (59. дан)  | дисквалификован (59. дан)  | дисквалификован (59. дан)      | дисквалификован (59. дан)  | дисквалификован (59. дан)  | дисквалификован (59. дан)  | дисквалификован (59. дан)  | дисквалификован (59. дан)  | дисквалификован (59. дан)  | дисквалификован (59. дан)  | дисквалификован (59. дан)  | дисквалификован (59. дан)  | дисквалификован (59. дан)  | дисквалификован (59. дан)  | дисквалификован (59. дан)  | дисквалификован (59. дан)  | дисквалификован (59. дан)  | дисквалификован (59. дан)  | дисквалификован (59. дан)  | дисквалификован (59. дан)  | дисквалификован (59. дан)  | дисквалификован (59. дан)  | дисквалификован (59. дан)  | дисквалификован (59. дан)      | дисквалификован (59. дан)      | дисквалификован (59. дан)      | дисквалификован (59. дан)      | дисквалификован (59. дан)      | дисквалификован (59. дан)      | дисквалификован (59. дан)      | дисквалификован (59. дан)      | дисквалификован (59. дан)      | дисквалификован (59. дан)      | дисквалификован (59. дан)      | дисквалификован (59. дан)      | дисквалификован (59. дан)      | дисквалификован (59. дан)      | дисквалификован (59. дан)      | дисквалификован (59. дан)      | дисквалификован (59. дан)      | дисквалификован (59. дан)      | дисквалификован (59. дан)      | дисквалификован (59. дан)      | дисквалификован (59. дан)      | дисквалификован (59. дан)      | дисквалификован (59. дан)      | дисквалификован (59. дан)      | дисквалификован (59. дан)      | дисквалификован (59. дан)      | дисквалификован (59. дан)      | дисквалификован (59. дан)      | дисквалификован (59. дан)      | дисквалификован (59. дан)      | дисквалификован (59. дан)      | дисквалификован (59. дан)      | дисквалификован (59. дан)      | дисквалификован (59. дан)      | дисквалификован (59. дан)      | дисквалификован (59. дан)      | дисквалификован (59. дан)      | дисквалификован (59. дан)      | дисквалификован (59. дан)      | дисквалификован (59. дан)      | дисквалификован (59. дан)      | дисквалификован (59. дан)      | дисквалификован (59. дан)      | дисквалификован (59. дан)      | дисквалификован (59. дан)      | дисквалификован (59. дан)      | дисквалификован (59. дан)      | дисквалификован (59. дан)      | дисквалификован (59. дан)      | дисквалификован (59. дан)      | дисквалификован (59. дан)      | дисквалификован (59. дан)      | дисквалификован (59. дан)      | дисквалификован (59. дан)      | дисквалификован (59. дан)      | дисквалификован (59. дан)      | дисквалификован (59. дан)      | дисквалификован (59. дан)      | дисквалификован (59. дан)      | дисквалификован (59. дан)      | дисквалификован (59. дан)      | дисквалификован (59. дан)      | дисквалификован (59. дан)      | дисквалификован (59. дан)      |                                |                                |                                |                                |                                |                                |                                |                                |                                |                                |                                |                                |                                |                                |                                |                                |                                |                                |                                |                                |                                |                                |                                |                                |                                |                                |                                |                                |                                |                                |                                |                                |                                |                                |                                |                                |
| Миона                              | Анђела            | Никола Ш.                  | Марко З.                   | Терза                      | Никола Г.                  | Урош С.                    | Ена                        | Миљана                       | дисквалификована (59. дан)   | дисквалификована (59. дан) | дисквалификована (59. дан)  | дисквалификована (59. дан)  | дисквалификована (59. дан)     | дисквалификована (59. дан)     | дисквалификована (59. дан) | дисквалификована (59. дан) | дисквалификована (59. дан) | дисквалификована (59. дан) | дисквалификована (59. дан) | дисквалификована (59. дан) | дисквалификована (59. дан) | дисквалификована (59. дан) | дисквалификована (59. дан) | дисквалификована (59. дан)     | дисквалификована (59. дан) | дисквалификована (59. дан) | дисквалификована (59. дан) | дисквалификована (59. дан) | дисквалификована (59. дан) | дисквалификована (59. дан) | дисквалификована (59. дан) | дисквалификована (59. дан) | дисквалификована (59. дан) | дисквалификована (59. дан) | дисквалификована (59. дан) | дисквалификована (59. дан) | дисквалификована (59. дан) | дисквалификована (59. дан) | дисквалификована (59. дан) | дисквалификована (59. дан) | дисквалификована (59. дан) | дисквалификована (59. дан) | дисквалификована (59. дан) | дисквалификована (59. дан) | дисквалификована (59. дан)     | дисквалификована (59. дан)     | дисквалификована (59. дан)     | дисквалификована (59. дан)     | дисквалификована (59. дан)     | дисквалификована (59. дан)     | дисквалификована (59. дан)     | дисквалификована (59. дан)     | дисквалификована (59. дан)     | дисквалификована (59. дан)     | дисквалификована (59. дан)     | дисквалификована (59. дан)     | дисквалификована (59. дан)     | дисквалификована (59. дан)     | дисквалификована (59. дан)     | дисквалификована (59. дан)     | дисквалификована (59. дан)     | дисквалификована (59. дан)     | дисквалификована (59. дан)     | дисквалификована (59. дан)     | дисквалификована (59. дан)     | дисквалификована (59. дан)     | дисквалификована (59. дан)     | дисквалификована (59. дан)     | дисквалификована (59. дан)     | дисквалификована (59. дан)     | дисквалификована (59. дан)     | дисквалификована (59. дан)     | дисквалификована (59. дан)     | дисквалификована (59. дан)     | дисквалификована (59. дан)     | дисквалификована (59. дан)     | дисквалификована (59. дан)     | дисквалификована (59. дан)     | дисквалификована (59. дан)     | дисквалификована (59. дан)     | дисквалификована (59. дан)     | дисквалификована (59. дан)     | дисквалификована (59. дан)     | дисквалификована (59. дан)     | дисквалификована (59. дан)     | дисквалификована (59. дан)     | дисквалификована (59. дан)     | дисквалификована (59. дан)     | дисквалификована (59. дан)     | дисквалификована (59. дан)     | дисквалификована (59. дан)     | дисквалификована (59. дан)     | дисквалификована (59. дан)     | дисквалификована (59. дан)     | дисквалификована (59. дан)     | дисквалификована (59. дан)     | дисквалификована (59. дан)     | дисквалификована (59. дан)     | дисквалификована (59. дан)     | дисквалификована (59. дан)     | дисквалификована (59. дан)     | дисквалификована (59. дан)     | дисквалификована (59. дан)     | дисквалификована (59. дан)     | дисквалификована (59. дан)     | дисквалификована (59. дан)     | дисквалификована (59. дан)     | дисквалификована (59. дан)     |                                |                                |                                |                                |                                |                                |                                |                                |                                |                                |                                |                                |                                |                                |                                |                                |                                |                                |                                |                                |                                |                                |                                |                                |                                |                                |                                |                                |                                |                                |                                |                                |                                |                                |                                |                                |
| Филип                              | Анђела            | Слађа                      | Марко З.                   | Терза                      | Никола Г.                  | Урош С.                    | Стефан Ка.                 | избачен (50. дан)            | избачен (50. дан)            | избачен (50. дан)          | избачен (50. дан)           | избачен (50. дан)           | избачен (50. дан)              | избачен (50. дан)              | избачен (50. дан)          | избачен (50. дан)          | избачен (50. дан)          | избачен (50. дан)          | избачен (50. дан)          | избачен (50. дан)          | избачен (50. дан)          | избачен (50. дан)          | избачен (50. дан)          | избачен (50. дан)              | избачен (50. дан)          | избачен (50. дан)          | избачен (50. дан)          | избачен (50. дан)          | избачен (50. дан)          | избачен (50. дан)          | избачен (50. дан)          | избачен (50. дан)          | избачен (50. дан)          | избачен (50. дан)          | избачен (50. дан)          | избачен (50. дан)          | избачен (50. дан)          | избачен (50. дан)          | избачен (50. дан)          | избачен (50. дан)          | избачен (50. дан)          | избачен (50. дан)          | избачен (50. дан)          | избачен (50. дан)          | избачен (50. дан)              | избачен (50. дан)              | избачен (50. дан)              | избачен (50. дан)              | избачен (50. дан)              | избачен (50. дан)              | избачен (50. дан)              | избачен (50. дан)              | избачен (50. дан)              | избачен (50. дан)              | избачен (50. дан)              | избачен (50. дан)              | избачен (50. дан)              | избачен (50. дан)              | избачен (50. дан)              | избачен (50. дан)              | избачен (50. дан)              | избачен (50. дан)              | избачен (50. дан)              | избачен (50. дан)              | избачен (50. дан)              | избачен (50. дан)              | избачен (50. дан)              | избачен (50. дан)              | избачен (50. дан)              | избачен (50. дан)              | избачен (50. дан)              | избачен (50. дан)              | избачен (50. дан)              | избачен (50. дан)              | избачен (50. дан)              | избачен (50. дан)              | избачен (50. дан)              | избачен (50. дан)              | избачен (50. дан)              | избачен (50. дан)              | избачен (50. дан)              | избачен (50. дан)              | избачен (50. дан)              | избачен (50. дан)              | избачен (50. дан)              | избачен (50. дан)              | избачен (50. дан)              | избачен (50. дан)              | избачен (50. дан)              | избачен (50. дан)              | избачен (50. дан)              | избачен (50. дан)              | избачен (50. дан)              | избачен (50. дан)              | избачен (50. дан)              | избачен (50. дан)              | избачен (50. дан)              | избачен (50. дан)              | избачен (50. дан)              | избачен (50. дан)              | избачен (50. дан)              | избачен (50. дан)              | избачен (50. дан)              | избачен (50. дан)              | избачен (50. дан)              | избачен (50. дан)              | избачен (50. дан)              |                                |                                |                                |                                |                                |                                |                                |                                |                                |                                |                                |                                |                                |                                |                                |                                |                                |                                |                                |                                |                                |                                |                                |                                |                                |                                |                                |                                |                                |                                |                                |                                |                                |                                |                                |                                |                                |
| Мића                               | Матеја            | Никола Ш.                  | Ћуба                       | Софија                     | Никола Г.                  | Урош С.                    | избачен (43. дан)          | избачен (43. дан)            | избачен (43. дан)            | избачен (43. дан)          | избачен (43. дан)           | избачен (43. дан)           | избачен (43. дан)              | избачен (43. дан)              | избачен (43. дан)          | избачен (43. дан)          | избачен (43. дан)          | избачен (43. дан)          | избачен (43. дан)          | избачен (43. дан)          | избачен (43. дан)          | избачен (43. дан)          | избачен (43. дан)          | избачен (43. дан)              | избачен (43. дан)          | избачен (43. дан)          | избачен (43. дан)          | избачен (43. дан)          | избачен (43. дан)          | избачен (43. дан)          | избачен (43. дан)          | избачен (43. дан)          | избачен (43. дан)          | избачен (43. дан)          | избачен (43. дан)          | избачен (43. дан)          | избачен (43. дан)          | избачен (43. дан)          | избачен (43. дан)          | избачен (43. дан)          | избачен (43. дан)          | избачен (43. дан)          | избачен (43. дан)          | избачен (43. дан)          | избачен (43. дан)              | избачен (43. дан)              | избачен (43. дан)              | избачен (43. дан)              | избачен (43. дан)              | избачен (43. дан)              | избачен (43. дан)              | избачен (43. дан)              | избачен (43. дан)              | избачен (43. дан)              | избачен (43. дан)              | избачен (43. дан)              | избачен (43. дан)              | избачен (43. дан)              | избачен (43. дан)              | избачен (43. дан)              | избачен (43. дан)              | избачен (43. дан)              | избачен (43. дан)              | избачен (43. дан)              | избачен (43. дан)              | избачен (43. дан)              | избачен (43. дан)              | избачен (43. дан)              | избачен (43. дан)              | избачен (43. дан)              | избачен (43. дан)              | избачен (43. дан)              | избачен (43. дан)              | избачен (43. дан)              | избачен (43. дан)              | избачен (43. дан)              | избачен (43. дан)              | избачен (43. дан)              | избачен (43. дан)              | избачен (43. дан)              | избачен (43. дан)              | избачен (43. дан)              | избачен (43. дан)              | избачен (43. дан)              | избачен (43. дан)              | избачен (43. дан)              | избачен (43. дан)              | избачен (43. дан)              | избачен (43. дан)              | избачен (43. дан)              | избачен (43. дан)              | избачен (43. дан)              | избачен (43. дан)              | избачен (43. дан)              | избачен (43. дан)              | избачен (43. дан)              | избачен (43. дан)              | избачен (43. дан)              | избачен (43. дан)              | избачен (43. дан)              | избачен (43. дан)              | избачен (43. дан)              | избачен (43. дан)              | избачен (43. дан)              | избачен (43. дан)              | избачен (43. дан)              |                                |                                |                                |                                |                                |                                |                                |                                |                                |                                |                                |                                |                                |                                |                                |                                |                                |                                |                                |                                |                                |                                |                                |                                |                                |                                |                                |                                |                                |                                |                                |                                |                                |                                |                                |                                |                                |                                |
| Саша                               | није био у кући   | није био у кући            | није био у кући            | Терза                      | Мимас                      | избачен (36. дан)          | избачен (36. дан)          | избачен (36. дан)            | избачен (36. дан)            | избачен (36. дан)          | избачен (36. дан)           | избачен (36. дан)           | избачен (36. дан)              | избачен (36. дан)              | избачен (36. дан)          | избачен (36. дан)          | избачен (36. дан)          | избачен (36. дан)          | избачен (36. дан)          | избачен (36. дан)          | избачен (36. дан)          | избачен (36. дан)          | избачен (36. дан)          | избачен (36. дан)              | избачен (36. дан)          | избачен (36. дан)          | избачен (36. дан)          | избачен (36. дан)          | избачен (36. дан)          | избачен (36. дан)          | избачен (36. дан)          | избачен (36. дан)          | избачен (36. дан)          | избачен (36. дан)          | избачен (36. дан)          | избачен (36. дан)          | избачен (36. дан)          | избачен (36. дан)          | избачен (36. дан)          | избачен (36. дан)          | избачен (36. дан)          | избачен (36. дан)          | избачен (36. дан)          | избачен (36. дан)          | избачен (36. дан)              | избачен (36. дан)              | избачен (36. дан)              | избачен (36. дан)              | избачен (36. дан)              | избачен (36. дан)              | избачен (36. дан)              | избачен (36. дан)              | избачен (36. дан)              | избачен (36. дан)              | избачен (36. дан)              | избачен (36. дан)              | избачен (36. дан)              | избачен (36. дан)              | избачен (36. дан)              | избачен (36. дан)              | избачен (36. дан)              | избачен (36. дан)              | избачен (36. дан)              | избачен (36. дан)              | избачен (36. дан)              | избачен (36. дан)              | избачен (36. дан)              | избачен (36. дан)              | избачен (36. дан)              | избачен (36. дан)              | избачен (36. дан)              | избачен (36. дан)              | избачен (36. дан)              | избачен (36. дан)              | избачен (36. дан)              | избачен (36. дан)              | избачен (36. дан)              | избачен (36. дан)              | избачен (36. дан)              | избачен (36. дан)              | избачен (36. дан)              | избачен (36. дан)              | избачен (36. дан)              | избачен (36. дан)              | избачен (36. дан)              | избачен (36. дан)              | избачен (36. дан)              | избачен (36. дан)              | избачен (36. дан)              | избачен (36. дан)              | избачен (36. дан)              | избачен (36. дан)              | избачен (36. дан)              | избачен (36. дан)              | избачен (36. дан)              | избачен (36. дан)              | избачен (36. дан)              | избачен (36. дан)              | избачен (36. дан)              | избачен (36. дан)              | избачен (36. дан)              | избачен (36. дан)              | избачен (36. дан)              | избачен (36. дан)              | избачен (36. дан)              |                                |                                |                                |                                |                                |                                |                                |                                |                                |                                |                                |                                |                                |                                |                                |                                |                                |                                |                                |                                |                                |                                |                                |                                |                                |                                |                                |                                |                                |                                |                                |                                |                                |                                |                                |                                |                                |                                |                                |
| Силвија                            | Матеја            | Марко З. Никола Ш.         | Марко З.                   | нема номинације            | дисквалификована (31. дан) | дисквалификована (31. дан) | дисквалификована (31. дан) | дисквалификована (31. дан)   | дисквалификована (31. дан)   | дисквалификована (31. дан) | дисквалификована (31. дан)  | дисквалификована (31. дан)  | дисквалификована (31. дан)     | дисквалификована (31. дан)     | дисквалификована (31. дан) | дисквалификована (31. дан) | дисквалификована (31. дан) | дисквалификована (31. дан) | дисквалификована (31. дан) | дисквалификована (31. дан) | дисквалификована (31. дан) | дисквалификована (31. дан) | дисквалификована (31. дан) | дисквалификована (31. дан)     | дисквалификована (31. дан) | дисквалификована (31. дан) | дисквалификована (31. дан) | дисквалификована (31. дан) | дисквалификована (31. дан) | дисквалификована (31. дан) | дисквалификована (31. дан) | дисквалификована (31. дан) | дисквалификована (31. дан) | дисквалификована (31. дан) | дисквалификована (31. дан) | дисквалификована (31. дан) | дисквалификована (31. дан) | дисквалификована (31. дан) | дисквалификована (31. дан) | дисквалификована (31. дан) | дисквалификована (31. дан) | дисквалификована (31. дан) | дисквалификована (31. дан) | дисквалификована (31. дан) | дисквалификована (31. дан)     | дисквалификована (31. дан)     | дисквалификована (31. дан)     | дисквалификована (31. дан)     | дисквалификована (31. дан)     | дисквалификована (31. дан)     | дисквалификована (31. дан)     | дисквалификована (31. дан)     | дисквалификована (31. дан)     | дисквалификована (31. дан)     | дисквалификована (31. дан)     | дисквалификована (31. дан)     | дисквалификована (31. дан)     | дисквалификована (31. дан)     | дисквалификована (31. дан)     | дисквалификована (31. дан)     | дисквалификована (31. дан)     | дисквалификована (31. дан)     | дисквалификована (31. дан)     | дисквалификована (31. дан)     | дисквалификована (31. дан)     | дисквалификована (31. дан)     | дисквалификована (31. дан)     | дисквалификована (31. дан)     | дисквалификована (31. дан)     | дисквалификована (31. дан)     | дисквалификована (31. дан)     | дисквалификована (31. дан)     | дисквалификована (31. дан)     | дисквалификована (31. дан)     | дисквалификована (31. дан)     | дисквалификована (31. дан)     | дисквалификована (31. дан)     | дисквалификована (31. дан)     | дисквалификована (31. дан)     | дисквалификована (31. дан)     | дисквалификована (31. дан)     | дисквалификована (31. дан)     | дисквалификована (31. дан)     | дисквалификована (31. дан)     | дисквалификована (31. дан)     | дисквалификована (31. дан)     | дисквалификована (31. дан)     | дисквалификована (31. дан)     | дисквалификована (31. дан)     | дисквалификована (31. дан)     | дисквалификована (31. дан)     | дисквалификована (31. дан)     | дисквалификована (31. дан)     | дисквалификована (31. дан)     | дисквалификована (31. дан)     | дисквалификована (31. дан)     | дисквалификована (31. дан)     | дисквалификована (31. дан)     | дисквалификована (31. дан)     | дисквалификована (31. дан)     | дисквалификована (31. дан)     | дисквалификована (31. дан)     | дисквалификована (31. дан)     | дисквалификована (31. дан)     |                                |                                |                                |                                |                                |                                |                                |                                |                                |                                |                                |                                |                                |                                |                                |                                |                                |                                |                                |                                |                                |                                |                                |                                |                                |                                |                                |                                |                                |                                |                                |                                |                                |                                |                                |                                |                                |                                |                                |                                |
| Милош С.                           | Анђела            | Никола Ш.                  | Ћуба                       | нема номинације            | избачен (29. дан)          | избачен (29. дан)          | избачен (29. дан)          | избачен (29. дан)            | избачен (29. дан)            | избачен (29. дан)          | избачен (29. дан)           | избачен (29. дан)           | избачен (29. дан)              | избачен (29. дан)              | избачен (29. дан)          | избачен (29. дан)          | избачен (29. дан)          | избачен (29. дан)          | избачен (29. дан)          | избачен (29. дан)          | избачен (29. дан)          | избачен (29. дан)          | избачен (29. дан)          | избачен (29. дан)              | избачен (29. дан)          | избачен (29. дан)          | избачен (29. дан)          | избачен (29. дан)          | избачен (29. дан)          | избачен (29. дан)          | избачен (29. дан)          | избачен (29. дан)          | избачен (29. дан)          | избачен (29. дан)          | избачен (29. дан)          | избачен (29. дан)          | избачен (29. дан)          | избачен (29. дан)          | избачен (29. дан)          | избачен (29. дан)          | избачен (29. дан)          | избачен (29. дан)          | избачен (29. дан)          | избачен (29. дан)          | избачен (29. дан)              | избачен (29. дан)              | избачен (29. дан)              | избачен (29. дан)              | избачен (29. дан)              | избачен (29. дан)              | избачен (29. дан)              | избачен (29. дан)              | избачен (29. дан)              | избачен (29. дан)              | избачен (29. дан)              | избачен (29. дан)              | избачен (29. дан)              | избачен (29. дан)              | избачен (29. дан)              | избачен (29. дан)              | избачен (29. дан)              | избачен (29. дан)              | избачен (29. дан)              | избачен (29. дан)              | избачен (29. дан)              | избачен (29. дан)              | избачен (29. дан)              | избачен (29. дан)              | избачен (29. дан)              | избачен (29. дан)              | избачен (29. дан)              | избачен (29. дан)              | избачен (29. дан)              | избачен (29. дан)              | избачен (29. дан)              | избачен (29. дан)              | избачен (29. дан)              | избачен (29. дан)              | избачен (29. дан)              | избачен (29. дан)              | избачен (29. дан)              | избачен (29. дан)              | избачен (29. дан)              | избачен (29. дан)              | избачен (29. дан)              | избачен (29. дан)              | избачен (29. дан)              | избачен (29. дан)              | избачен (29. дан)              | избачен (29. дан)              | избачен (29. дан)              | избачен (29. дан)              | избачен (29. дан)              | избачен (29. дан)              | избачен (29. дан)              | избачен (29. дан)              | избачен (29. дан)              | избачен (29. дан)              | избачен (29. дан)              | избачен (29. дан)              | избачен (29. дан)              | избачен (29. дан)              | избачен (29. дан)              | избачен (29. дан)              |                                |                                |                                |                                |                                |                                |                                |                                |                                |                                |                                |                                |                                |                                |                                |                                |                                |                                |                                |                                |                                |                                |                                |                                |                                |                                |                                |                                |                                |                                |                                |                                |                                |                                |                                |                                |                                |                                |                                |                                |
| Ивана К.                           | Матеја            | нема номинације            | Ћуба                       | дисквалификована (23. дан) | дисквалификована (23. дан) | дисквалификована (23. дан) | дисквалификована (23. дан) | дисквалификована (23. дан)   | дисквалификована (23. дан)   | дисквалификована (23. дан) | дисквалификована (23. дан)  | дисквалификована (23. дан)  | дисквалификована (23. дан)     | дисквалификована (23. дан)     | дисквалификована (23. дан) | дисквалификована (23. дан) | дисквалификована (23. дан) | дисквалификована (23. дан) | дисквалификована (23. дан) | дисквалификована (23. дан) | дисквалификована (23. дан) | дисквалификована (23. дан) | дисквалификована (23. дан) | дисквалификована (23. дан)     | дисквалификована (23. дан) | дисквалификована (23. дан) | дисквалификована (23. дан) | дисквалификована (23. дан) | дисквалификована (23. дан) | дисквалификована (23. дан) | дисквалификована (23. дан) | дисквалификована (23. дан) | дисквалификована (23. дан) | дисквалификована (23. дан) | дисквалификована (23. дан) | дисквалификована (23. дан) | дисквалификована (23. дан) | дисквалификована (23. дан) | дисквалификована (23. дан) | дисквалификована (23. дан) | дисквалификована (23. дан) | дисквалификована (23. дан) | дисквалификована (23. дан) | дисквалификована (23. дан) | дисквалификована (23. дан)     | дисквалификована (23. дан)     | дисквалификована (23. дан)     | дисквалификована (23. дан)     | дисквалификована (23. дан)     | дисквалификована (23. дан)     | дисквалификована (23. дан)     | дисквалификована (23. дан)     | дисквалификована (23. дан)     | дисквалификована (23. дан)     | дисквалификована (23. дан)     | дисквалификована (23. дан)     | дисквалификована (23. дан)     | дисквалификована (23. дан)     | дисквалификована (23. дан)     | дисквалификована (23. дан)     | дисквалификована (23. дан)     | дисквалификована (23. дан)     | дисквалификована (23. дан)     | дисквалификована (23. дан)     | дисквалификована (23. дан)     | дисквалификована (23. дан)     | дисквалификована (23. дан)     | дисквалификована (23. дан)     | дисквалификована (23. дан)     | дисквалификована (23. дан)     | дисквалификована (23. дан)     | дисквалификована (23. дан)     | дисквалификована (23. дан)     | дисквалификована (23. дан)     | дисквалификована (23. дан)     | дисквалификована (23. дан)     | дисквалификована (23. дан)     | дисквалификована (23. дан)     | дисквалификована (23. дан)     | дисквалификована (23. дан)     | дисквалификована (23. дан)     | дисквалификована (23. дан)     | дисквалификована (23. дан)     | дисквалификована (23. дан)     | дисквалификована (23. дан)     | дисквалификована (23. дан)     | дисквалификована (23. дан)     | дисквалификована (23. дан)     | дисквалификована (23. дан)     | дисквалификована (23. дан)     | дисквалификована (23. дан)     | дисквалификована (23. дан)     | дисквалификована (23. дан)     | дисквалификована (23. дан)     | дисквалификована (23. дан)     | дисквалификована (23. дан)     | дисквалификована (23. дан)     | дисквалификована (23. дан)     | дисквалификована (23. дан)     | дисквалификована (23. дан)     | дисквалификована (23. дан)     | дисквалификована (23. дан)     | дисквалификована (23. дан)     |                                |                                |                                |                                |                                |                                |                                |                                |                                |                                |                                |                                |                                |                                |                                |                                |                                |                                |                                |                                |                                |                                |                                |                                |                                |                                |                                |                                |                                |                                |                                |                                |                                |                                |                                |                                |                                |                                |                                |                                |                                |
| Ћирило                             | Матеја            | Слађа                      | Ћуба                       | избачен (22. дан)          | избачен (22. дан)          | избачен (22. дан)          | избачен (22. дан)          | избачен (22. дан)            | избачен (22. дан)            | избачен (22. дан)          | избачен (22. дан)           | избачен (22. дан)           | избачен (22. дан)              | избачен (22. дан)              | избачен (22. дан)          | избачен (22. дан)          | избачен (22. дан)          | избачен (22. дан)          | избачен (22. дан)          | избачен (22. дан)          | избачен (22. дан)          | избачен (22. дан)          | избачен (22. дан)          | избачен (22. дан)              | избачен (22. дан)          | избачен (22. дан)          | избачен (22. дан)          | избачен (22. дан)          | избачен (22. дан)          | избачен (22. дан)          | избачен (22. дан)          | избачен (22. дан)          | избачен (22. дан)          | избачен (22. дан)          | избачен (22. дан)          | избачен (22. дан)          | избачен (22. дан)          | избачен (22. дан)          | избачен (22. дан)          | избачен (22. дан)          | избачен (22. дан)          | избачен (22. дан)          | избачен (22. дан)          | избачен (22. дан)          | избачен (22. дан)              | избачен (22. дан)              | избачен (22. дан)              | избачен (22. дан)              | избачен (22. дан)              | избачен (22. дан)              | избачен (22. дан)              | избачен (22. дан)              | избачен (22. дан)              | избачен (22. дан)              | избачен (22. дан)              | избачен (22. дан)              | избачен (22. дан)              | избачен (22. дан)              | избачен (22. дан)              | избачен (22. дан)              | избачен (22. дан)              | избачен (22. дан)              | избачен (22. дан)              | избачен (22. дан)              | избачен (22. дан)              | избачен (22. дан)              | избачен (22. дан)              | избачен (22. дан)              | избачен (22. дан)              | избачен (22. дан)              | избачен (22. дан)              | избачен (22. дан)              | избачен (22. дан)              | избачен (22. дан)              | избачен (22. дан)              | избачен (22. дан)              | избачен (22. дан)              | избачен (22. дан)              | избачен (22. дан)              | избачен (22. дан)              | избачен (22. дан)              | избачен (22. дан)              | избачен (22. дан)              | избачен (22. дан)              | избачен (22. дан)              | избачен (22. дан)              | избачен (22. дан)              | избачен (22. дан)              | избачен (22. дан)              | избачен (22. дан)              | избачен (22. дан)              | избачен (22. дан)              | избачен (22. дан)              | избачен (22. дан)              | избачен (22. дан)              | избачен (22. дан)              | избачен (22. дан)              | избачен (22. дан)              | избачен (22. дан)              | избачен (22. дан)              | избачен (22. дан)              | избачен (22. дан)              | избачен (22. дан)              |                                |                                |                                |                                |                                |                                |                                |                                |                                |                                |                                |                                |                                |                                |                                |                                |                                |                                |                                |                                |                                |                                |                                |                                |                                |                                |                                |                                |                                |                                |                                |                                |                                |                                |                                |                                |                                |                                |                                |                                |                                |
| Виктор                             | Анђела            | Слађа                      | избачен (15. дан)          | избачен (15. дан)          | избачен (15. дан)          | избачен (15. дан)          | избачен (15. дан)          | избачен (15. дан)            | избачен (15. дан)            | избачен (15. дан)          | избачен (15. дан)           | избачен (15. дан)           | избачен (15. дан)              | избачен (15. дан)              | избачен (15. дан)          | избачен (15. дан)          | избачен (15. дан)          | избачен (15. дан)          | избачен (15. дан)          | избачен (15. дан)          | избачен (15. дан)          | избачен (15. дан)          | избачен (15. дан)          | избачен (15. дан)              | избачен (15. дан)          | избачен (15. дан)          | избачен (15. дан)          | избачен (15. дан)          | избачен (15. дан)          | избачен (15. дан)          | избачен (15. дан)          | избачен (15. дан)          | избачен (15. дан)          | избачен (15. дан)          | избачен (15. дан)          | избачен (15. дан)          | избачен (15. дан)          | избачен (15. дан)          | избачен (15. дан)          | избачен (15. дан)          | избачен (15. дан)          | избачен (15. дан)          | избачен (15. дан)          | избачен (15. дан)          | избачен (15. дан)              | избачен (15. дан)              | избачен (15. дан)              | избачен (15. дан)              | избачен (15. дан)              | избачен (15. дан)              | избачен (15. дан)              | избачен (15. дан)              | избачен (15. дан)              | избачен (15. дан)              | избачен (15. дан)              | избачен (15. дан)              | избачен (15. дан)              | избачен (15. дан)              | избачен (15. дан)              | избачен (15. дан)              | избачен (15. дан)              | избачен (15. дан)              | избачен (15. дан)              | избачен (15. дан)              | избачен (15. дан)              | избачен (15. дан)              | избачен (15. дан)              | избачен (15. дан)              | избачен (15. дан)              | избачен (15. дан)              | избачен (15. дан)              | избачен (15. дан)              | избачен (15. дан)              | избачен (15. дан)              | избачен (15. дан)              | избачен (15. дан)              | избачен (15. дан)              | избачен (15. дан)              | избачен (15. дан)              | избачен (15. дан)              | избачен (15. дан)              | избачен (15. дан)              | избачен (15. дан)              | избачен (15. дан)              | избачен (15. дан)              | избачен (15. дан)              | избачен (15. дан)              | избачен (15. дан)              | избачен (15. дан)              | избачен (15. дан)              | избачен (15. дан)              | избачен (15. дан)              | избачен (15. дан)              | избачен (15. дан)              | избачен (15. дан)              | избачен (15. дан)              | избачен (15. дан)              | избачен (15. дан)              | избачен (15. дан)              | избачен (15. дан)              | избачен (15. дан)              | избачен (15. дан)              |                                |                                |                                |                                |                                |                                |                                |                                |                                |                                |                                |                                |                                |                                |                                |                                |                                |                                |                                |                                |                                |                                |                                |                                |                                |                                |                                |                                |                                |                                |                                |                                |                                |                                |                                |                                |                                |                                |                                |                                |                                |                                |
| Драгомир                           | Иван Матеја       | дисквалификован (10. дан)  | дисквалификован (10. дан)  | дисквалификован (10. дан)  | дисквалификован (10. дан)  | дисквалификован (10. дан)  | дисквалификован (10. дан)  | дисквалификован (10. дан)    | дисквалификован (10. дан)    | дисквалификован (10. дан)  | дисквалификован (10. дан)   | дисквалификован (10. дан)   | дисквалификован (10. дан)      | дисквалификован (10. дан)      | дисквалификован (10. дан)  | дисквалификован (10. дан)  | дисквалификован (10. дан)  | дисквалификован (10. дан)  | дисквалификован (10. дан)  | дисквалификован (10. дан)  | дисквалификован (10. дан)  | дисквалификован (10. дан)  | дисквалификован (10. дан)  | дисквалификован (10. дан)      | дисквалификован (10. дан)  | дисквалификован (10. дан)  | дисквалификован (10. дан)  | дисквалификован (10. дан)  | дисквалификован (10. дан)  | дисквалификован (10. дан)  | дисквалификован (10. дан)  | дисквалификован (10. дан)  | дисквалификован (10. дан)  | дисквалификован (10. дан)  | дисквалификован (10. дан)  | дисквалификован (10. дан)  | дисквалификован (10. дан)  | дисквалификован (10. дан)  | дисквалификован (10. дан)  | дисквалификован (10. дан)  | дисквалификован (10. дан)  | дисквалификован (10. дан)  | дисквалификован (10. дан)  | дисквалификован (10. дан)  | дисквалификован (10. дан)      | дисквалификован (10. дан)      | дисквалификован (10. дан)      | дисквалификован (10. дан)      | дисквалификован (10. дан)      | дисквалификован (10. дан)      | дисквалификован (10. дан)      | дисквалификован (10. дан)      | дисквалификован (10. дан)      | дисквалификован (10. дан)      | дисквалификован (10. дан)      | дисквалификован (10. дан)      | дисквалификован (10. дан)      | дисквалификован (10. дан)      | дисквалификован (10. дан)      | дисквалификован (10. дан)      | дисквалификован (10. дан)      | дисквалификован (10. дан)      | дисквалификован (10. дан)      | дисквалификован (10. дан)      | дисквалификован (10. дан)      | дисквалификован (10. дан)      | дисквалификован (10. дан)      | дисквалификован (10. дан)      | дисквалификован (10. дан)      | дисквалификован (10. дан)      | дисквалификован (10. дан)      | дисквалификован (10. дан)      | дисквалификован (10. дан)      | дисквалификован (10. дан)      | дисквалификован (10. дан)      | дисквалификован (10. дан)      | дисквалификован (10. дан)      | дисквалификован (10. дан)      | дисквалификован (10. дан)      | дисквалификован (10. дан)      | дисквалификован (10. дан)      | дисквалификован (10. дан)      | дисквалификован (10. дан)      | дисквалификован (10. дан)      | дисквалификован (10. дан)      | дисквалификован (10. дан)      | дисквалификован (10. дан)      | дисквалификован (10. дан)      | дисквалификован (10. дан)      | дисквалификован (10. дан)      | дисквалификован (10. дан)      | дисквалификован (10. дан)      | дисквалификован (10. дан)      | дисквалификован (10. дан)      | дисквалификован (10. дан)      | дисквалификован (10. дан)      | дисквалификован (10. дан)      | дисквалификован (10. дан)      | дисквалификован (10. дан)      | дисквалификован (10. дан)      | дисквалификован (10. дан)      |                                |                                |                                |                                |                                |                                |                                |                                |                                |                                |                                |                                |                                |                                |                                |                                |                                |                                |                                |                                |                                |                                |                                |                                |                                |                                |                                |                                |                                |                                |                                |                                |                                |                                |                                |                                |                                |                                |                                |                                |                                |                                |                                |
| Сара                               | Матеја            | дисквалификована (10. дан) | дисквалификована (10. дан) | дисквалификована (10. дан) | дисквалификована (10. дан) | дисквалификована (10. дан) | дисквалификована (10. дан) | дисквалификована (10. дан)   | дисквалификована (10. дан)   | дисквалификована (10. дан) | дисквалификована (10. дан)  | дисквалификована (10. дан)  | дисквалификована (10. дан)     | дисквалификована (10. дан)     | дисквалификована (10. дан) | дисквалификована (10. дан) | дисквалификована (10. дан) | дисквалификована (10. дан) | дисквалификована (10. дан) | дисквалификована (10. дан) | дисквалификована (10. дан) | дисквалификована (10. дан) | дисквалификована (10. дан) | дисквалификована (10. дан)     | дисквалификована (10. дан) | дисквалификована (10. дан) | дисквалификована (10. дан) | дисквалификована (10. дан) | дисквалификована (10. дан) | дисквалификована (10. дан) | дисквалификована (10. дан) | дисквалификована (10. дан) | дисквалификована (10. дан) | дисквалификована (10. дан) | дисквалификована (10. дан) | дисквалификована (10. дан) | дисквалификована (10. дан) | дисквалификована (10. дан) | дисквалификована (10. дан) | дисквалификована (10. дан) | дисквалификована (10. дан) | дисквалификована (10. дан) | дисквалификована (10. дан) | дисквалификована (10. дан) | дисквалификована (10. дан)     | дисквалификована (10. дан)     | дисквалификована (10. дан)     | дисквалификована (10. дан)     | дисквалификована (10. дан)     | дисквалификована (10. дан)     | дисквалификована (10. дан)     | дисквалификована (10. дан)     | дисквалификована (10. дан)     | дисквалификована (10. дан)     | дисквалификована (10. дан)     | дисквалификована (10. дан)     | дисквалификована (10. дан)     | дисквалификована (10. дан)     | дисквалификована (10. дан)     | дисквалификована (10. дан)     | дисквалификована (10. дан)     | дисквалификована (10. дан)     | дисквалификована (10. дан)     | дисквалификована (10. дан)     | дисквалификована (10. дан)     | дисквалификована (10. дан)     | дисквалификована (10. дан)     | дисквалификована (10. дан)     | дисквалификована (10. дан)     | дисквалификована (10. дан)     | дисквалификована (10. дан)     | дисквалификована (10. дан)     | дисквалификована (10. дан)     | дисквалификована (10. дан)     | дисквалификована (10. дан)     | дисквалификована (10. дан)     | дисквалификована (10. дан)     | дисквалификована (10. дан)     | дисквалификована (10. дан)     | дисквалификована (10. дан)     | дисквалификована (10. дан)     | дисквалификована (10. дан)     | дисквалификована (10. дан)     | дисквалификована (10. дан)     | дисквалификована (10. дан)     | дисквалификована (10. дан)     | дисквалификована (10. дан)     | дисквалификована (10. дан)     | дисквалификована (10. дан)     | дисквалификована (10. дан)     | дисквалификована (10. дан)     | дисквалификована (10. дан)     | дисквалификована (10. дан)     | дисквалификована (10. дан)     | дисквалификована (10. дан)     | дисквалификована (10. дан)     | дисквалификована (10. дан)     | дисквалификована (10. дан)     | дисквалификована (10. дан)     | дисквалификована (10. дан)     | дисквалификована (10. дан)     |                                |                                |                                |                                |                                |                                |                                |                                |                                |                                |                                |                                |                                |                                |                                |                                |                                |                                |                                |                                |                                |                                |                                |                                |                                |                                |                                |                                |                                |                                |                                |                                |                                |                                |                                |                                |                                |                                |                                |                                |                                |                                |                                |
| Моника                             | Иван Матеја       | избачена (8. дан)          | избачена (8. дан)          | избачена (8. дан)          | избачена (8. дан)          | избачена (8. дан)          | избачена (8. дан)          | избачена (8. дан)            | избачена (8. дан)            | избачена (8. дан)          | избачена (8. дан)           | избачена (8. дан)           | избачена (8. дан)              | избачена (8. дан)              | избачена (8. дан)          | избачена (8. дан)          | избачена (8. дан)          | избачена (8. дан)          | избачена (8. дан)          | избачена (8. дан)          | избачена (8. дан)          | избачена (8. дан)          | избачена (8. дан)          | избачена (8. дан)              | избачена (8. дан)          | избачена (8. дан)          | избачена (8. дан)          | избачена (8. дан)          | избачена (8. дан)          | избачена (8. дан)          | избачена (8. дан)          | избачена (8. дан)          | избачена (8. дан)          | избачена (8. дан)          | избачена (8. дан)          | избачена (8. дан)          | избачена (8. дан)          | избачена (8. дан)          | избачена (8. дан)          | избачена (8. дан)          | избачена (8. дан)          | избачена (8. дан)          | избачена (8. дан)          | избачена (8. дан)          | избачена (8. дан)              | избачена (8. дан)              | избачена (8. дан)              | избачена (8. дан)              | избачена (8. дан)              | избачена (8. дан)              | избачена (8. дан)              | избачена (8. дан)              | избачена (8. дан)              | избачена (8. дан)              | избачена (8. дан)              | избачена (8. дан)              | избачена (8. дан)              | избачена (8. дан)              | избачена (8. дан)              | избачена (8. дан)              | избачена (8. дан)              | избачена (8. дан)              | избачена (8. дан)              | избачена (8. дан)              | избачена (8. дан)              | избачена (8. дан)              | избачена (8. дан)              | избачена (8. дан)              | избачена (8. дан)              | избачена (8. дан)              | избачена (8. дан)              | избачена (8. дан)              | избачена (8. дан)              | избачена (8. дан)              | избачена (8. дан)              | избачена (8. дан)              | избачена (8. дан)              | избачена (8. дан)              | избачена (8. дан)              | избачена (8. дан)              | избачена (8. дан)              | избачена (8. дан)              | избачена (8. дан)              | избачена (8. дан)              | избачена (8. дан)              | избачена (8. дан)              | избачена (8. дан)              | избачена (8. дан)              | избачена (8. дан)              | избачена (8. дан)              | избачена (8. дан)              | избачена (8. дан)              | избачена (8. дан)              | избачена (8. дан)              | избачена (8. дан)              | избачена (8. дан)              | избачена (8. дан)              | избачена (8. дан)              | избачена (8. дан)              | избачена (8. дан)              | избачена (8. дан)              |                                |                                |                                |                                |                                |                                |                                |                                |                                |                                |                                |                                |                                |                                |                                |                                |                                |                                |                                |                                |                                |                                |                                |                                |                                |                                |                                |                                |                                |                                |                                |                                |                                |                                |                                |                                |                                |                                |                                |                                |                                |                                |                                |
|                                    |                   |                            |                            |                            |                            |                            |                            |                              |                              |                            |                             |                             |                                |                                |                            |                            |                            |                            |                            |                            |                            |                            |                            |                                |                            |                            |                            |                            |                            |                            |                            |                            |                            |                            |                            |                            |                            |                            |                            |                            |                            |                            |                            |                            |                                |                                |                                |                                |                                |                                |                                |                                |                                |                                |                                |                                |                                |                                |                                |                                |                                |                                |                                |                                |                                |                                |                                |                                |                                |                                |                                |                                |                                |                                |                                |                                |                                |                                |                                |                                |                                |                                |                                |                                |                                |                                |                                |                                |                                |                                |                                |                                |                                |                                |                                |                                |                                |                                |                                |                                |                                |                                |                                |                                |                                |                                |                                |                                |                                |                                |                                |                                |                                |                                |                                |                                |                                |                                |                                |                                |                                |                                |                                |                                |                                |                                |                                |                                |                                |                                |                                |                                |                                |                                |                                |                                |                                |                                |                                |                                |                                |                                |                                |                                |
| Напомене                           | 1                 | 2                          | 3                          | 4                          | 5                          | 6                          | 7                          | 8                            | 9                            | 10                         | 11                          | 12                          | 13                             | 14                             | 15                         | 16                         | 17                         | 18                         | 19                         | 20                         | 21                         | 22                         | 23                         | 24                             | 25                         | 26                         | 27                         | 28                         | 29                         | 30                         | 31                         | 32                         | 33                         | 34                         | 35                         | 36                         | 37                         | 38                         | 39                         | 40                         | 41                         | 42                         | 43                         | 44                         | 45                             | 45                             | 45                             | 45                             | 45                             |                                |                                |                                |                                |                                |                                |                                |                                |                                |                                |                                |                                |                                |                                |                                |                                |                                |                                |                                |                                |                                |                                |                                |                                |                                |                                |                                |                                |                                |                                |                                |                                |                                |                                |                                |                                |                                |                                |                                |                                |                                |                                |                                |                                |                                |                                |                                |                                |                                |                                |                                |                                |                                |                                |                                |                                |                                |                                |                                |                                |                                |                                |                                |                                |                                |                                |                                |                                |                                |                                |                                |                                |                                |                                |                                |                                |                                |                                |                                |                                |                                |                                |                                |                                |                                |                                |                                |                                |                                |                                |                                |                                |                                |                                |                                |
| Изашао/ла                          | нико              | нико                       | нико                       | нико                       | нико                       | Матеја                     | нико                       | нико                         | нико                         | нико                       | нико                        | нико                        | Лука М.                        | Милица В.                      | нико                       | нико                       | нико                       | нико                       | Миљана                     | нико                       | нико                       | нико                       | нико                       | нико                           | нико                       | нико                       | нико                       | Милосава                   | нико                       | нико                       | нико                       | нико                       | нико                       | нико                       | нико                       | нико                       | Рада                       | нико                       | нико                       | нико                       | Марко Ђ.                   | нико                       | нико                       | нико                       | нико                           | нико                           | нико                           | нико                           | нико                           | нико                           |                                |                                |                                |                                |                                |                                |                                |                                |                                |                                |                                |                                |                                |                                |                                |                                |                                |                                |                                |                                |                                |                                |                                |                                |                                |                                |                                |                                |                                |                                |                                |                                |                                |                                |                                |                                |                                |                                |                                |                                |                                |                                |                                |                                |                                |                                |                                |                                |                                |                                |                                |                                |                                |                                |                                |                                |                                |                                |                                |                                |                                |                                |                                |                                |                                |                                |                                |                                |                                |                                |                                |                                |                                |                                |                                |                                |                                |                                |                                |                                |                                |                                |                                |                                |                                |                                |                                |                                |                                |                                |                                |                                |                                |                                |
| Дисквалификован/а                  | нико              | Сара Драгомир              | нико                       | Ивана                      | Силвија                    | нико                       | нико                       | Лука В.                      | Миона                        | Никола Ш.                  | нико                        | нико                        | Миљана                         | Александра В.                  | нико                       | нико                       | нико                       | Андреј                     | нико                       | нико                       | нико                       | Урош Р.                    | нико                       | нико                           | нико                       | нико                       | нико                       | нико                       | нико                       | нико                       | нико                       | нико                       | нико                       | нико                       | нико                       | нико                       | нико                       | нико                       | нико                       | нико                       | нико                       | нико                       | нико                       | нико                       | нико                           | нико                           | нико                           | нико                           | нико                           | нико                           | нико                           |                                |                                |                                |                                |                                |                                |                                |                                |                                |                                |                                |                                |                                |                                |                                |                                |                                |                                |                                |                                |                                |                                |                                |                                |                                |                                |                                |                                |                                |                                |                                |                                |                                |                                |                                |                                |                                |                                |                                |                                |                                |                                |                                |                                |                                |                                |                                |                                |                                |                                |                                |                                |                                |                                |                                |                                |                                |                                |                                |                                |                                |                                |                                |                                |                                |                                |                                |                                |                                |                                |                                |                                |                                |                                |                                |                                |                                |                                |                                |                                |                                |                                |                                |                                |                                |                                |                                |                                |                                |                                |                                |                                |                                |
| 1. номинација (од учесника)        | Матеја            | Никола Ш.                  | Марко З.                   | Терза                      | Мимас                      | Урош С.                    | Ена                        | /                            | Урош Р.                      | Миљана                     | Иван                        | Пеја                        | /                              | Борислав                       | Теодора                    | Пеја                       | /                          | Милован                    | Анели                      | Урош Р.                    | Гастоз                     | Драгана                    | Софија                     | Александра Н.                  | /                          | /                          | Софија                     | /                          | Муњез                      | Анели                      | Бебица                     | Лука В.                    | Сандра                     | Матора                     | Ена                        | /                          | Ена                        | Софија                     | Терза                      | Анели                      | Гастоз                     | Гастоз                     | Лука В.                    | Гастоз                     | /                              | /                              | /                              | /                              | /                              |                                |                                |                                |                                |                                |                                |                                |                                |                                |                                |                                |                                |                                |                                |                                |                                |                                |                                |                                |                                |                                |                                |                                |                                |                                |                                |                                |                                |                                |                                |                                |                                |                                |                                |                                |                                |                                |                                |                                |                                |                                |                                |                                |                                |                                |                                |                                |                                |                                |                                |                                |                                |                                |                                |                                |                                |                                |                                |                                |                                |                                |                                |                                |                                |                                |                                |                                |                                |                                |                                |                                |                                |                                |                                |                                |                                |                                |                                |                                |                                |                                |                                |                                |                                |                                |                                |                                |                                |                                |                                |                                |                                |                                |                                |                                |
| 2. номинација (од гласова публике) | Моника            | Виктор                     | Ћирило                     | Ћуба Александар            | Саша Филип                 | Мића                       | Филип                      | /                            | Барби                        | Кристина М.                | Марко З.                    | Ђорђе                       | /                              | Снежана                        | Кристина Б.                | Ива                        | /                          | Милош Р.                   | Александар                 | Рашко                      | Ћуба                       | /                          | Лука М.                    | Милица Д.                      | /                          | /                          | Елвин                      | /                          | Анастасија                 | Божо                       | Катарина                   | /                          | Бранка                     | Баки Б3                    | Ана С.                     | /                          | Зола                       | Ђоле Мрвица                | Иваниа                     | Мрвица                     | Никола Г.                  | Матеа                      | Јелена                     | Кристина Б.                | /                              | /                              | /                              | /                              | /                              |                                |                                |                                |                                |                                |                                |                                |                                |                                |                                |                                |                                |                                |                                |                                |                                |                                |                                |                                |                                |                                |                                |                                |                                |                                |                                |                                |                                |                                |                                |                                |                                |                                |                                |                                |                                |                                |                                |                                |                                |                                |                                |                                |                                |                                |                                |                                |                                |                                |                                |                                |                                |                                |                                |                                |                                |                                |                                |                                |                                |                                |                                |                                |                                |                                |                                |                                |                                |                                |                                |                                |                                |                                |                                |                                |                                |                                |                                |                                |                                |                                |                                |                                |                                |                                |                                |                                |                                |                                |                                |                                |                                |                                |                                |                                |
| 3. номинација (од одабраних)       | Бебица            | Марко З.                   | Sha Милена Матеа           | Урош С. Ена Милош С.       | Бебица                     | Терза Бранка Јелена        | Лука М. Муњез              | /                            | Александра Н. Иван М. Муњез  | Милош Р.                   | Анели                       | Александра Н. Александра В. | /                              | Муњез Јорданка                 | /                          | /                          | /                          | /                          | /                          | Кристина Б.                | Слађа Милена               | /                          | Ђоле Милена Јорданка       | Ена Ђоле Мимас Матора Јорданка | /                          | /                          | Матора Драгана Милован     | /                          | Стефан Ко.                 | Ена                        | Сања                       | /                          | Сања Марко С. Бранка       | Урош С. Мимас Јорданка     | Стефан Ка.                 | /                          | Иван Анђела                | Кристина Б.                | Сања Слађа Матора          | Урош С.                    | Ена Анђела Милена          | Муњез                      | Анђела Стефан Ко.          | Мимас                      | /                              | /                              | /                              | /                              | /                              |                                |                                |                                |                                |                                |                                |                                |                                |                                |                                |                                |                                |                                |                                |                                |                                |                                |                                |                                |                                |                                |                                |                                |                                |                                |                                |                                |                                |                                |                                |                                |                                |                                |                                |                                |                                |                                |                                |                                |                                |                                |                                |                                |                                |                                |                                |                                |                                |                                |                                |                                |                                |                                |                                |                                |                                |                                |                                |                                |                                |                                |                                |                                |                                |                                |                                |                                |                                |                                |                                |                                |                                |                                |                                |                                |                                |                                |                                |                                |                                |                                |                                |                                |                                |                                |                                |                                |                                |                                |                                |                                |                                |                                |                                |                                |
| Победник у игри                    | Моника            | Никола Ш.                  | Милена                     | Александар                 | Филип                      | Терза                      | Муњез                      | /                            | Урош Р.                      | Миљана                     | Иван                        | Александра Н.               | /                              | Муњез                          | /                          | Ива                        | /                          | Милован                    | Анели                      | Урош Р.                    | Слађа                      | /                          | Софија                     | Јорданка                       | /                          | /                          | Милован                    | /                          | Стефан Ко.                 | Божо                       | Бебица                     | /                          | Сандра                     | Урош С.                    | Ена                        | /                          | Ена                        | Софија                     | Терза                      | Мрвица                     | /                          | Гастоз                     | Стефан Ко.                 | Гастоз                     | /                              | /                              | /                              | /                              | /                              |                                |                                |                                |                                |                                |                                |                                |                                |                                |                                |                                |                                |                                |                                |                                |                                |                                |                                |                                |                                |                                |                                |                                |                                |                                |                                |                                |                                |                                |                                |                                |                                |                                |                                |                                |                                |                                |                                |                                |                                |                                |                                |                                |                                |                                |                                |                                |                                |                                |                                |                                |                                |                                |                                |                                |                                |                                |                                |                                |                                |                                |                                |                                |                                |                                |                                |                                |                                |                                |                                |                                |                                |                                |                                |                                |                                |                                |                                |                                |                                |                                |                                |                                |                                |                                |                                |                                |                                |                                |                                |                                |                                |                                |                                |                                |
| Избачен/а                          | Моника 1% гласова | Виктор 16% гласова         | Ћирило 1% гласова          | Милош С. 1% гласова        | Саша 5% гласова            | Мића 1% гласова            | Филип 1% гласова           | нико                         | Барби 2% гласова             | Кристина М. 1% гласова     | Марко З. 1% гласова         | Ђорђе 0% гласова            | нико                           | Снежана 8% гласова             | нико                       | Ива 5% гласова             | нико                       | Милош Р. 8% гласова        | Александар 5% гласова      | Рашко 8% гласова           | Ћуба 1% гласова            | нико                       | Лука М. 1% гласова         | Милица Д. 1% гласова           | нико                       | нико                       | Елвин 7% гласова           | нико                       | Анастасија 1% гласова      | Божо 1% гласова            | Катарина 2% гласова        | нико                       | Бранка 5% гласова          | Баки Б3 4% гласова         | Ана С. 3% гласова          | нико                       | Зола 1% гласова            | Ђоле 1% гласова            | Иваниа 9% гласова          | Мрвица 1% гласова          | Никола Г. 1% гласова       | Матеа 2% гласова           | Јелена 2% гласова          | Кристина Б. 4% гласова     |                                |                                |                                |                                |                                |                                |                                |                                |                                |                                |                                |                                |                                |                                |                                |                                |                                |                                |                                |                                |                                |                                |                                |                                |                                |                                |                                |                                |                                |                                |                                |                                |                                |                                |                                |                                |                                |                                |                                |                                |                                |                                |                                |                                |                                |                                |                                |                                |                                |                                |                                |                                |                                |                                |                                |                                |                                |                                |                                |                                |                                |                                |                                |                                |                                |                                |                                |                                |                                |                                |                                |                                |                                |                                |                                |                                |                                |                                |                                |                                |                                |                                |                                |                                |                                |                                |                                |                                |                                |                                |                                |                                |                                |                                |                                |                                |                                |                                |                                |                                |
| Избачен/а                          | Моника 1% гласова | Виктор 16% гласова         | Ћирило 1% гласова          | Милош С. 1% гласова        | Саша 5% гласова            | Мића 1% гласова            | Филип 1% гласова           | нико                         | Барби 2% гласова             | Кристина М. 1% гласова     | Марко З. 1% гласова         | Ђорђе 0% гласова            | нико                           | Снежана 8% гласова             | нико                       | Ива 5% гласова             | нико                       | Милош Р. 8% гласова        | Александар 5% гласова      | Рашко 8% гласова           | Ћуба 1% гласова            | нико                       | Лука М. 1% гласова         | Милица Д. 1% гласова           | нико                       | нико                       | Елвин 7% гласова           | нико                       | Анастасија 1% гласова      | Божо 1% гласова            | Катарина 2% гласова        | нико                       | Бранка 5% гласова          | Баки Б3 4% гласова         | Ана С. 3% гласова          | нико                       | Зола 1% гласова            | Ђоле 1% гласова            | Иваниа 9% гласова          | Мрвица 1% гласова          | Никола Г. 1% гласова       | Матеа 2% гласова           | Јелена 2% гласова          | Кристина Б. 4% гласова     | Слађа ?% гласова               | Мимас ?% гласова               | Милован ?% гласова             | Стефан Ко. ?% гласова          | Сања ?% гласова                |                                |                                |                                |                                |                                |                                |                                |                                |                                |                                |                                |                                |                                |                                |                                |                                |                                |                                |                                |                                |                                |                                |                                |                                |                                |                                |                                |                                |                                |                                |                                |                                |                                |                                |                                |                                |                                |                                |                                |                                |                                |                                |                                |                                |                                |                                |                                |                                |                                |                                |                                |                                |                                |                                |                                |                                |                                |                                |                                |                                |                                |                                |                                |                                |                                |                                |                                |                                |                                |                                |                                |                                |                                |                                |                                |                                |                                |                                |                                |                                |                                |                                |                                |                                |                                |                                |                                |                                |                                |                                |                                |                                |                                |                                |                                |
| Избачен/а                          | Моника 1% гласова | Виктор 16% гласова         | Ћирило 1% гласова          | Милош С. 1% гласова        | Саша 5% гласова            | Мића 1% гласова            | Филип 1% гласова           | нико                         | Барби 2% гласова             | Кристина М. 1% гласова     | Марко З. 1% гласова         | Ђорђе 0% гласова            | нико                           | Снежана 8% гласова             | нико                       | Ива 5% гласова             | нико                       | Милош Р. 8% гласова        | Александар 5% гласова      | Рашко 8% гласова           | Ћуба 1% гласова            | нико                       | Лука М. 1% гласова         | Милица Д. 1% гласова           | нико                       | нико                       | Елвин 7% гласова           | нико                       | Анастасија 1% гласова      | Божо 1% гласова            | Катарина 2% гласова        | нико                       | Бранка 5% гласова          | Баки Б3 4% гласова         | Ана С. 3% гласова          | нико                       | Зола 1% гласова            | Ђоле 1% гласова            | Иваниа 9% гласова          | Мрвица 1% гласова          | Никола Г. 1% гласова       | Матеа 2% гласова           | Јелена 2% гласова          | Кристина Б. 4% гласова     | Јорданка ?% гласова            | Ана Н. ?% гласова              | Драгана ?% гласова             | Дачо ?% гласова                | Сандра ?% гласова              |                                |                                |                                |                                |                                |                                |                                |                                |                                |                                |                                |                                |                                |                                |                                |                                |                                |                                |                                |                                |                                |                                |                                |                                |                                |                                |                                |                                |                                |                                |                                |                                |                                |                                |                                |                                |                                |                                |                                |                                |                                |                                |                                |                                |                                |                                |                                |                                |                                |                                |                                |                                |                                |                                |                                |                                |                                |                                |                                |                                |                                |                                |                                |                                |                                |                                |                                |                                |                                |                                |                                |                                |                                |                                |                                |                                |                                |                                |                                |                                |                                |                                |                                |                                |                                |                                |                                |                                |                                |                                |                                |                                |                                |                                |                                |
| Избачен/а                          | Моника 1% гласова | Виктор 16% гласова         | Ћирило 1% гласова          | Милош С. 1% гласова        | Саша 5% гласова            | Мића 1% гласова            | Филип 1% гласова           | нико                         | Барби 2% гласова             | Кристина М. 1% гласова     | Марко З. 1% гласова         | Ђорђе 0% гласова            | нико                           | Снежана 8% гласова             | нико                       | Ива 5% гласова             | нико                       | Милош Р. 8% гласова        | Александар 5% гласова      | Рашко 8% гласова           | Ћуба 1% гласова            | нико                       | Лука М. 1% гласова         | Милица Д. 1% гласова           | нико                       | нико                       | Елвин 7% гласова           | нико                       | Анастасија 1% гласова      | Божо 1% гласова            | Катарина 2% гласова        | нико                       | Бранка 5% гласова          | Баки Б3 4% гласова         | Ана С. 3% гласова          | нико                       | Зола 1% гласова            | Ђоле 1% гласова            | Иваниа 9% гласова          | Мрвица 1% гласова          | Никола Г. 1% гласова       | Матеа 2% гласова           | Јелена 2% гласова          | Кристина Б. 4% гласова     | Марко С. ?% гласова            | Теодора ?% гласова             | Муњез ?% гласова               | Урош С. ?% гласова             | Терза ?% гласова               |                                |                                |                                |                                |                                |                                |                                |                                |                                |                                |                                |                                |                                |                                |                                |                                |                                |                                |                                |                                |                                |                                |                                |                                |                                |                                |                                |                                |                                |                                |                                |                                |                                |                                |                                |                                |                                |                                |                                |                                |                                |                                |                                |                                |                                |                                |                                |                                |                                |                                |                                |                                |                                |                                |                                |                                |                                |                                |                                |                                |                                |                                |                                |                                |                                |                                |                                |                                |                                |                                |                                |                                |                                |                                |                                |                                |                                |                                |                                |                                |                                |                                |                                |                                |                                |                                |                                |                                |                                |                                |                                |                                |                                |                                |                                |
| Избачен/а                          | Моника 1% гласова | Виктор 16% гласова         | Ћирило 1% гласова          | Милош С. 1% гласова        | Саша 5% гласова            | Мића 1% гласова            | Филип 1% гласова           | нико                         | Барби 2% гласова             | Кристина М. 1% гласова     | Марко З. 1% гласова         | Ђорђе 0% гласова            | нико                           | Снежана 8% гласова             | нико                       | Ива 5% гласова             | нико                       | Милош Р. 8% гласова        | Александар 5% гласова      | Рашко 8% гласова           | Ћуба 1% гласова            | нико                       | Лука М. 1% гласова         | Милица Д. 1% гласова           | нико                       | нико                       | Елвин 7% гласова           | нико                       | Анастасија 1% гласова      | Божо 1% гласова            | Катарина 2% гласова        | нико                       | Бранка 5% гласова          | Баки Б3 4% гласова         | Ана С. 3% гласова          | нико                       | Зола 1% гласова            | Ђоле 1% гласова            | Иваниа 9% гласова          | Мрвица 1% гласова          | Никола Г. 1% гласова       | Матеа 2% гласова           | Јелена 2% гласова          | Кристина Б. 4% гласова     | Милена ?% гласова              | Бебица ?% гласова              | Лепи Мића ?% гласова           | Стефани ?% гласова             | Александра Н. ?% гласова       |                                |                                |                                |                                |                                |                                |                                |                                |                                |                                |                                |                                |                                |                                |                                |                                |                                |                                |                                |                                |                                |                                |                                |                                |                                |                                |                                |                                |                                |                                |                                |                                |                                |                                |                                |                                |                                |                                |                                |                                |                                |                                |                                |                                |                                |                                |                                |                                |                                |                                |                                |                                |                                |                                |                                |                                |                                |                                |                                |                                |                                |                                |                                |                                |                                |                                |                                |                                |                                |                                |                                |                                |                                |                                |                                |                                |                                |                                |                                |                                |                                |                                |                                |                                |                                |                                |                                |                                |                                |                                |                                |                                |                                |                                |                                |
| Избачен/а                          | Моника 1% гласова | Виктор 16% гласова         | Ћирило 1% гласова          | Милош С. 1% гласова        | Саша 5% гласова            | Мића 1% гласова            | Филип 1% гласова           | нико                         | Барби 2% гласова             | Кристина М. 1% гласова     | Марко З. 1% гласова         | Ђорђе 0% гласова            | нико                           | Снежана 8% гласова             | нико                       | Ива 5% гласова             | нико                       | Милош Р. 8% гласова        | Александар 5% гласова      | Рашко 8% гласова           | Ћуба 1% гласова            | нико                       | Лука М. 1% гласова         | Милица Д. 1% гласова           | нико                       | нико                       | Елвин 7% гласова           | нико                       | Анастасија 1% гласова      | Божо 1% гласова            | Катарина 2% гласова        | нико                       | Бранка 5% гласова          | Баки Б3 4% гласова         | Ана С. 3% гласова          | нико                       | Зола 1% гласова            | Ђоле 1% гласова            | Иваниа 9% гласова          | Мрвица 1% гласова          | Никола Г. 1% гласова       | Матеа 2% гласова           | Јелена 2% гласова          | Кристина Б. 4% гласова     | Матора ?% гласова              | Софија ?% гласова              | Лука В. ?% гласова             | Матеја ?% гласова              | Пеја ?% гласова                |                                |                                |                                |                                |                                |                                |                                |                                |                                |                                |                                |                                |                                |                                |                                |                                |                                |                                |                                |                                |                                |                                |                                |                                |                                |                                |                                |                                |                                |                                |                                |                                |                                |                                |                                |                                |                                |                                |                                |                                |                                |                                |                                |                                |                                |                                |                                |                                |                                |                                |                                |                                |                                |                                |                                |                                |                                |                                |                                |                                |                                |                                |                                |                                |                                |                                |                                |                                |                                |                                |                                |                                |                                |                                |                                |                                |                                |                                |                                |                                |                                |                                |                                |                                |                                |                                |                                |                                |                                |                                |                                |                                |                                |                                |                                |
| Избачен/а                          | Моника 1% гласова | Виктор 16% гласова         | Ћирило 1% гласова          | Милош С. 1% гласова        | Саша 5% гласова            | Мића 1% гласова            | Филип 1% гласова           | нико                         | Барби 2% гласова             | Кристина М. 1% гласова     | Марко З. 1% гласова         | Ђорђе 0% гласова            | нико                           | Снежана 8% гласова             | нико                       | Ива 5% гласова             | нико                       | Милош Р. 8% гласова        | Александар 5% гласова      | Рашко 8% гласова           | Ћуба 1% гласова            | нико                       | Лука М. 1% гласова         | Милица Д. 1% гласова           | нико                       | нико                       | Елвин 7% гласова           | нико                       | Анастасија 1% гласова      | Божо 1% гласова            | Катарина 2% гласова        | нико                       | Бранка 5% гласова          | Баки Б3 4% гласова         | Ана С. 3% гласова          | нико                       | Зола 1% гласова            | Ђоле 1% гласова            | Иваниа 9% гласова          | Мрвица 1% гласова          | Никола Г. 1% гласова       | Матеа 2% гласова           | Јелена 2% гласова          | Кристина Б. 4% гласова     | Стефан Ка. ?% гласова          | Иван ?% гласова                | Анели ?% гласова               | Ена ?% гласова                 | Софи ?% гласова                |                                |                                |                                |                                |                                |                                |                                |                                |                                |                                |                                |                                |                                |                                |                                |                                |                                |                                |                                |                                |                                |                                |                                |                                |                                |                                |                                |                                |                                |                                |                                |                                |                                |                                |                                |                                |                                |                                |                                |                                |                                |                                |                                |                                |                                |                                |                                |                                |                                |                                |                                |                                |                                |                                |                                |                                |                                |                                |                                |                                |                                |                                |                                |                                |                                |                                |                                |                                |                                |                                |                                |                                |                                |                                |                                |                                |                                |                                |                                |                                |                                |                                |                                |                                |                                |                                |                                |                                |                                |                                |                                |                                |                                |                                |                                |
| Избачен/а                          | Моника 1% гласова | Виктор 16% гласова         | Ћирило 1% гласова          | Милош С. 1% гласова        | Саша 5% гласова            | Мића 1% гласова            | Филип 1% гласова           | нико                         | Барби 2% гласова             | Кристина М. 1% гласова     | Марко З. 1% гласова         | Ђорђе 0% гласова            | нико                           | Снежана 8% гласова             | нико                       | Ива 5% гласова             | нико                       | Милош Р. 8% гласова        | Александар 5% гласова      | Рашко 8% гласова           | Ћуба 1% гласова            | нико                       | Лука М. 1% гласова         | Милица Д. 1% гласова           | нико                       | нико                       | Елвин 7% гласова           | нико                       | Анастасија 1% гласова      | Божо 1% гласова            | Катарина 2% гласова        | нико                       | Бранка 5% гласова          | Баки Б3 4% гласова         | Ана С. 3% гласова          | нико                       | Зола 1% гласова            | Ђоле 1% гласова            | Иваниа 9% гласова          | Мрвица 1% гласова          | Никола Г. 1% гласова       | Матеа 2% гласова           | Јелена 2% гласова          | Кристина Б. 4% гласова     | Анђела 36,3% гласова           | Гастоз 44,1% гласова           |                                |                                |                                |                                |                                |                                |                                |                                |                                |                                |                                |                                |                                |                                |                                |                                |                                |                                |                                |                                |                                |                                |                                |                                |                                |                                |                                |                                |                                |                                |                                |                                |                                |                                |                                |                                |                                |                                |                                |                                |                                |                                |                                |                                |                                |                                |                                |                                |                                |                                |                                |                                |                                |                                |                                |                                |                                |                                |                                |                                |                                |                                |                                |                                |                                |                                |                                |                                |                                |                                |                                |                                |                                |                                |                                |                                |                                |                                |                                |                                |                                |                                |                                |                                |                                |                                |                                |                                |                                |                                |                                |                                |                                |                                |                                |                                |                                |                                |